# Ostrava
Ostrava (polsky Ostrawa, německy Ostrau) je statutární, krajské a univerzitní město v okrese Ostrava-město na severovýchodě Česka v Moravskoslezském kraji, poblíž hranice s Polskem. Nachází se na soutoku řek Odry, Opavy, Ostravice a Lučiny. Ostrava je počtem obyvatel i rozlohou třetí největší město v Česku, druhé největší město na Moravě a největší město v Českém Slezsku (leží na hranici těchto dvou historických zemí). Ve městě žije přibližně 283 tisíc obyvatel, v aglomeraci pak téměř 1 milion obyvatel, která je tak po pražské druhou největší aglomerací v Česku. Společně s polskými Katovicemi tvoří Slezskou metropolitní oblast s 5,3 miliony obyvatel.
Ostrava vyrostla jako průmyslové středisko černouhelné pánve. Pro svůj hornický a hutnický průmysl v minulosti zvaná „ocelové srdce republiky“, prošla výraznými změnami po roce 1989. V důsledku restrukturalizace průmyslu byla utlumena důlní činnost a poslední uhlí se na území města vytěžilo v roce 1994. Svědkem hornické minulosti je Dolní oblast Vítkovice, bývalý průmyslový areál s unikátním souborem industriální architektury aspirující na zápis do seznamu Světového dědictví UNESCO.
V Ostravě se nachází řada divadel, galerií a kulturních domů. Mezi nejznámější kulturní akce pořádané ve městě patří hudební festivaly Colours of Ostrava a Beats for Love, Folklor bez hranic Ostrava, festivaly vážné hudby Leoše Janáčka a Svatováclavský hudební festival či Shakespearovské slavnosti. Vysoké školství je v Ostravě zastoupeno Vysokou školou báňskou – Technickou univerzitou Ostrava a všeobecněji zaměřenou Ostravskou univerzitou. Mezi špičková výzkumná centra patří superpočítač IT4Innovations či biotechnologické centrum LERCO.

## Název
Jméno (Moravské a Slezské) Ostravy bylo převzato od řeky Ostravy, což bylo středověké jméno dolního toku Ostravice.

## Historie
První zmínka o Slezské Ostravě pochází z roku 1229, kdy je zmiňována jako osada, zatímco Moravská Ostrava je zmiňována v roce 1267 a mluví se o ní jako o městečku.[zdroj?]
Původně malá osada vznikla nad řekou Ostrá (dnes Ostravice), která jí dala jméno a dodnes ji dělí na dvě základní části, Moravskou Ostravu a Slezskou Ostravu. Poloha na zemské hranici v místě, kudy procházela jantarová stezka, vedla ve středověku k rozvoji města; po třicetileté válce, kdy byla v rozmezí let 1631 až 1645 několikrát obsazena Švédy, však význam Ostravy upadl. V roce 1763 bylo ve slezské části Ostravy objeveno bohaté ložisko kvalitního černého uhlí, což předznamenalo výraznou proměnu města. V roce 1828 založil majitel panství, olomoucký arcibiskup Rudolf Jan, hutě nazvané po něm Rudolfovy. Později tyto hutě přešly do majetku rodiny Rothschildů a získaly název Vítkovice. Staly se jádrem rozsáhlého průmyslového rozmachu města, jehož odrazem byla i (ve druhé pol. 20. století) přezdívka města: ocelové srdce republiky. Po druhé světové válce, kdy byla Ostrava osvobozena Rudou armádou, zde došlo k největšímu stavebnímu rozmachu v obytné výstavbě, nejprve menší zástavba jen na území Poruby (dnešní památkově chráněné domy ve slohu socialistického realismu), později masívní urbanizace méně kvalitních budov v Porubě i na Jihu.[zdroj?]
Po rozsáhlém útlumu hutního a chemického průmyslu v kombinaci se zavíráním dolů (na území města se od 30. června 1994 netěží) a rozsáhlými investicemi do nápravy škod na životním prostředí se Ostrava výrazně pročistila. Více na důrazu nabírá strojírenská aktivita a další obory. Zároveň se stává výchozím bodem pro turistické regiony Jeseníky a Beskydy. Vedle stovky hektarů rekultivovaných ploch má město celou řadu původních přírodních lokalit, z nichž je celá řada udržovaných jako chráněná území. Jedná se např. o oblasti Polanský les a Polanská niva, které jsou součástí chráněné krajinné oblasti Poodří. K přírodním raritám na území města patří také bludné balvany ze švédské žuly (původem ze Skandinávie). Dalšími unikáty jsou zdejší haldy, např.  halda Ema ve Slezské Ostravě, halda Hrabůvka v Ostravě - Hrabůvce. [zdroj?]
Na další dnes už neexistující haldě na území dnešní Černé louky vznikla v roce 1928 horská dráha pojmenovaná Tivoli (patrně první československá horská dráha v pražském zábavním parku Eden vznikla v roce 1922), po ní se jmenoval celý zábavní prostor. Zhruba po dvou letech ale tento zábavní prostor zanikl a od září 1935 se začalo s likvidací vlastních hald.

### Významné historické události v datech

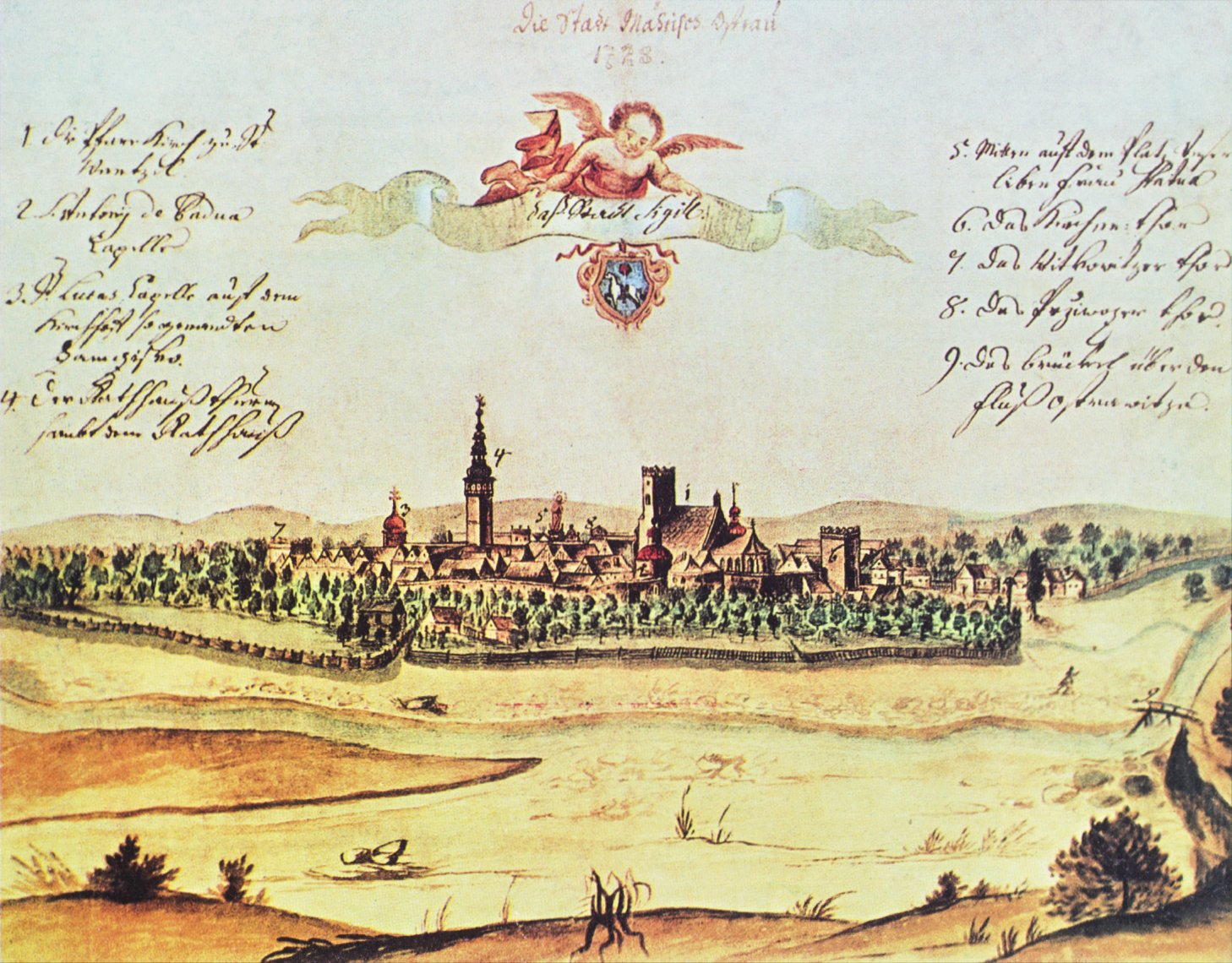
Ostrava v roce 1728, tehdy Moravská Ostrava

- 1229: zmíněna ves (Slezská) Ostrawa v listině papeže Řehoře IX.[12]
- 1267 29. listopadu): zmíněna osada (Moravská) Ostrava v závěti olomouckého biskupa Bruna[13]
- před 1279: povýšení Moravské Ostravy na město, první písemné doklady o kostele svatého Václava[14]
- 1297: poprvé se písemně připomíná slezskoostravský knížecí hrad[15]
- 1753: první zmínka o nálezu uhlí (nález nebyl přesně lokalizován a nález upadl v zapomnění) [16]
- 1763: první přesně lokalizovaný objev uhlí v údolí Burňa [17] [16]
- 1782: zahájena těžba uhlí na Ostravsku [16]
- 1828: založení železáren (Rudolfova huť, pozdější Vítkovické železárny) [18]
- 1835: majitelem Rudolfovy hutě se stalo konsorcium několika vídeňských bankéřů, které kapitálově ovládal Salomon Mayer Rothschild [19]
- 1840: postavena první koksovací pec v Ostravě[zdroj?]
- 1889: dokončena stavba kostela Božského Spasitele[20]
- 1894: zahájen provoz moderní městské dopravy (17.července) [21] , otevřen Český národní dům (16. a 17. června) [22]
- 1898: otevřena první banka v Moravské Ostravě a otevřena Veřejná knihovna a čítárna[zdroj?]
- 1919: založeno Národní divadlo moravskoslezské[23] a SK Slavoj Vítkovice[24]
- 1922: založen SK Slezská Ostrava[25]
- 1924 (29. ledna): vzniká Velká Ostrava (k původnímu městskému jádru připojeno 7 sousedních obcí), v srpnu oficiální návštěva prezidenta T. G. Masaryka ve městě[26]
- 1926: otevřen Dům umění[27]
- 1928: založen SSK Vítkovice[28]
- 1930: otevřena Nová radnice
- 1941 (1. července): pokračování integračního procesu města – připojení 8 slezských a 4 moravských obcí k Moravské Ostravě[29]

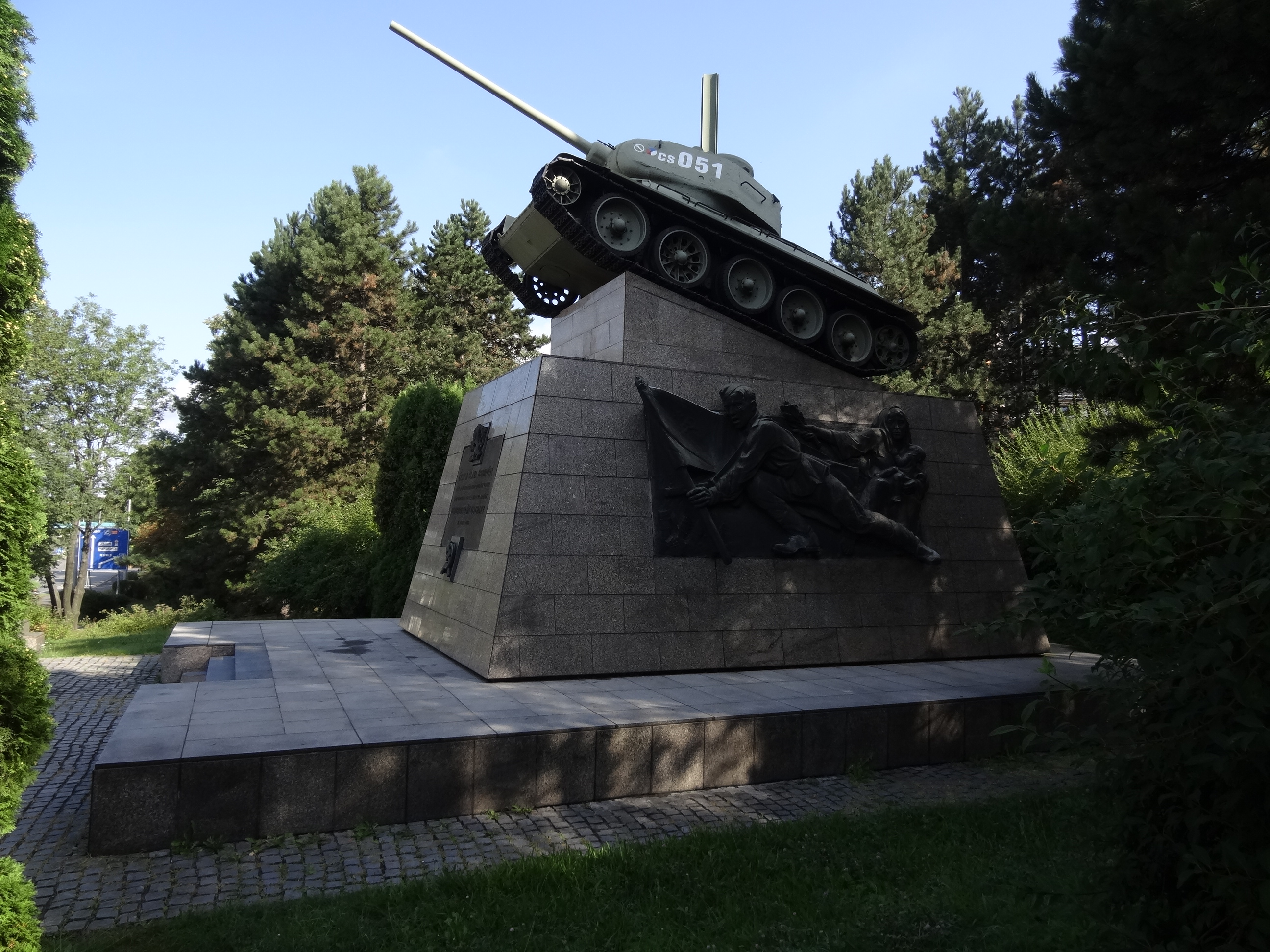
Pomník osvobození Rudou armádou během Ostravské operace v roce 1945

- 1945: 30. duben den osvobození Ostravy Rudou armádou[30], z Příbrami do Ostravy přesídlena Vysoká škola báňská[31], začátek výstavby Nové huti[zdroj?]
- 1946 (28. června): Moravská Ostrava se výnosem ministerstva vnitra číslo 1522/1946 Ú. l. I přejmenovává na Ostravu, později potvrzeno vyhláškou č. 123/1947 Sb.[32]
- 1951: zřízena Státní vědecká knihovna v Ostravě[33]
- 1952: zahájena trolejbusová doprava[34]
- 1952: tým ZSJ Sokol VŽKG získal historicky 1. titul mistra republiky v Československé hokejové lize v sezoně 1951/1952.[35]
- 1953: založena Vyšší hudebně pedagogická škola v Ostravě, od roku 1959 konzervatoř, roku 1996 propůjčen název Janáčkova konzervatoř[36]
- 1954: vznik Janáčkovy filharmonie Ostrava z rozhlasového orchestru[37]
- 1955: ostravské studio Československé televize vstupuje do vysílání jako druhé televizní studio na území Československa (i dnešního Česka)[38]
- 1959: vznik Pedagogického institutu, ze kterého se v roce 1964 stává samostatná Pedagogická fakulta, od roku 1991 Ostravská univerzita[39]; otevřeno letiště Ostrava-Mošnov[40]
- 1961: otevřen Dům kultury Vítkovice [41]
- 1981: tým TJ Vítkovice získal historicky 2. titul mistra republiky v Československé hokejové lize v sezoně 1980/1981.[zdroj?]
- 1986: otevřen Palác kultury a sportu (nyní Ostravar Aréna)[42]
- 1991: 89 % obyvatel se přihlásilo k české národnosti, Ostrava jedna z mála měst na Moravě, kde se naprostá většina obyvatel v devadesátých letech považovala za Čechy.[zdroj⁠?!], založena Ostravská univerzita 28. září
- 1994: poslední vytěžené uhlí na území města Ostravy[43]
- 1995: Vznik týmu Amerického fotbalu Ostrava Steelers[44]
- 1995: zahájena příprava na vybudování obchodně-podnikatelského areálu Ostrava-Mošnov[zdroj?]
- 1996: vznik ostravsko-opavské diecéze bulou Ad Christifidelium spirituali[45]
- 1997: stopadesátiletá povodeň na Odře, Opavě a Ostravici, zaplavena většina níže položených částí Ostravy, město Ostrava s partnery založilo Vědecko-Technologický park Ostrava[zdroj?]
- 1998: ukončení provozu vysokých pecí a výroby surového železa ve Vítkovicích[46]
- 2000: vznik Ostravského (od roku 2001 Moravskoslezského) kraje se sídlem v Ostravě[47]
- 2004: město ve spolupráci se společností CTP Invest začíná budovat průmyslovou zónu Ostrava-Hrabová, pořádání Mistrovství světa v ledním hokeji[zdroj?]
- 2007: okres Ostrava-město rozšířen o některé okolní obce[zdroj?]
- 2009: Ostrava napojena na dálniční síť[48]
- 2012: dokončení I. fáze revitalizace Dolní oblasti Vítkovic a nového centra města[zdroj?]
- 2014: otevření památkového objektu Trojhalí po rekonstrukci,[49] kolejové napojení letiště Leoše Janáčka[zdroj?]
- 2015: Ostrava pořádá Mistrovství světa v ledním hokeji[50], byla postavená nadstavba na vysoké peci č. 1, pojmenovaná Bolt Tower[51]
- 2017: Ostrava slaví 750 let od první písemné zmínky a pořádá Mistrovství Evropy v krasobruslení[52]

### Zemské hranice

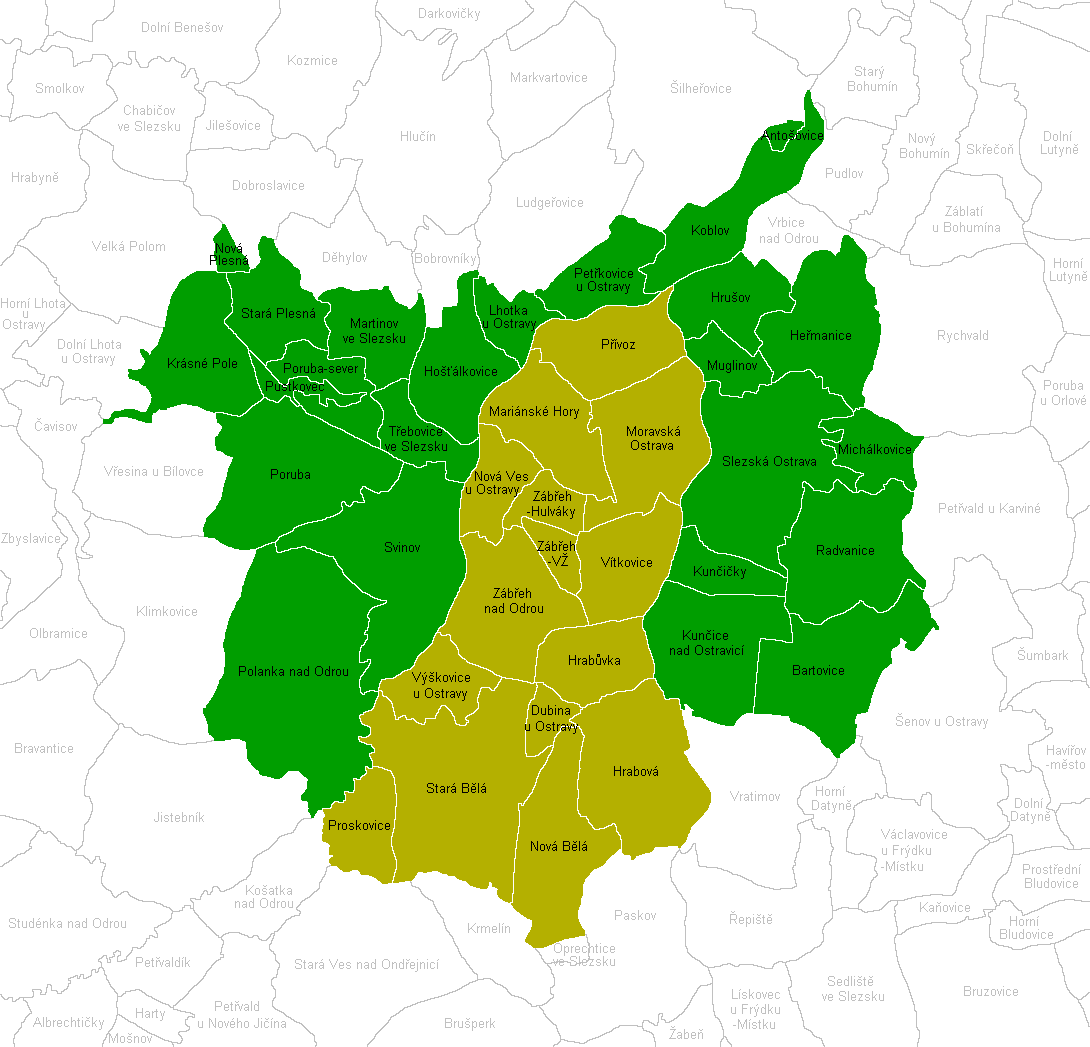
Rozdělení katastrálních území Ostravy mezi Moravu (žlutá) a Slezsko (zelená)

Zemské hranice zde tvoří řeky Odra a Ostravice. Mezi těmito řekami se nachází Morava, zbytek pak představuje území spadající pod České Slezsko. Rozlohou větší část města leží ve Slezsku, avšak většina důležitých částí města včetně centra leží na Moravě.[zdroj?]
V rámci Slezska spadala Ostrava do Těšínského knížectví (pravý břeh Ostravice) a Opavského knížectví (levý břeh Odry). Některé slezské části Ostravy (jmenovitě Antošovice, Koblov, Petřkovice, Lhotka a Hošťálkovice) byly v letech 1742–1920 součástí Pruského Slezska resp. Německého císařství.[zdroj?]
Některé severomoravské čtvrti – jmenovitě Moravská Ostrava (centrum města), Mariánské Hory, Přívoz a Vítkovice – spadaly do Hukvaldského panství, které bylo i se svými úřady pod suverénní vládou olomouckého (arci)biskupa, jenž zde byl leníkem českých králů. Toto panství zaniklo v roce 1852, kdy bylo přeměněno na velkostatek.[zdroj?]

## Městské symboly

### Znak
Městský znak je blasonován takto: „V modrém štítě na zeleném trávníku stříbrný kůň v poskoku se zlatým sedlem a červenou pokrývkou, provázený vpravo nahoře zlatou růží se zelenými kališními lístky a tmavým červeným semeníkem”. Kůň ve znaku nemá uzdu. Nejstarší vyobrazení znaku je na pečeti z roku 1426, barevný znak je doložen až v roce 1728. Kůň bývá vykládán jako symbol tranzitní polohy města nebo jako figura z erbu prvního fojta v Moravské Ostravě, zlatá růže zřejmě pochází z rodového erbu olomouckého biskupa Stanislava Thurza (k této verzi se současná historická literatura přiklání nejvíce). Dle jiné teorie udělil biskup Ostravským koně do znaku za pomoc Hukvaldským; jejich pomoc byla tak rychlá, že nepřátelé nestihli svým koním dát ani uzdu. Lze se také setkat s pověstí, podle které Ostravští vypustili během obléhání města koně bez uzdy branou, čím zmátli obléhající natolik, že se tito dali na útěk.

### Vlajka
Ostravská vlajka je tvořena modrým listem o poměru stran 2:3 s bílým, osedlaným koněm bez uzdy, v poskoku, s červenou pokrývkou pod žlutým sedlem. Za hlavou je žlutá, pětilistá růže s červeným semeníkem a zelenými kališními lístky.

### Pečeť
Nejstarší zmínka o pečeti města Ostravy (v té době Moravská Ostrava) prochází z 11. listopadu 1426. Je na ní vyobrazen znak města v podobě gotického štítu, v němž je doleva kráčející osedlaný kůň se třmeny, uzdou i ohlávkou.

### Logo
Ostravské logo je marketingovou značkou, kterou se město prezentuje před veřejností v České republice i zahraničí. Je tvořeno textem – názvem města – se třemi vykřičníky (OSTRAVA!!!). V základním provedení je na bílém pozadí text světlemodrý, vykřičníky jsou tmavě modré. Barvy však mohou být proházené.
Autorem loga je Studio Najbrt. Představeno bylo v roce 2008.

## Geografie
Ostrava leží na soutoku Lučiny, Odry, Opavy a Ostravice. Díky umístění v Moravské bráně spadá Ostrava do teplé klimatické oblasti s průměrnou nadmořskou výškou 210 m n. m., která svědčí řadě druhů fauny a flóry typických pro střední Evropu. Proti jiným regionům se také liší určitými zvláštnostmi, způsobenými vysokou koncentrací průmyslu, hustou zástavbou a specifickými podmínkami Ostravské pánve. Díky tomu zde panuje klima s horkými, vlhkými léty a mírnými zimami. Průměrná roční teplota je 10,2 °C (leden: −1,2 °C, červenec: 23,5 °C) s ročním průměrem srážek kolem 580 mm. Ze severu na jih (Antošovice-Nová Bělá) měří Ostrava 20,5 km, z východu na západ (Bartovice-Krásné Pole) 20,1 km. Délka místních komunikací činí 828 km.[zdroj?] Sousedními obcemi sídla jsou Bohumín, Petřvald, Šenov, Vřesina, Čavisov, Stará Ves nad Ondřejnicí, Klimkovice, Vratimov, Velká Polom, Dolní Lhota, Jistebník, Hlučín, Šilheřovice, Ludgeřovice, Dobroslavice, Děhylov, Krmelín, Paskov a Rychvald.
Nejvyšší bod na území města se nachází pod vrcholem Končina u Plesné (339 m n. m.), nejnižším bodem je hladina Odry u Antošovic (195 m n. m.).
| Ostrava – podnebí                                        | Ostrava – podnebí | Ostrava – podnebí | Ostrava – podnebí | Ostrava – podnebí | Ostrava – podnebí | Ostrava – podnebí | Ostrava – podnebí | Ostrava – podnebí | Ostrava – podnebí | Ostrava – podnebí | Ostrava – podnebí | Ostrava – podnebí | Ostrava – podnebí |
| Období                                                   | leden             | únor              | březen            | duben             | květen            | červen            | červenec          | srpen             | září              | říjen             | listopad          | prosinec          | rok               |
| -------------------------------------------------------- | ----------------- | ----------------- | ----------------- | ----------------- | ----------------- | ----------------- | ----------------- | ----------------- | ----------------- | ----------------- | ----------------- | ----------------- | ----------------- |
| Průměrné denní maximum [°C]                              | 0,4               | 2,8               | 7,7               | 13,5              | 18,9              | 21,9              | 23,6              | 23,4              | 19,4              | 14,0              | 6,7               | 2,0               | 12,9              |
| Průměrné denní minimum [°C]                              | −5,6              | −4,1              | −0,8              | 3,0               | 7,3               | 10,6              | 11,9              | 11,6              | 8,7               | 4,7               | 0,9               | −3,2              | 3,7               |
| Průměrné srážky [mm]                                     | 26,7              | 30,2              | 34,0              | 52,4              | 91,2              | 104,4             | 91,1              | 91,8              | 58,8              | 42,3              | 44,6              | 34,3              | 701,8             |
| Slunečných hodin                                         | 47,3              | 63,8              | 112,4             | 153,5             | 202,6             | 204,6             | 217,4             | 203,6             | 150,2             | 118,8             | 54,6              | 38,4              | 1 567,2           |
| Zdroj: Světová meteorologická organizace (UN) Leden 2011 |                   |                   |                   |                   |                   |                   |                   |                   |                   |                   |                   |                   |                   |

Města v okruhu 300 km, s počtem obyvatel 200 tisíc a víc:
| Růžice kompasu | Vratislav (~170 km) | Katovice (~70 km), Sosnovec (~80 km), Čenstochová (~125 km), Lodž (~235 km) | Radom (~270 km)  | Růžice kompasu |
| Růžice kompasu | Praha (~270 km)     | Sever                                                                       | Krakov (~120 km) | Růžice kompasu |
| Růžice kompasu | Praha (~270 km)     | Ostrava                                                                     | Krakov (~120 km) | Růžice kompasu |
| Růžice kompasu | Praha (~270 km)     | Jih                                                                         | Krakov (~120 km) | Růžice kompasu |
| Růžice kompasu | Brno (~140 km)      | Bratislava (~200 km), Vídeň (~225 km)                                       | Košice (~270 km) | Růžice kompasu |

## Obyvatelstvo

Věková struktura obyvatel obce Ostrava roku 2011
Rodinný stav obyvatel obce Ostrava roku 2011
Vzdělání obyvatel obce Ostrava roku 2011

| 1869  | 1880   | 1890   | 1900   | 1910   | 1921   | 1930   |
| ----- | ------ | ------ | ------ | ------ | ------ | ------ |
| 6 881 | 13 448 | 19 243 | 30 116 | 36 754 | 41 765 | 45 885 |

| 1950    | 1961    | 1970    | 1980    | 1991    | 2001    | 2011    | 2021    |
| ------- | ------- | ------- | ------- | ------- | ------- | ------- | ------- |
| 183 662 | 234 222 | 278 656 | 322 073 | 327 371 | 316 744 | 296 224 | 282 450 |

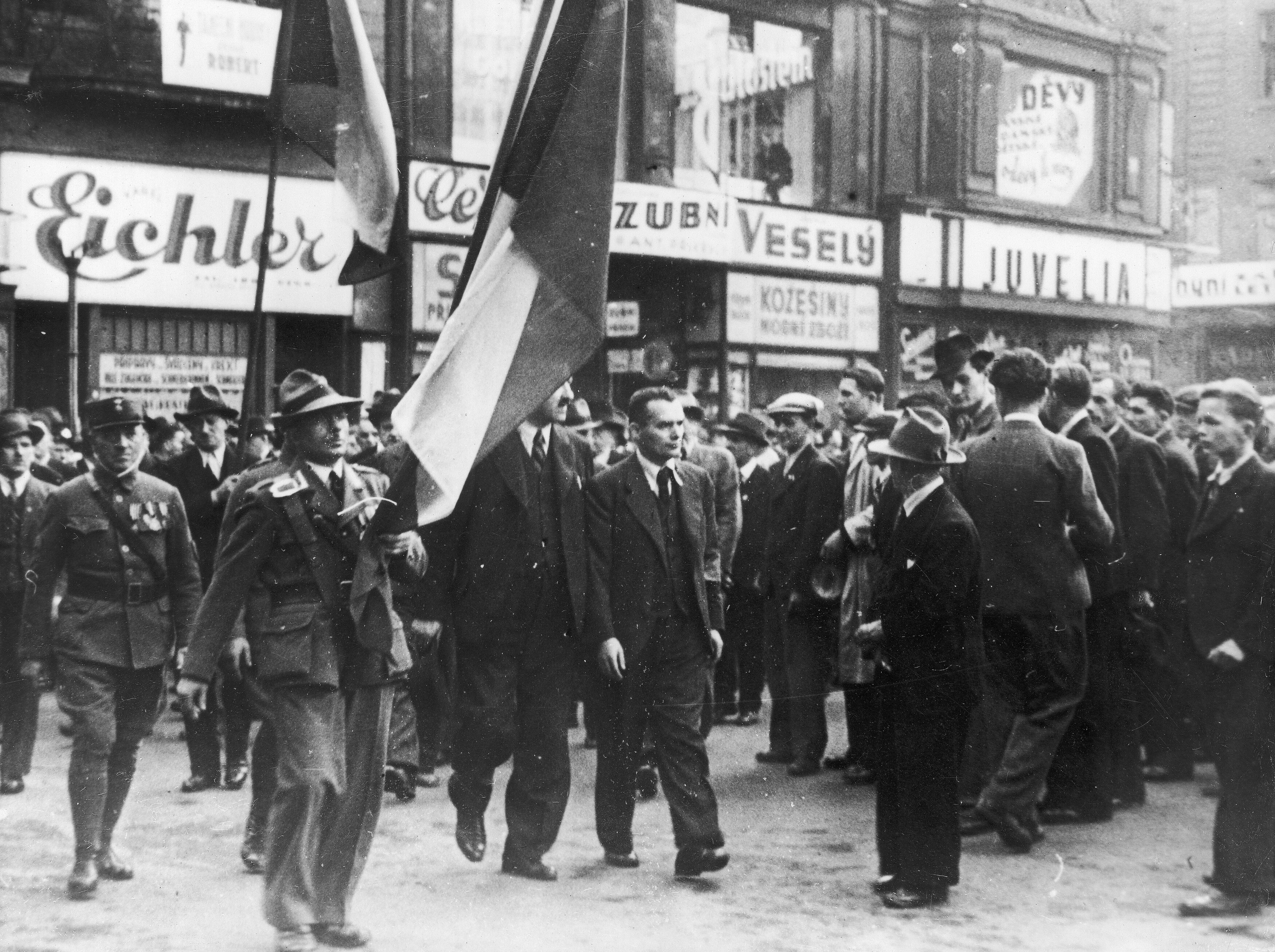
Demonstrace členů Sudetoněmecké strany v Moravské Ostravě (září 1938)

Do 19. století bylo obyvatelstvo národnostně nevyhraněné, část obyvatel tvořilo českojazyčné lašské obyvatelstvo, velká část obyvatel byla německy hovořící. Od poloviny 19. století, zejména vlivem příchodu kvalifikovaných dělníků a intelektuálů z Čech, se město začalo počešťovat. Do města se však v té době stěhovalo obyvatelstvo z celého Rakouska-Uherska – příchozí obyvatelé mimo české země pocházeli zejména z Haliče. Po roce 1945 došlo k vysídlení většiny ostravských Němců. V devadesátých letech se většina obyvatel přihlásila k české národnosti a tzv. moravské národní hnutí se téměř vůbec neprosadilo. V roce 2001 se podle sčítání lidu 89,6 % obyvatel považovalo za Čechy, 3,5 % za Slováky, 2,3 % za Moravany, 0,3 % za Poláky, 0,3 % za Slezany, 0,2 % za Vietnamce, 0,2 % za Romy, 0,2 % za Němce a 0,1 % za Ukrajince. K jakékoliv víře se přihlásilo 29,5 % obyvatel – 80,1 % z nich tvořili římští katolíci.[zdroj?]
Ostrava má necelých 300 tisíc obyvatel, do města také dojíždí 50 tisíc lidí za prací i za studiem. Kromě toho je Ostrava centrem druhé největší české aglomerace nazvané Ostravská metropolitní oblast, která v Moravskoslezském kraji kromě přilehlých obcí zahrnuje většinu velkých měst: především Opavu, Karvinou, Havířov, Frýdek-Místek, Třinec, Kopřivnici, Nový Jičín, Krnov, Orlovou, Bohumín nebo Český Těšín. Žije v ní téměř 1 milion obyvatel, což z ní činí druhé nejvýznamnější urbanizované území v Česku. K roku 2019 konkrétně měla rozlohu 2710 km², kde v celkem 172 obcích žilo 982 071 obyvatel (81 % obyvatel kraje), hustota zalidnění tak činila 362 obyvatel na km².
Ačkoliv má Ostrava a potažmo celý kraj velký počet obyvatel, od počátku 90. let do roku 2021 okolo 45 tisíc obyvatel ztratila. Velká rozloha spolu s úbytkem obyvatel zvyšuje ekonomickou náročnost provozu města (zamýšleného původně až pro půl milionu lidí).

## Členění města

Městské obvody v Ostravě

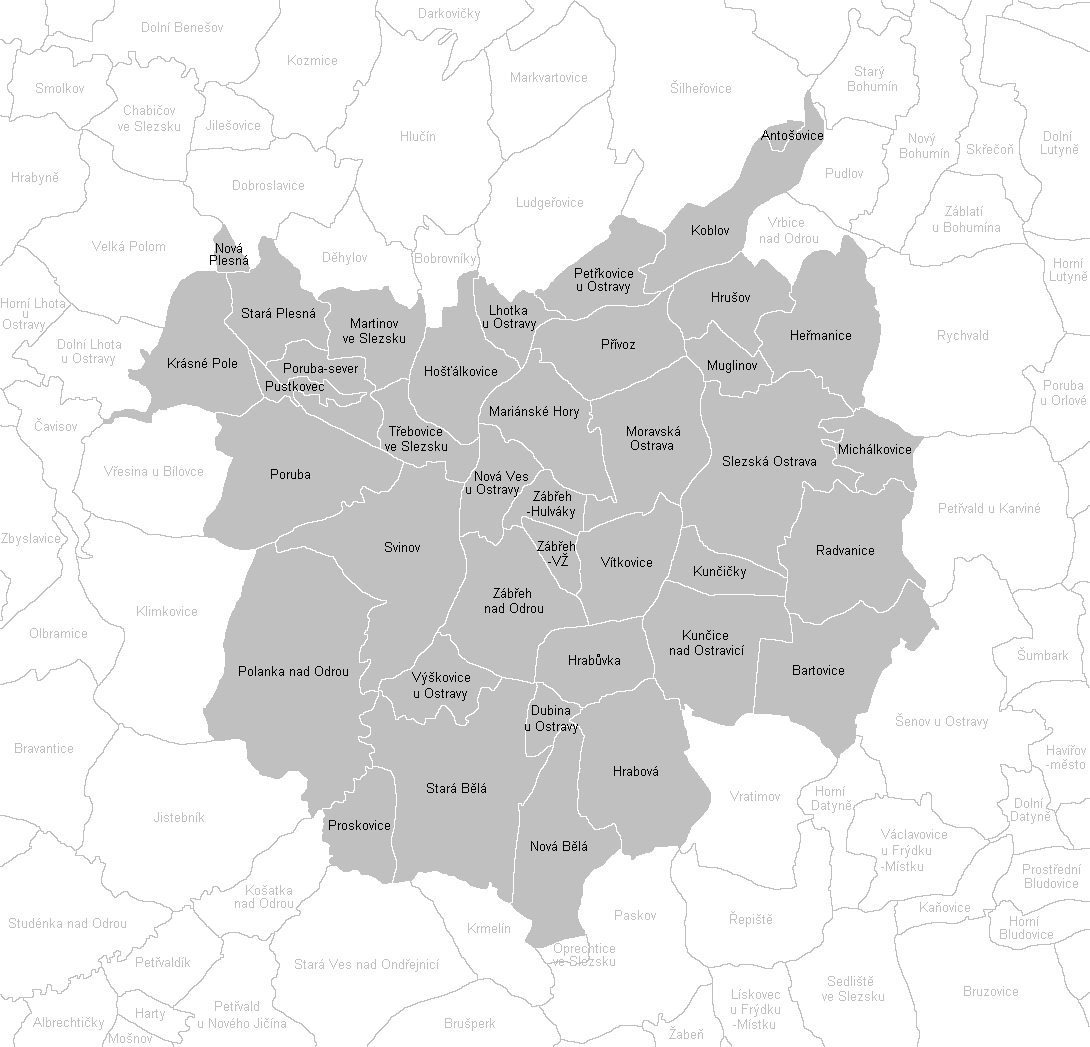
Katastrální území Ostravy

Město o rozloze 214 km² je tvořeno 23 městskými obvody. Dne 14. září 1990 Národní výbor města Ostravy rozhodl, že Ostrava bude dělena na 22 obvodů (s účinností od 24. listopadu 1990). 1. ledna 1994 se od Poruby oddělil nejmladší městský obvod – Plesná. Některé obvody zahrnují více katastrálních území. Dle statutu města jsou některé městské obvody dále rozděleny do částí.
| Vlajka                            | Městský obvod             | rozloha (ha) | počet obyvatel (2021) | Hustota zalidnění [obyv./km2] | Části                                                                               | Katastrální území                                                                                 |
| --------------------------------- | ------------------------- | ------------ | --------------------- | ----------------------------- | ----------------------------------------------------------------------------------- | ------------------------------------------------------------------------------------------------- |
| vlajka Hošťálkovic                | Hošťálkovice              | 529          | 1 683                 | 318,1474                      |                                                                                     | Hošťálkovice                                                                                      |
| vlajka Hrabové                    | Hrabová                   | 920          | 3 758                 | 408,4783                      |                                                                                     | Hrabová                                                                                           |
| vlajka Krásného Pole              | Krásné Pole               | 543          | 2 652                 | 488,3978                      |                                                                                     | Krásné Pole                                                                                       |
| vlajka Lhotky                     | Lhotka                    | 214          | 1 333                 | 622,8972                      |                                                                                     | Lhotka u Ostravy                                                                                  |
| vlajka Mariánských Hor a Hulvák   | Mariánské Hory a Hulváky  | 735          | 11 629                | 1582,177                      | Hulváky, Mariánské Hory                                                             | Mariánské Hory, Zábřeh-Hulváky                                                                    |
| vlajka Martinova                  | Martinov                  | 403          | 1 199                 | 297,5186                      |                                                                                     | Martinov ve Slezsku                                                                               |
| vlajka Michálkovic                | Michálkovice              | 289          | 3 245                 | 1122,837                      |                                                                                     | Michálkovice                                                                                      |
| vlajka Moravské Ostravy a Přívozu | Moravská Ostrava a Přívoz | 1353         | 37 855                | 2797,857                      | Moravská Ostrava, Přívoz                                                            | Moravská Ostrava, Přívoz                                                                          |
| vlajka Nové Bělé                  | Nová Bělá                 | 717          | 2 207                 | 307,8103                      |                                                                                     | Nová Bělá                                                                                         |
| vlajka Nové Vsi                   | Nová Ves                  | 307          | 747                   | 243,3225                      |                                                                                     | Nová Ves u Ostravy                                                                                |
| vlajka Ostravy-Jihu               | Ostrava-Jih               | 1631         | 96 871                | 5939,362                      | Bělský Les, Dubina, Hrabůvka, Výškovice, Zábřeh                                     | Dubina u Ostravy, Hrabůvka, Výškovice u Ostravy, Zábřeh nad Odrou                                 |
| vlajka Petřkovic                  | Petřkovice                | 393          | 3 140                 | 798,9822                      |                                                                                     | Petřkovice u Ostravy                                                                              |
| vlajka Plesné                     | Plesná                    | 487          | 1 496                 | 307,1869                      |                                                                                     | Nová Plesná, Stará Plesná                                                                         |
| vlajka Polanky nad Odrou          | Polanka nad Odrou         | 1730         | 4 898                 | 283,1214                      |                                                                                     | Polanka nad Odrou                                                                                 |
| vlajka Poruby                     | Poruba                    | 1318         | 61 939                | 4699,469                      |                                                                                     | Poruba, Poruba-sever                                                                              |
| vlajka Proskovic                  | Proskovice                | 343          | 1 204                 | 351,0204                      |                                                                                     | Proskovice                                                                                        |
| vlajka Pustkovce                  | Pustkovec                 | 107          | 1 312                 | 1226,168                      |                                                                                     | Pustkovec                                                                                         |
| vlajka Radvanic a Bartovic        | Radvanice a Bartovice     | 1666         | 6 189                 | 371,4886                      | Bartovice, Radvanice                                                                | Bartovice, Radvanice                                                                              |
| vlajka Slezské Ostravy            | Slezská Ostrava           | 4140         | 21 375                | 516,3043                      | Antošovice, Heřmanice, Hrušov, Koblov, Kunčice, Kunčičky, Muglinov, Slezská Ostrava | Antošovice, Heřmanice, Hrušov, Koblov, Kunčice nad Ostravicí, Kunčičky, Muglinov, Slezská Ostrava |
| vlajka Staré Bělé                 | Stará Bělá                | 1393         | 3 980                 | 285,7143                      |                                                                                     | Stará Bělá                                                                                        |
| vlajka Svinova                    | Svinov                    | 1163         | 4 257                 | 366,0361                      |                                                                                     | Svinov                                                                                            |
| vlajka Třebovic                   | Třebovice                 | 282          | 1 828                 | 648,227                       |                                                                                     | Třebovice ve Slezsku                                                                              |
| vlajka Vítkovic                   | Vítkovice                 | 648          | 7 653                 | 1181,019                      |                                                                                     | Vítkovice, Zábřeh-VŽ                                                                              |

## Politika

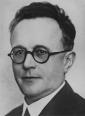
Jan Prokeš

### Představitelé Ostravy
Až do roku 1945 stál v čele města starosta. Po druhé světové válce tato funkce připadla předsedovi příslušného národního výboru. Od roku 1969 byl předseda Národního výboru města Ostravy nazýván také primátorem. Pouze tento titul se pak používá od roku 1990 až do současnosti.[zdroj?]

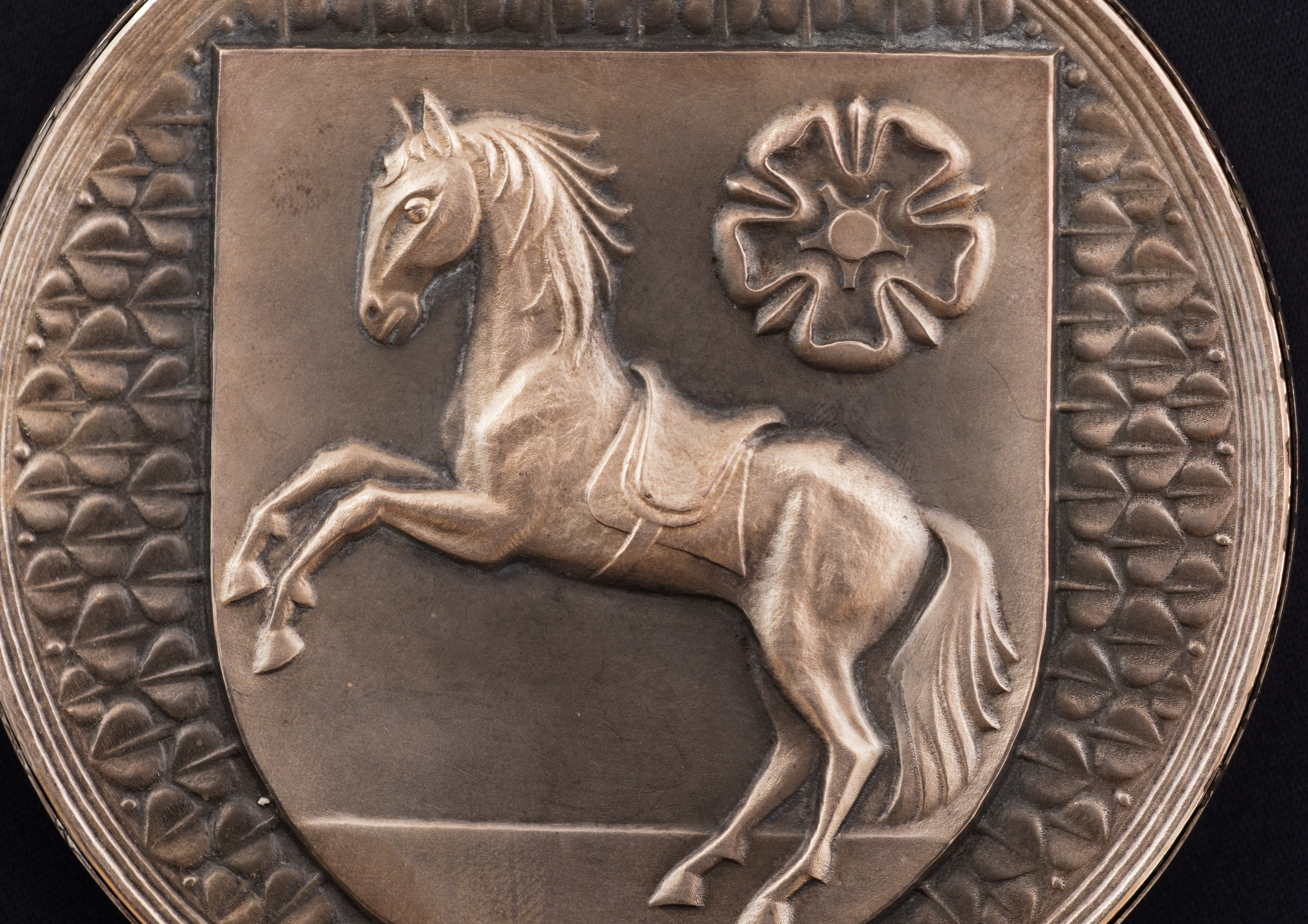
Současná primátorská insignie - Ostrava

Ze starostů Moravské Ostravy je nutno zmínit Hermanna Zwierzinu, jejího prvního starostu, a Johanna Ulricha, který byl posledním starostou v éře Rakouska-Uherska. Jedním z nejvýznamnějších starostů (a zároveň prvním československým starostou) byl Jan Prokeš, který podpořil velkorysou výstavbu města a rozsáhlou modernizaci jeho infrastruktury. Jeho zásluhy připomíná Prokešovo náměstí před Novou radnicí. Speciální zásluhu má protektorátní starosta Emil Beier, který prosadil to, oč se snažil Jan Prokeš několik let před ním – spojit Moravskou a Slezskou Ostravu v jeden celek.[zdroj?]
Z poválečných starostů zasluhuje pozornost Zdeněk Kupka, který se 1. července 1969 stal prvním primátorem města Ostravy, Evžen Tošenovský, který byl primátorem zvolen tři funkční období po sobě (1993–2001) a posléze se stal prvním hejtmanem Moravskoslezského kraje, či Petr Kajnar, který inicioval vznik a rozvoj průmyslových zón v Hrabové a Mošnově, v nichž do konce roku 2014 vzniklo přes 9 tisíc nových pracovních míst. Současným primátorem je Jan Dohnal zvolený v roce 2023.

### Zastupitelstvo
Volby do Zastupitelstva města Ostravy proběhly v roce 2022. Níže je uveden seznam zastupitelů, kteří vykonávali funkci v letech 2022–2026.
| Koalice (37)                                                                | Koalice (37)                                                                          | Koalice (37)                                                                      | Koalice (37)                                                                                      | Koalice (37)                                                          | Koalice (37)                | Opozice (18)                                                  | Opozice (18)                            | Opozice (18)                                                                | Opozice (18) | Opozice (18) |
| ANO · ANO · ANO · ANO · ANO · ANO · ANO · ANO · ANO · ANO · ANO · ANO · ANO | Ostravak · Ostravak · Ostravak · Ostravak · Ostravak · Ostravak · Ostravak · Ostravak | ODS + TOP09 · ODS + TOP09 · ODS + TOP09 · ODS + TOP09 · ODS + TOP09 · ODS + TOP09 | STAROSTOVÉ pro OSTRAVU · STAROSTOVÉ pro OSTRAVU · STAROSTOVÉ pro OSTRAVU · STAROSTOVÉ pro OSTRAVU | Česká pirátská strana · Česká pirátská strana · Česká pirátská strana | KDU-ČSL · KDU-ČSL · KDU-ČSL | JDETO · JDETO · JDETO · JDETO · JDETO · JDETO · JDETO · JDETO | SPD · SPD · SPD · SPD · SPD · SPD · SPD | Ostravská levice (KSČM) · Ostravská levice (KSČM) · Ostravská levice (KSČM) |              |              |

Členové zastupitelstva
| Jméno a příjmení                                          | Zvolen za              |
| Josef Babka, JUDr.                                        | Ostravská levice       |
| Zuzana Bajgarová, Mgr.                                    | ANO 2011               |
| Lucie Baránková Vilamová, Ing. Ph.D. náměstkyně primátora | ANO 2011               |
| Martin Bednář, Bc. člen rady města                        | ANO 2011               |
| Aleš Boháč, Bc. MBA náměstek primátor                     | STAROSTOVÉ pro OSTRAVU |
| Vladimír Cigánek, Ing.                                    | ODS                    |
| Robert Čep, prof. Ing. Ph.D.                              | ANO 2011               |
| Filip Čmiel, Ing. Ph.D.                                   | SPD                    |
| Jan Dohnal, Mgr. primátor města                           | Koalice SPOLU          |
| Martin Drastich, Ing. et Ing. Ph.D., MBA                  | Ostravak               |
| Tomáš Gemela                                              | ANO 2011               |
| Regina Gogelová, Ing.                                     | Koalice SPOLU          |
| Peter Harvánek, Ing.                                      | SPD                    |
| Andrea Hoffmanová, Mgr. Ph.D. náměstkyně primátora        | Česká pirátská strana  |
| Michal Hořínek, Mgr.                                      | Koalice SPOLU          |
| Patrik Hujdus, Mgr.                                       | STAROSTOVÉ pro OSTRAVU |
| Jiří Jureček                                              | STAROSTOVÉ pro OSTRAVU |
| Martin Juroška, Ing. Ph.D.                                | Ostravská levice       |
| František Kolařík, Ing.                                   | Koalice SPOLU          |
| Martin Kret, Ing. DiS.                                    | ANO 2011               |
| Markéta Langrová                                          | ANO 2011               |
| Tomáš Macura, Ing. MBA                                    | ANO 2011               |
| Vít Macháček, Ing.                                        | Ostravská levice       |
| Dagmar Macháčková, Bc. MPA náměstkyně primátora           | ANO 2011               |
| Tomáš Málek, MUDr.                                        | Ostravak               |
| Marie Malcharová                                          | SPD                    |
| Karel Malík, Ing.                                         | ANO 2011               |
| Michal Mariánek, Mgr. MBA člen rady města                 | Ostravak               |
| Margeta Michopulu, Bc.                                    | ANO 2011               |
| Petr Mika, Mgr.                                           | Ostravak               |
| Ondřej Němeček, MUDr. Bc. MBA                             | ANO 2011               |
| Miroslav Otisk, Bc. MSc. MBA                              | ANO 2011               |
| Maxim Pachomov, Bc.                                       | ANO 2011               |
| Libor Pavel, Mgr.                                         | SPD                    |
| Tomáš Pavliska                                            | Ostravak               |
| Vladimír Polák                                            | Ostravak               |
| Gabriela Poštulková                                       | SPD                    |
| Zbyněk Pražák, Ing. Ph.D. náměstek primátora              | Koalice SPOLU          |
| Petr Psotka, Mgr.                                         | Koalice SPOLU          |
| Zdeněk Rodek                                              | ANO 2011               |
| Rostislav Řeha, Ing.                                      | Česká pirátská strana  |
| Lukáš Semerák, JUDr. člen rady města                      | Ostravak               |
| Jan Síla, MUDr.                                           | SPD                    |
| Ondřej Slíva, Ing.                                        | ANO 2011               |
| Robert Starý                                              | SPD                    |
| Miroslav Svozil, Ing.                                     | ODS                    |
| Kateřina Šebestová, Mgr.                                  | ANO 2011               |
| Hana Tichánková, Ing. náměstkyně primátora                | ANO 2011               |
| Jaroslav Trnovec                                          | ANO 2011               |
| Jiří Vávra náměstek primátora                             | ANO 2011               |
| Petr Veselka                                              | ANO 2011               |
| Iveta Vozňáková, doc. Ing. Ph.D.                          | Ostravak               |
| Tomáš Výtisk, Ing.                                        | STAROSTOVÉ pro OSTRAVU |
| David Witosz, Ing.                                        | Piráti                 |
| Radana Zapletalová, Bc.                                   | Koalice SPOLU          |

## Úřady a instituce

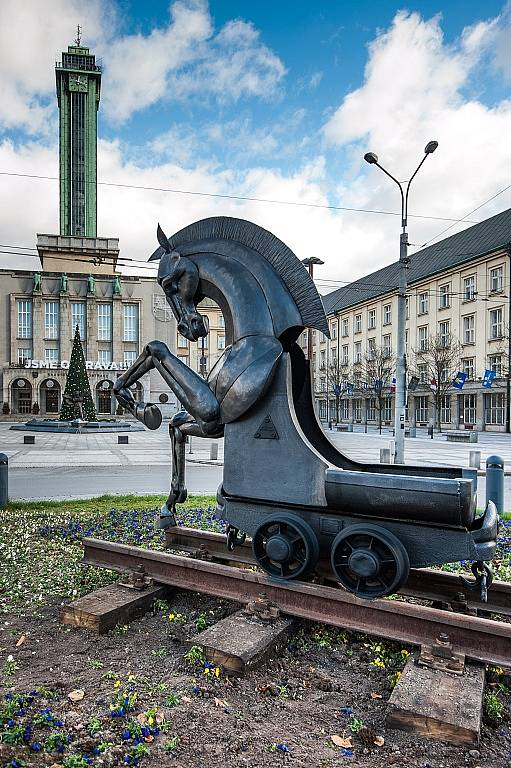
Pohled na znak města před Novou radnicí

### Justiční instituce

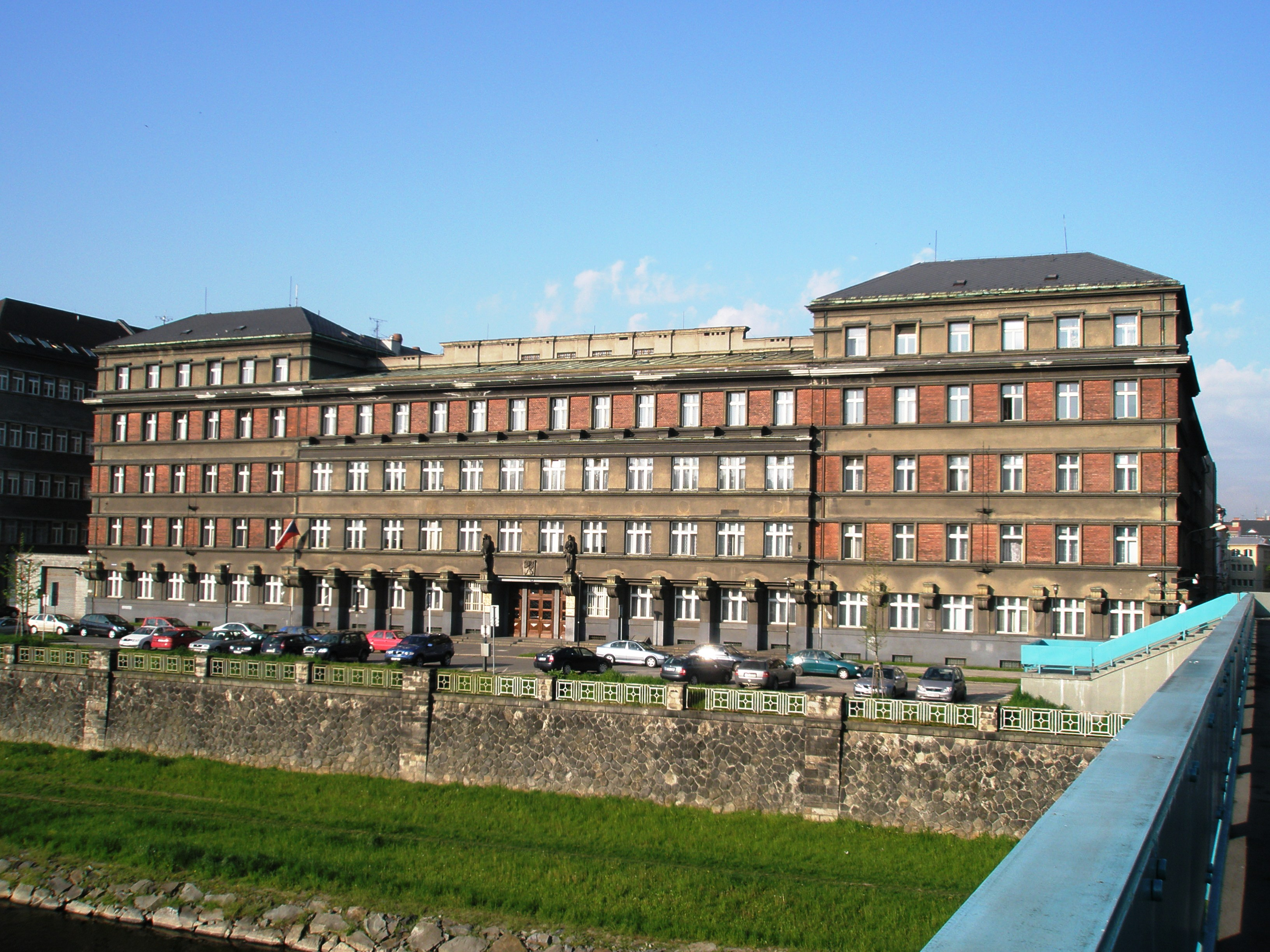
Krajský soud v Ostravě

Krajský soud v Ostravě sídlí v historické budově na Havlíčkově nábřeží v Moravské Ostravě a jeho působnost se vztahuje na území celého původního Severomoravského kraje.[zdroj?]
Okresní soud v Ostravě sídlí v moderní budově na ulici U Soudu v městském obvodu Poruba, ten ale nepůsobí v celém okrese Ostrava-město, jeho působnost je vymezena jen územím města. Spolu s brněnským městským soudem jde co do počtu soudců o největší české okresní soudy.
K těmto soudům přísluší krajské a okresní státní zastupitelství, kromě toho je zde ale i pobočka Vrchního státního zastupitelství v Olomouci.[zdroj?]

## Doprava

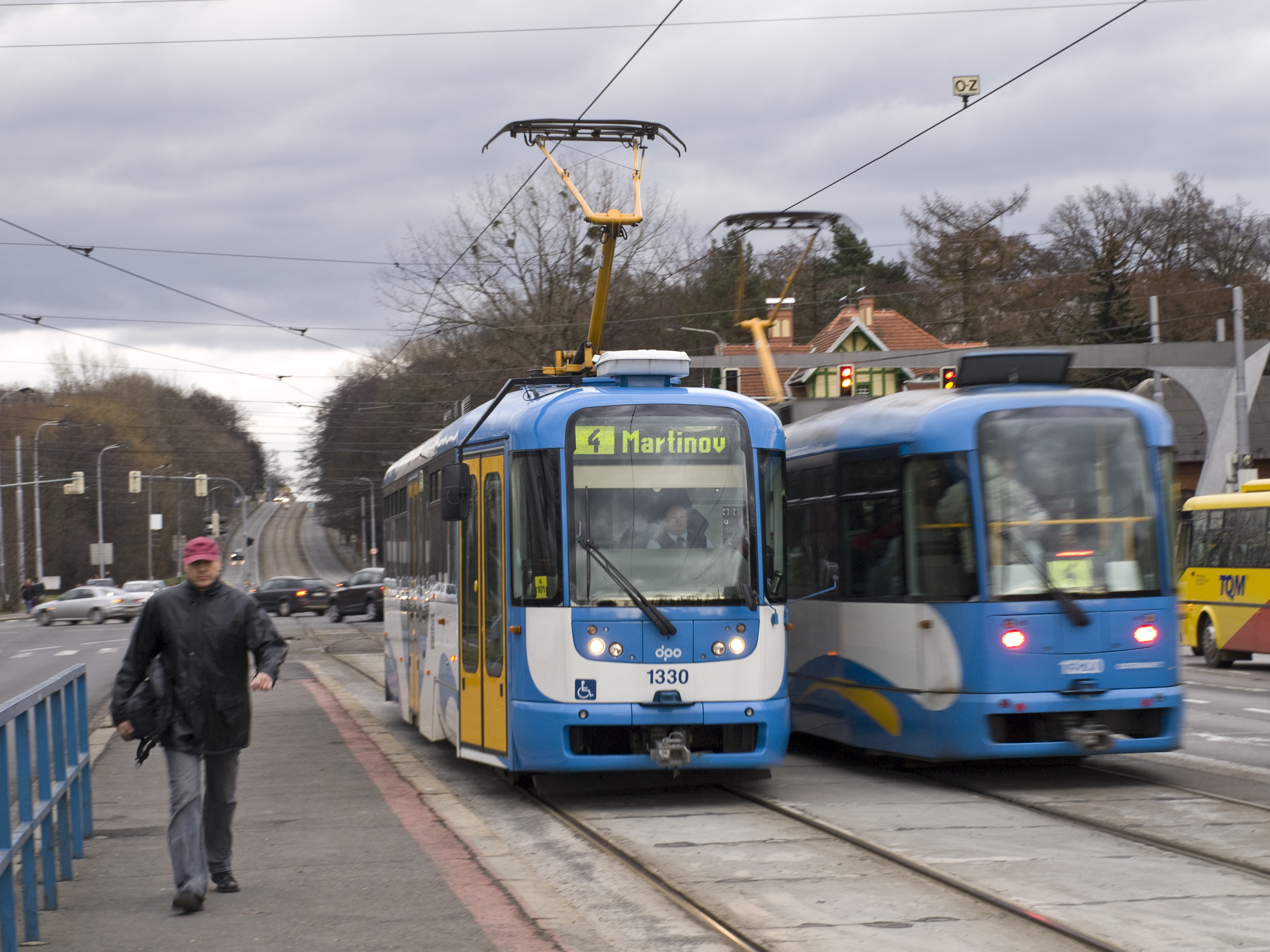
Ostravské tramvaje v tradičních barvách na zastávce Nová Ves vodárna (2011)

Ostrava je dopravním a logistickým uzlem v severovýchodní části České republiky. Ve vzdálenosti 25 km od centra města se nachází Mezinárodní letiště Leoše Janáčka Ostrava, které spojuje Ostravu s řadou evropských metropolí (IATA kód: OSR, ICAO značka: LKMT). Jedná se o vůbec první letiště v České republice dostupné po železnici. Z Ostravy létají několikrát týdně lety do Londýna a Varšavy. V letní sezóně jsou destinace doplněny o převážně středomořská letoviska.[zdroj?]
Páteří silniční infrastruktura je dálnice D1, která vede dopravu z českého vnitrozemí přes Ostravu do Polska, s Frýdkem-Místem ji spojuje dálnice D56. Od hlavního města Prahy je Ostrava po dálnici vzdálena 360 km, od Brna 170 km, 90 km od polských Katovic a 310 km od Vídně. Ostravou dále procházejí silnice I. třídy č. 11, 56, 58 a 59. Přes ostravskou aglomeraci vedou evropské silnice E75 a E462.
Ostrava je také významným železničním uzlem, leží na II. a III. železničním koridoru a vede tudy dálková osobní i nákladní doprava z Česka do Polska a na Slovensko. Nejdůležitějšími ostravskými nádražími jsou Ostrava hlavní nádraží a Ostrava-Svinov. Ostrava jako první město v České republice zavedlo železniční spojení až na letiště. Z Ostravy jezdí do železniční stanice Mošnov, Ostrava Airport přímé vlaky.

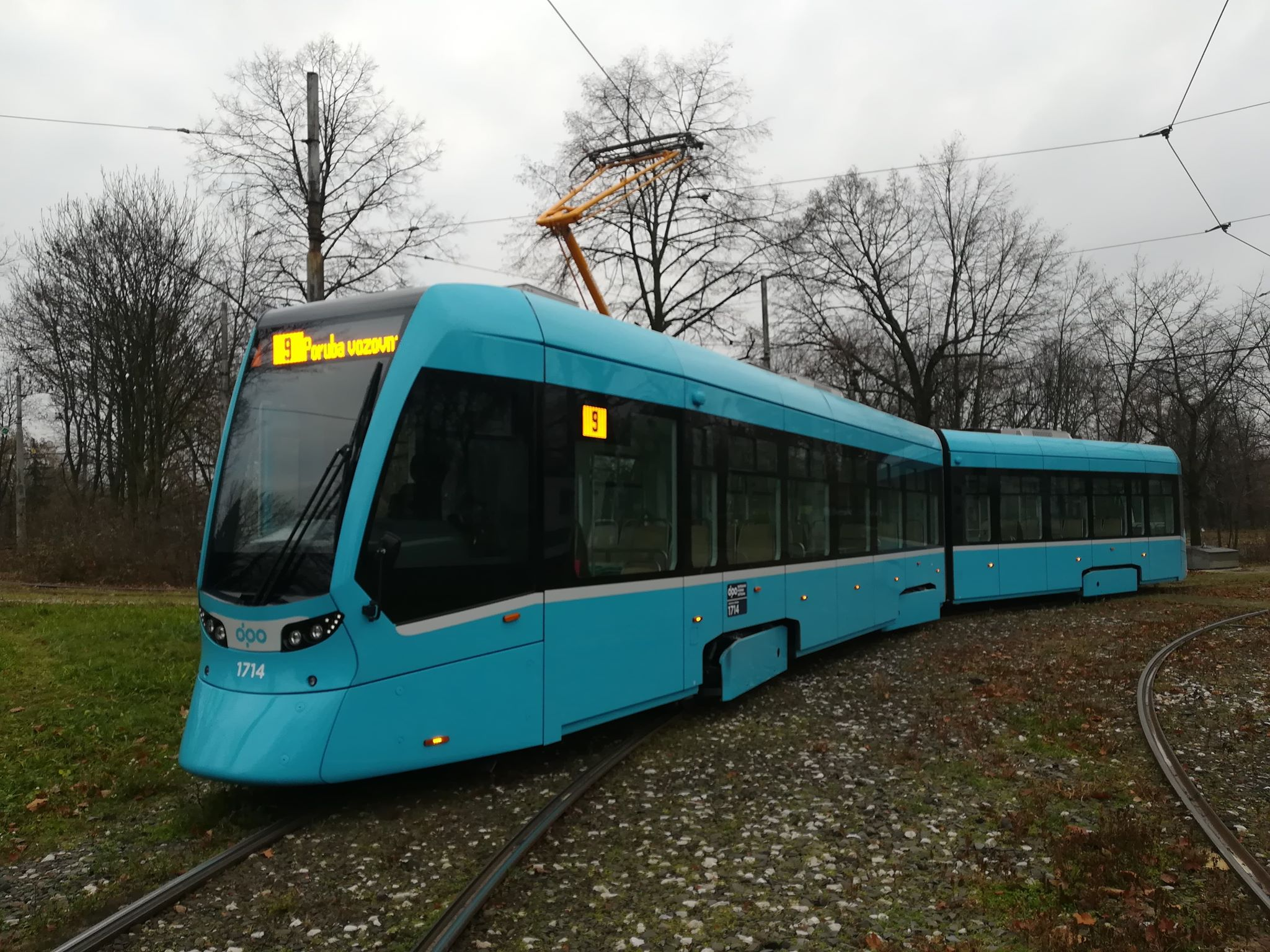
Tramvaj Stadler Tango NF2 nOVA (2018)

V Ostravě začaly tramvaje jezdit v roce 1894, kdy byl zahájen provoz parní tramvaje. Postupně rozšiřující se síť byla v roce 1901 elektrifikována. Nové tratě byly budovány především na jih a východ od centra města, aby se nepřekrývaly se sítí úzkorozchodných drah mezi Ostravou, Karvinou a Bohumínem. V roce 1934 byla elektrifikována dráha ve Vítkovicích, kterou provozovalo Vítkovické horní a hutní těžířstvo. Na přelomu 40. a 50. let byly všechny společnosti provozující elektrické dráhy na Ostravsku spojeny do Dopravního podniku města Ostravy. Za socialismu byly stavěny tratě do sídlišť (Poruba) a k továrnám (Nová huť). Po převratu v roce 1989 byla stavba tratí zastavena. Na konci 90. let byl ještě otevřen úsek podél Místecké ulice. Dnes se plánuje výstavba nového úseku tramvajové tratě, a to od křižovatky "U Slovanů" (zastávka rektorát VŠB) k dnešní autobusové smyčce Opavská (u obchodního domu Globus). Projekt byl zastupitelstvem města schválen jako součást strategického plánu rozvoje města. Součástí modernizace a ekologizace MHD v Ostravě je rovněž pokrývání tramvajových pásů absorpční pryží a následné zatravňování.
V roce 2018 začalo být postupně uváděno do provozu čtyřicet tramvají vyvinutých pro Ostravu společností Stadler. Vozy nesoucí název Stadler Tango NF2 nOVA jsou se svou tichou jízdou, klimatizací, USB zásuvkami, kapacitou 190 míst, maximální rychlostí 80 km/h, wi-fi připojením toho času nejmodernějšími tramvajemi v České republice. Cena jedné tramvaje činila 28,5 milionu korun. Nákup těchto tramvají, stejně tak jako plánovaný (2020) nákup čtyřiceti tramvají Škoda 39T nové generace společnosti Škoda Transportation za 1,9 miliardy korun, je součástí projektu rozsáhlé obměny vozového parku ve městě. Od počátku této obměny do roku 2022 má být kompletně vyměněn vozový park, přičemž provoz MHD ve městě je po tomto datu plánován již výrazně ekologičtější, např. zcela bez dieselových motorů. Součástí této obměny je např. i výměna dieselových autobusů za ty s pohonem CNG a za elektrobusy, nákup parciálních a dvoučlánkových trolejbusů, nákup CNG minibusů a elektrominibusů a v plánu jsou také doubledeckery s pohonem CNG. Všechna nová vozidle jsou uváděna do provozu v novém barevném provedení, a sice v barvě světle modré/tyrkysové s reflexními bílými doplňky. V současné době patří ostravská tramvajová doprava k nejmodernějším v České republice.[zdroj?]
Provoz trolejbusů začal, podobně jako v mnoha jiných českých městech po druhé světové válce, konkrétně v roce 1952, kdy byla zprovozněna okružní trať kolem centra města. V 50. a 60. letech postupně trolejbusová doprava vytlačuje úzkorozchodné dráhy z města. Na konci 70. let byla postavena trať na sídliště Fifejdy. V devadesátých letech se otevřela trať do Koblova. Následně nastal útlum v rozšiřovaní trolejbusové dopravy, který skončil v roce 2013, kdy byla otevřená trať na Novou Karolinu. V roce 2015 byla otevřená krátká trať na Hulváky. V neděli 28. února 2016 byla zprovozněna trolejbusová trať na Hranečník, kde tak vznikl Přestupní uzel Hranečník.

## Životní prostředí

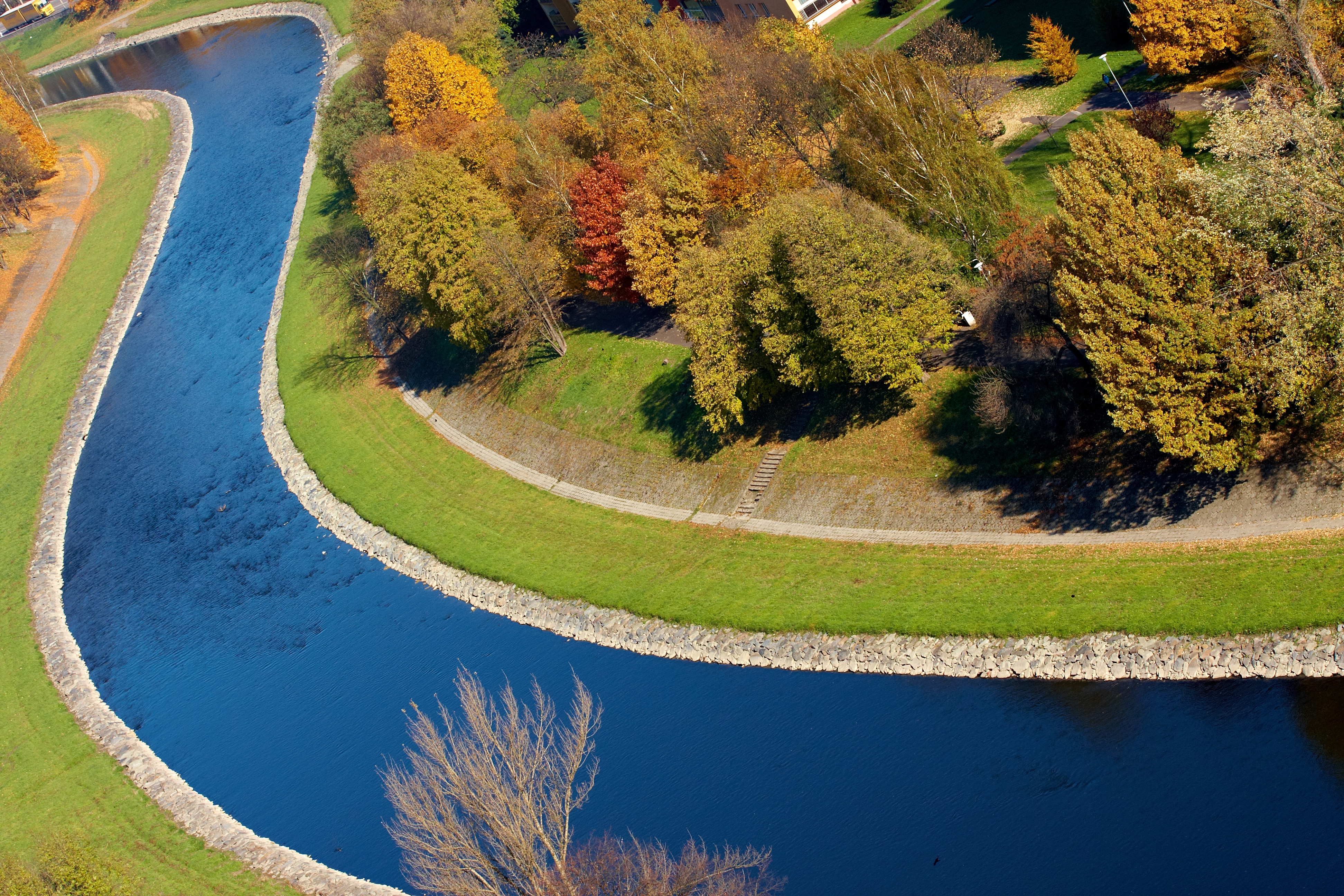
Ostravice

Ačkoliv statisticky nedosahuje životní prostředí v Ostravě příznivých parametrů, tak se životní prostředí ve městě zlepšuje. Stavu životního prostředí v Ostravě se věnuje i řada projektů města. Jedním z nich jsou speciální webové stránky dycham.ostrava.cz, které umožňují občanům sledovat aktuální stav ovzduší nebo ozdravné pobyty určené pro děti ohrožené znečištěním ovzduší.[zdroj?]
Velkým problémem jsou ropné laguny bývalé chemičky Ostramo. S jejich odstraněním se začne na podzim 2017. Definitivní likvidace by měla být hotova do roku 2020.[potřebuje aktualizovat]

## Kultura, umění, architektura

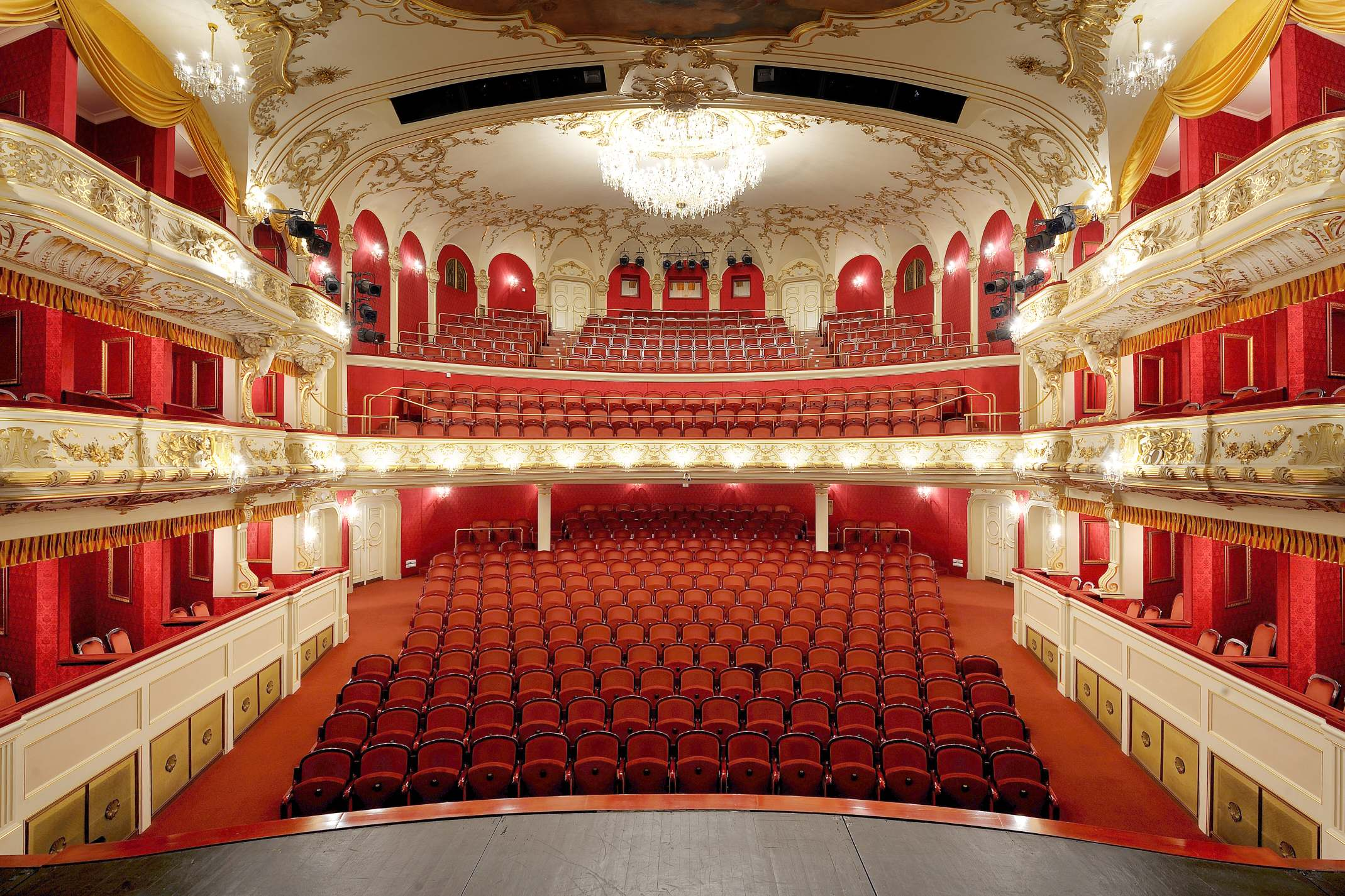
Divadlo Antonína Dvořáka

### Kultura a umění
V Ostravě je pět stálých divadel. Patří mezi ně Národní divadlo moravskoslezské, které má tři scény (Divadlo Antonína Dvořáka, Divadlo Jiřího Myrona a Divadlo "12"), dále Divadlo Petra Bezruče, Komorní scéna Aréna, Divadlo Mír a Divadlo loutek Ostrava, které pořádá v liché roky mezinárodní loutkářský festival Spectaculo Interesse Ostrava.[zdroj?]
V Ostravě působí mezinárodně uznávaná Janáčkova filharmonie Ostrava. Každoročně zde probíhají mezinárodní festivaly klasické hudby Janáčkův máj, Svatováclavský hudební festival či Ostravské dny – Festival nové hudby. Důležitým místem, které řadu akcí spojených s Janáčkovou filharmonií i se zmíněnými hudebními festivaly hostí, je Dům kultury města Ostravy.[zdroj?]

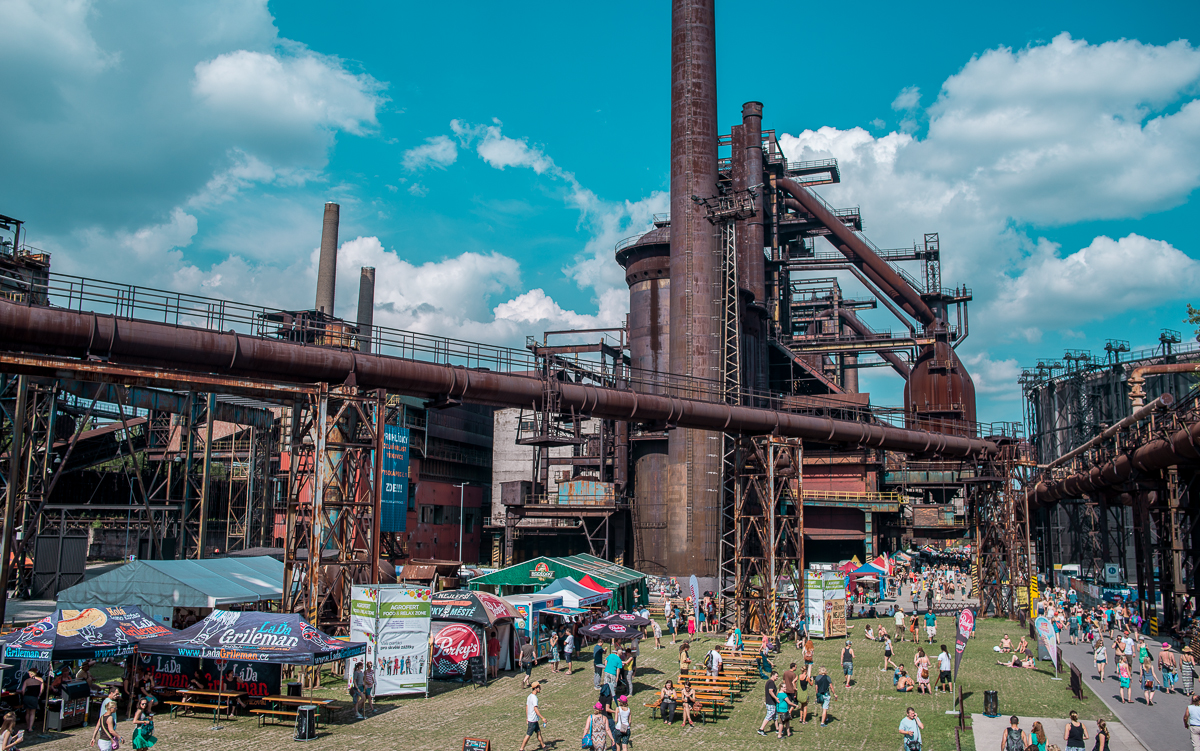
Colours of Ostrava

Od roku 2002 se v Ostravě koná multižánrový hudební festival Colours of Ostrava, který do Ostravy každoročně přivádí řadu hvězd a desetitisíce návštěvníků. Oblast Dolních Vítkovic hostí od roku 2013 festival taneční hudby Beats for Love který každoročně navštíví přes 40000 návštěvníků. V pěti ostravských obvodech se od roku 1998 koná festival Folklor bez hranic Ostrava, který představuje krásy českého i zahraničního folkloru.
Mezi další významné kulturní akce v Ostravě patří filmové a divadelní festivaly Jeden svět, Ostrava Kamera Oko, Mezinárodní festival outdoorových filmů nebo oblíbené Letní shakespearovské slavnosti, které se konají pod širým nebem na Slezskoostravském hradě. Zvykům a tradicím se pak věnuje Mezinárodní festival adventních a vánočních zvyků, koled a řemesel Souznění, festival Májová Plesná nebo Irský kulturní festival, který přibližuje irskou kulturu.
Od roku 2006 má v Ostravě svoje sídlo celostátní křesťanská televize TV Noe.
V Ostravě lze navštívit také řadu muzeí a galerií:
- Ostravské muzeum se nachází v budově Staré radnice z 16. století. Stálé expozice se věnují historii města, přírodě i krajině Ostravska.[80]
- Dům umění patří k architektonickým zajímavostem města. Kvalitou sbírek se galerie řadí k pětici nejvýznamnějších sbírkotvorných institucí v České republice.[81]
- PLATO Ostrava – městská galerie současného umění.  Jde o instituci zaměřenou na současné domácí a zahraniční vizuální umění (kunsthalle, bez vlastních sbírek). Sídlí v městských jatkách z přelomu 19. a 20. století. Architektonické řešení rekonstruované budovy se v roce 2024 dostala mezi pět nejlepších staveb evropské Ceny Miese van der Rohe za architekturu jako jediná stavba ČR v historii ceny.[82][83]
- Malý svět techniky U6 umožňuje testování vědecko-technických zákonitostí na vlastní kůži (např. řídit vlak, vyrobit elektrický proud jízdou na kole, proletět se letadlem, zahrát si na taviče v továrně, vesmírného kosmonauta nebo na kapitána Nema).[84][85]
- Velký svět techniky nabízí další atrakce, které pobaví a poučí v nejrůznějších oblastech života, přírodních i technických vědách. Na ploše 14 000 m² jsou umístěny celkem čtyři „světy“ s trvalými expozicemi a jeden „svět“ určený pro expozice dočasné.[86]
- Důl Michal je nejlépe zachovalým důlním areálem v Ostravě. Při prohlídce se prochází stejnou cestu, jakou chodili horníci každodenně při příchodu do práce. Je zde řetízkový systém šaten, koupelny, převlékárny, dispečink, strojovna s dochovanými těžními stroji a kompresory. Přímo do dolů se však nefárá.[87]
- Landek (národní přírodní památka), zalesněný vrch nad soutokem Odry a Ostravice ležící v slezské části Ostravy mezi Koblovem a Petřkovicemi. Jedná se o světově známou lokalitu v oblastech archeologie, geologie, historie a hornictví. Místo nálezu petřkovické Venuše, sídliště lovců mamutů a první doložené použití černého uhlí jako palivo. Na místě bývalého hradu Landek se nachází rozhledna s výhledem na Moravskou Ostravu a Přívoz nebo dál do Moravské brány.
- Hornické muzeum Landek Park naproti tomu nabízí autentickou prohlídku uhelného dolu Anselm s průvodcem-horníkem.[zdroj?]
- Muzeum hraček, které má unikáty i rarity z více než 60 zemí a také nejstarší hračky od poloviny 19. století.[zdroj?]

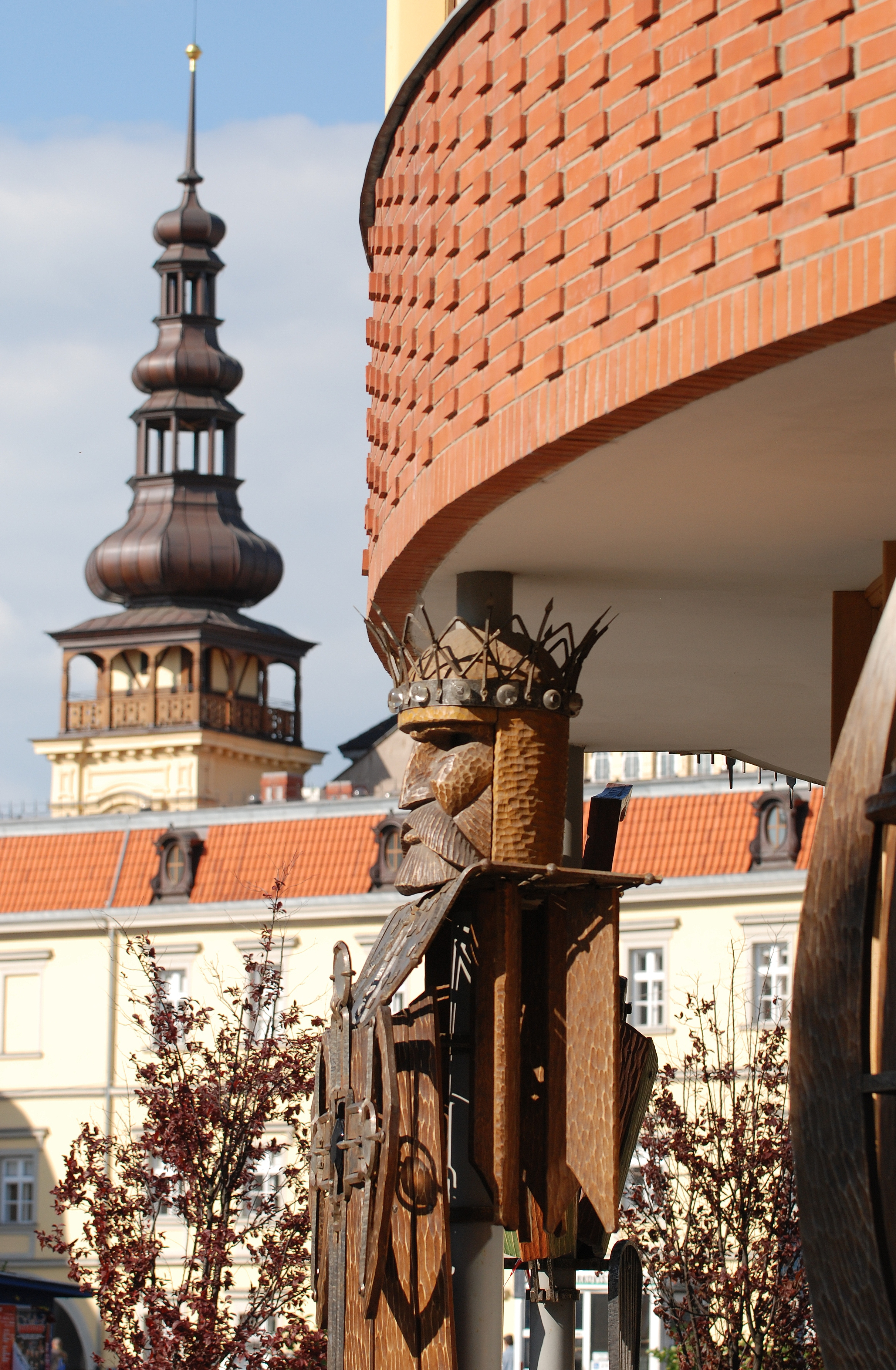
Divadlo loutek

- Železniční muzeum s modely vláčků nebo originály dokumentů z dob Rakouska-Uherska.[zdroj?]
- Pivovarské muzeum – prohlídková trasa s ochutnávkou umožňuje seznámit se s postupy výroby piva i jeho historií.[zdroj?]
- Hasičské muzeum se nachází v secesní budově někdejšího německého sboru dobrovolných hasičů v Ostravě-Přívoze. Součástí expozice je videoprojekce přibližující práci hasičů.[zdroj?]
- Muzeum Keltičkova kovárna, v němž údajně žil kovář Keltička – podle jedné tradované pověsti objevitel černého uhlí v Ostravě. Před domem se nachází památník kováře Keltičky a malá expozice uvnitř mapuje prvopočátky hornictví v Ostravě. Obsahuje např. sbírku kahanů a svítidel ze 17. století a další hornické a kovářské exponáty.[zdroj?]
- Geologický pavilon prof. Františka Pošepného vystavující okolo 16 000 exponátů mineralogických, petrografických a paleontologických sbírek, i kolekci nerostných surovin.[88]

### Architektura
Řada významných staveb se nachází v městské památkové zóně Moravská Ostrava. Architektonicky kvalitní stavby sloužící především veřejnému životu byly postaveny na přelomu 19. a 20. století. Kromě Masarykova náměstí s budovou Staré radnice, mariánským morovým sloupem z roku 1702 a secesním polyfunkčním domem Café Habsburg s kavárnou, jsou významnou součástí čtvrti Smetanovo náměstí s budovou Divadla Antonína Dvořáka a funkcionalistickým obchodním domem Knihcentrum, náměstí Dr. E. Beneše s palácem Elektra a bankovními paláci, či Prokešovo náměstí, kde se rozprostírá budova Nové radnice s vyhlídkovou věží. Za zmínku stojí také církevní stavby: nejstarší ostravský kostel sv. Václava z 13. století nebo druhý největší chrám na Moravě a ve Slezsku – katedrála Božského Spasitele. Budovy v této části města se pojí se jmény slavných architektů jako byli např. Karel Kotas, Josef Gočár, Ernst Korner nebo Alexander Graf. V letech 2008–2012 bylo poblíž centra Ostravy postaveno obchodní centrum Forum Nová Karolina. Konverze historických jatek na městskou galerii PLATO Ostrava architektem Robertem Koniecznym a jeho studiem KWK Promes se v roce 2024 dostala mezi pět finalistů Ceny Miese van der Rohe za současnou architekturu, udělované od roku 2001 vynikajícím architektonickým dílům vytvořených v zemích Evropské unie. Nominace představuje výjimečné ohodnocení díla vzniklého v kontextu architektonické kultury České republiky a Polska a zároveň včleňuje tento počin mezi význačné příklady nové architektury evropského významu.
Také v předměstských částech je hodnotná architektura, například zástavba modernistických vil ve Staré Bělé v blízkosti Bělského Lesa. Nejvýznamnější je ale městský obvod Ostrava-Poruba se svou architekturou ve stylu socialistického realismu 50. let 20. století (tzv. sorela), který se inspiroval vzhledem sovětských velkých měst, ale zároveň v sobě ukrývá prvky antiky, renesance a klasicismu. Vstupem do bytové zástavby je známý Oblouk. S těžkým průmyslem v Ostravě je část Ostrava-Vítkovice. S narůstajícím počtem zaměstnanců bývalých Vítkovických železáren zde vznikly dělnické kolonie společně se sociálním zázemím, radnicí i kostelem. Vše s režným neomítaným zdivem. Navštívit lze také městskou památkovou zónu v Ostravě-Přívoze se secesní zástavbou či Jubilejní kolonii v Ostravě-Hrabůvce, komplex bývalých dělnických bytů vybudovaných ve 20. letech minulého století.[zdroj?]

#### Sakrální památky
- Evangelický Kristův kostel

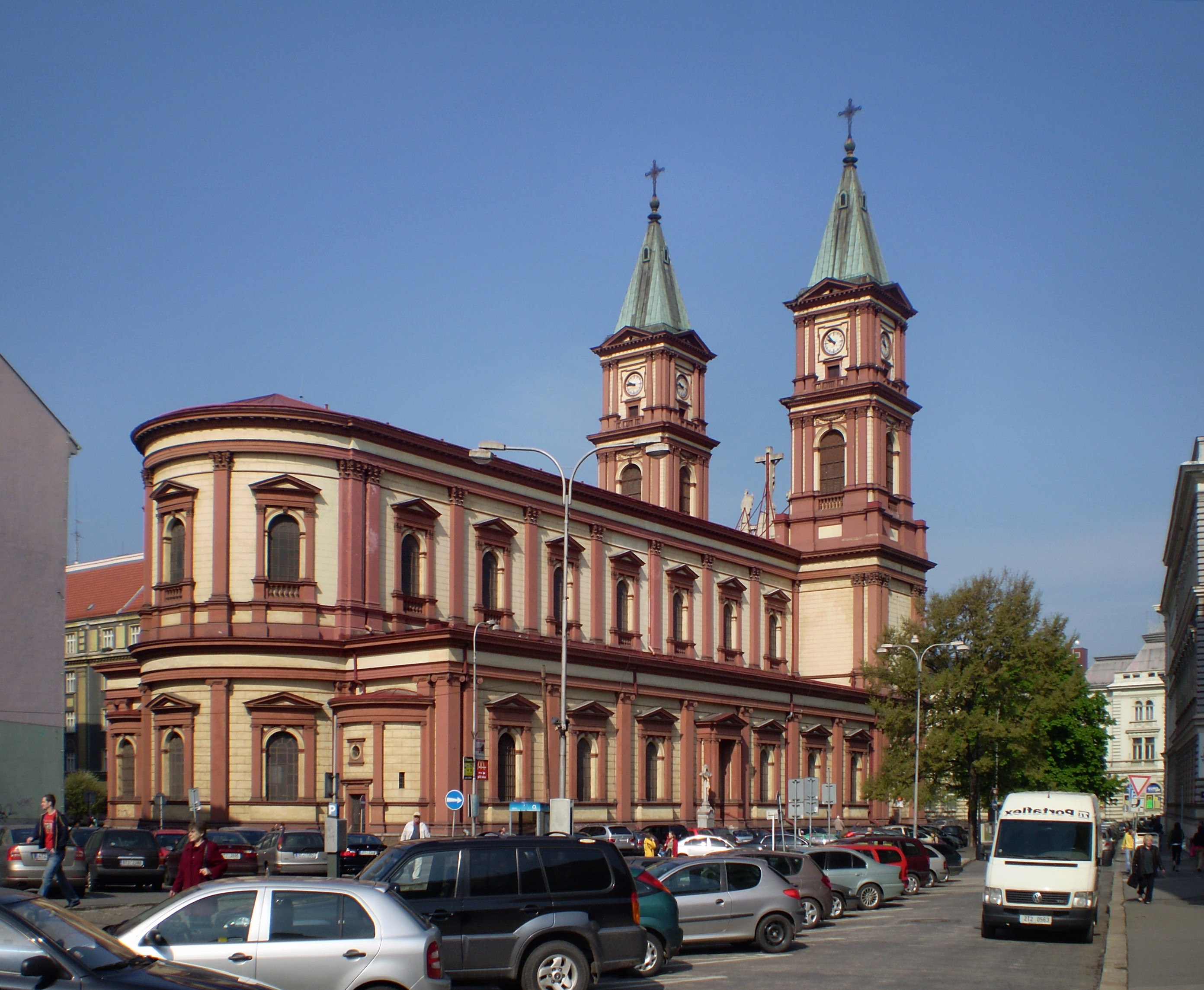
Katedrála Božského Spasitele

- Kostel svaté Anny (Ostrava-Polanka nad Odrou)
- Kostel svatého Bartoloměje (Ostrava-Nová Ves)
- Kostel svatého Cyrila a Metoděje (Ostrava-Pustkovec)
- Kostel svatého Ducha (Ostrava-Zábřeh)
- Kostel svatého Jana Nepomuckého (Ostrava-Stará Bělá)
- Kostel svatého Jakuba Staršího (Ostrava-Plesná)
- Kostel svatého Josefa (Slezská Ostrava)
- Kostel svatého Josefa (Moravská Ostrava)
- Kostel svaté Kateřiny (Ostrava-Hrabová)
- Kostel Krista Krále (Ostrava-Svinov)
- Kostel svatého Mikuláše (Ostrava-Poruba)
- Kostel Nanebevzetí Panny Marie (Ostrava-Michálkovice)
- Kostel Nanebevzetí Panny Marie (Ostrava-Třebovice)
- Kostel Navštívení Panny Marie (Ostrava-Zábřeh)
- Kostel Neposkvrněného početí Panny Marie (Ostrava-Radvanice)
- Kostel Panny Marie Královny
- Kostel Panny Marie
- Kostel svatého Františka a Viktora
- Kostel svatého Pavla
- Katedrála Božského Spasitele
- Kostel Neposkvrněného početí Panny Marie v Přívoze
- Kostel svatého Václava

#### Zaniklé stavby
- Krematorium v Moravské Ostravě

## Turistické cíle

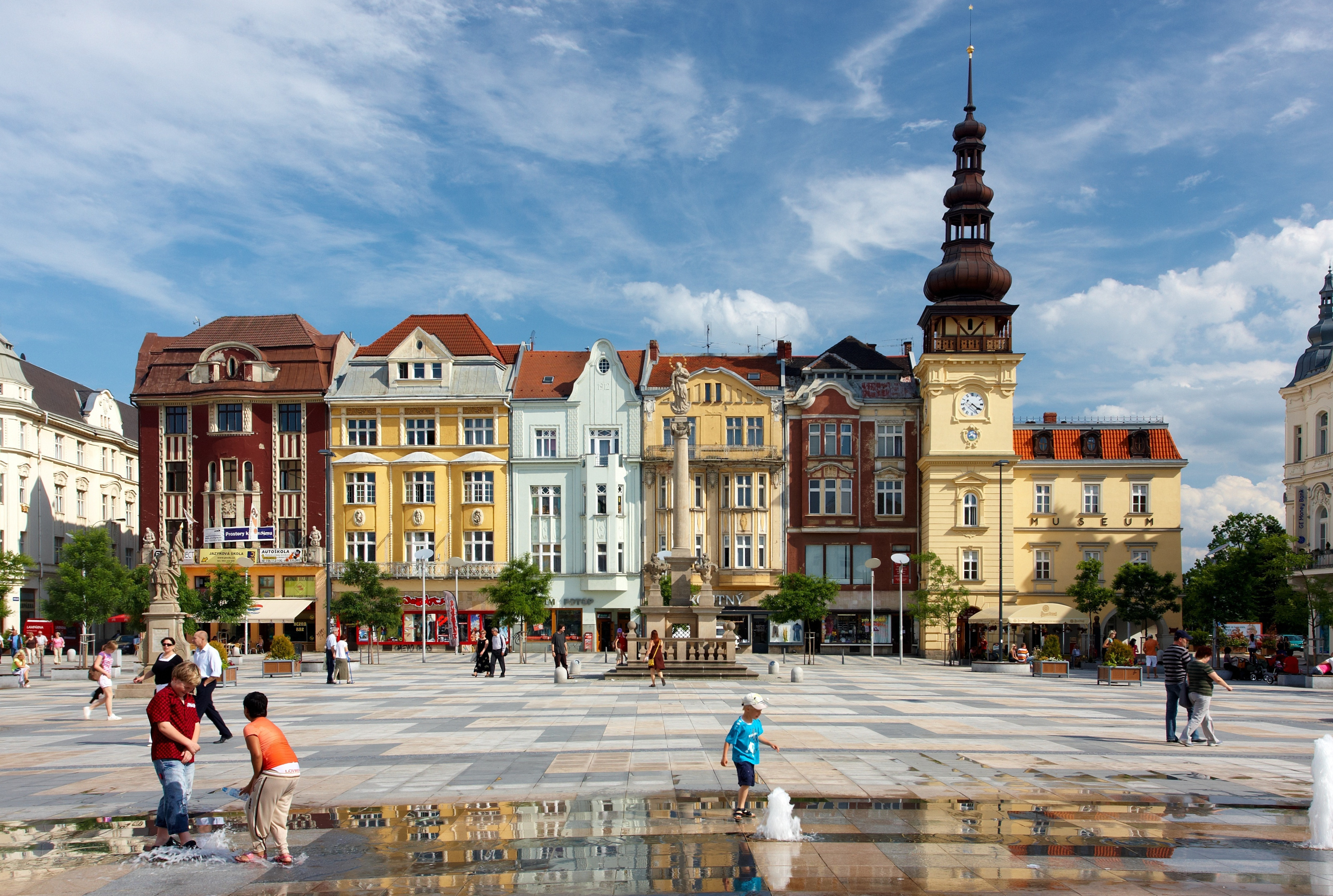
Masarykovo náměstí je historickým centrem města

Ostrava má industriální charakter, pro turisty je zajímavá zejména Dolní oblast Vítkovice, Důl Michal nebo Landek Park. Prozkoumat město lze i díky adventuře Kód Salomon, ve které jde o příběh barona Rothschilda. Během procházky městem lze snadno narazit na filmový štáb, který právě točí nový film, seriál nebo videoklip. Ostravu filmové produkce totiž vyhledávají kvůli její atmosféře stále častěji. Nejčastějšími cíli kromě muzeí a galerií jsou:
- Nová radnice na Prokešově náměstí, s nejvyšší vyhlídkovou věží. Z ochozu ve výšce 73 m lze vidět Ostravu z ptačí perspektivy. Výhled s komentářem seznámí jak s historií města, tak s jeho současností.[zdroj?]
- Komenského sady, místo, kde je možné narazit na sochu sovětských hrdinů, cvičící jogíny, tančící matky i sportovce. Je zde také ostravská pláž a kavárna.[zdroj?]
- Pohádkový orloj, jenž je možno spatřit od osmé hodiny ranní do osmé hodiny večerní, vždy v dvouhodinových intervalech. V oknech galerie loutek se asi dvě minuty odehrává boj Kašpárka se smrťákem, kterého se účastní i další čtyři postavy – anděl, král, královna a čert.[zdroj?]
- Slezskoostravský hrad, který se vlivem důlní činnosti propadl o 16 m. Nachází se nedaleko Masarykova náměstí a soutoku řek Lučiny a Ostravice. Na hradě se koná celoročně mnoho akcí zejména pro děti a jejich rodiče, ale také známý festival Letní shakespearovské slavnosti.[zdroj?]
- Stodolní ulice, legendární místo, ve kterém je přes 60 barů, klubů, restaurací a kaváren.[zdroj?]
- Masarykovo náměstí, historické centrum města střeží mariánský sloup se sochou Panny Marie Immaculaty z roku 1702 a poblíž barokní socha svatého Floriána. Na náměstí byla přemístěna busta prezidenta T. G. Masaryka z foyer Nové radnice. Je zde také obchodní dům Laso, Schönhofův dům přezdívaný „Dům se sedmi vchody“ nebo Dům dědiců I. Reisze od vídeňského architekta Wunibalda Deiningera a další pamětihodnosti.[zdroj?]
- Poruba, historická městská čtvrť vystavěná v „sorele“ za účelem nahrazení městského centra. Nejstarší část Poruby byla vybudována jako součást monumentálních velkolepých plánů, které se z finančních důvodů nerealizovaly celé, ale jenom hlavní body.[zdroj?]
- Trojhalí Karolina. Historické budovy mezi centrem Ostravy a Dolní oblastí Vítkovice na území po bývalé koksovně Karolina jsou přetvořeny podle návrhu architekta Josefa Pleskota na místo, kam lidé chodí za sportem a zábavou.[zdroj?]
- Zoologická zahrada Ostrava – rozlohou druhá největší zoo v České republice je domovem 400 druhů zvířat. Jsou zde moderní expozice, nové pavilony, výběhy, večerní prohlídky, komentovaná krmení, ale třeba i zimní běžkování. Od roku 2014 je novou součástí Safari asijských kopytníků, od roku 2015 pak Pavilon evoluce.[zdroj?]
- Dolní oblast Vítkovice (národní kulturní památka) je klasickým industriálním prostorem v srdci města. Na Vysokou pec č. 1 Bolt Tower s restaurací se lze dostat proskleným výtahem, je z ní rozhled nejen na celý areál, ale také na Ostravu a její okolí. K dispozici je průvodce, který návštěvníky seznámí nejen s historií rodiny Rothschildů, ale i s objekty VI. Energetické ústředny, kompresorovny, starými hornickými koupelnami nebo třeba Gongem, halou postavenou z bývalého plynojemu.[zdroj?]
- Důl Michal je nejlépe zachovalým důlním areálem v Ostravě.[zdroj?]
- Hornické muzeum Landek Park s dřívějším dolem Anselm.
- Planetárium Ostrava, kde si lze rozšířit vědomosti o vesmíru nebo i jen poslouchat hudbu pod hvězdnou oblohou.[zdroj?]
- Halda Ema (také pod názvem Terezie Ema nebo Ostravská sopka) na pravém břehu řeky Ostravice s výškou 315 (z původních 327) m n. m.,[93] na níž vládne subtropické klima, neboť halda stále pracuje.[zdroj?]
- DinoPark Ostrava

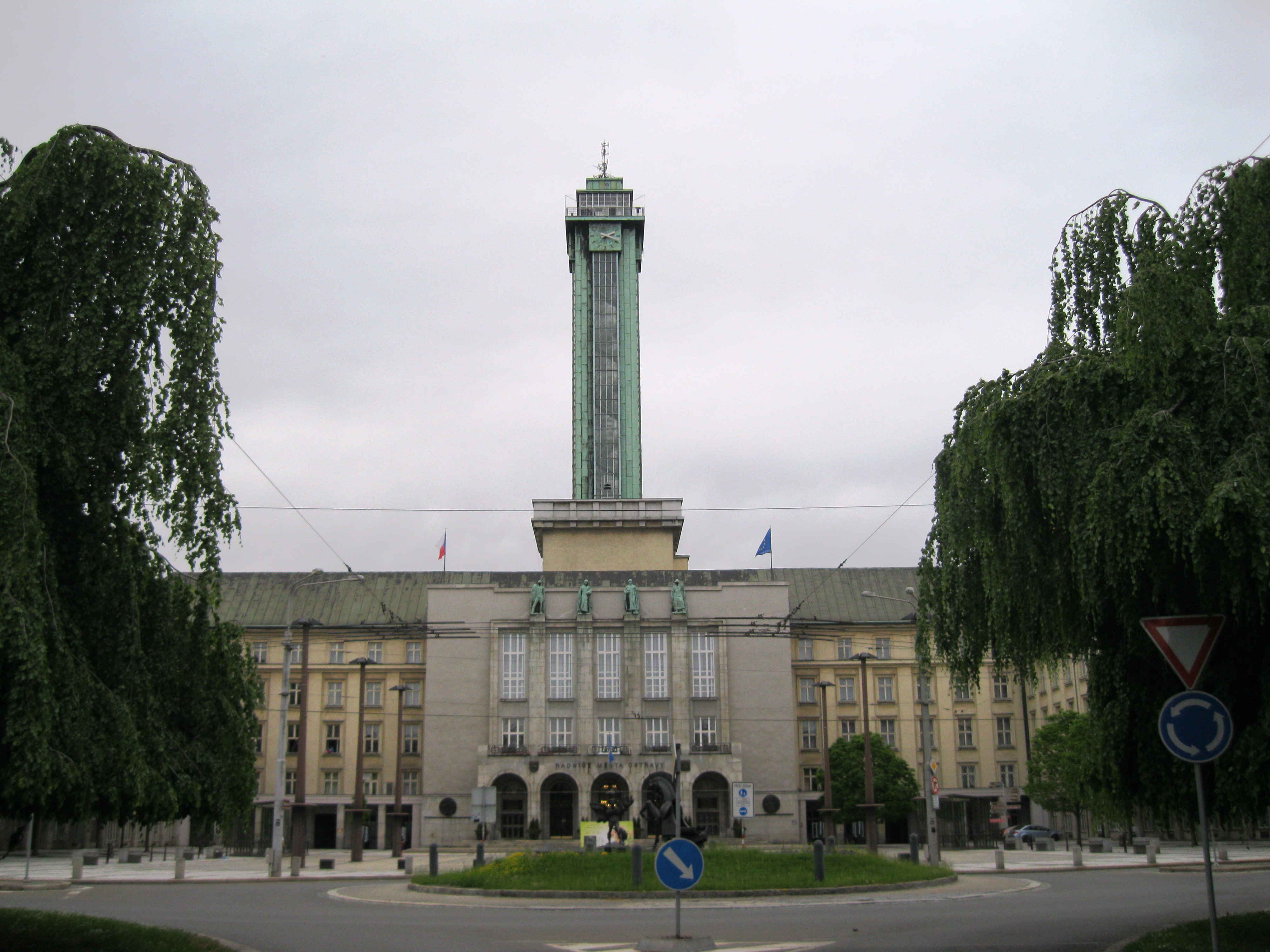
Nová radnice, Ostrava
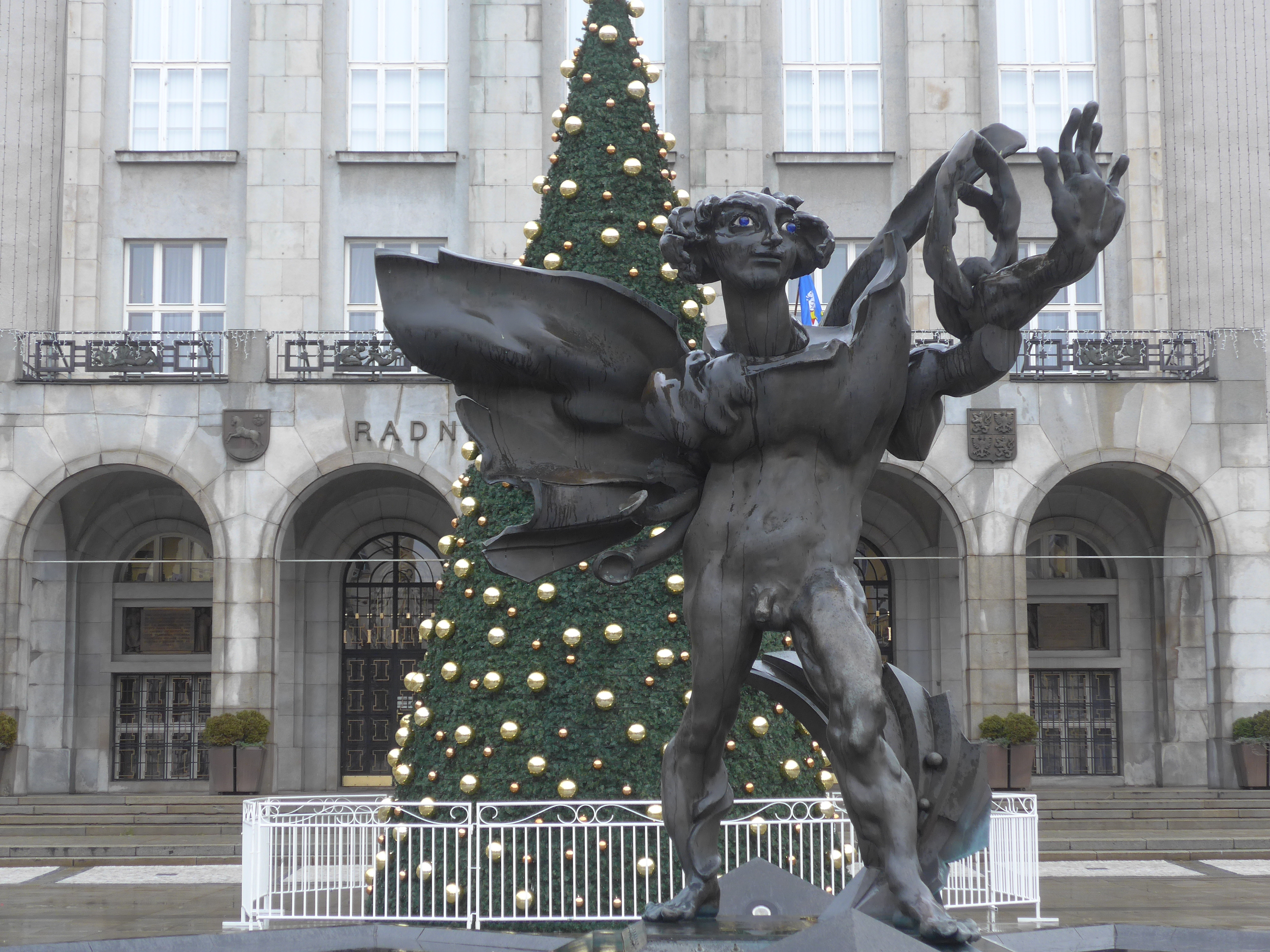
Socha Ikara před Novou radnicí
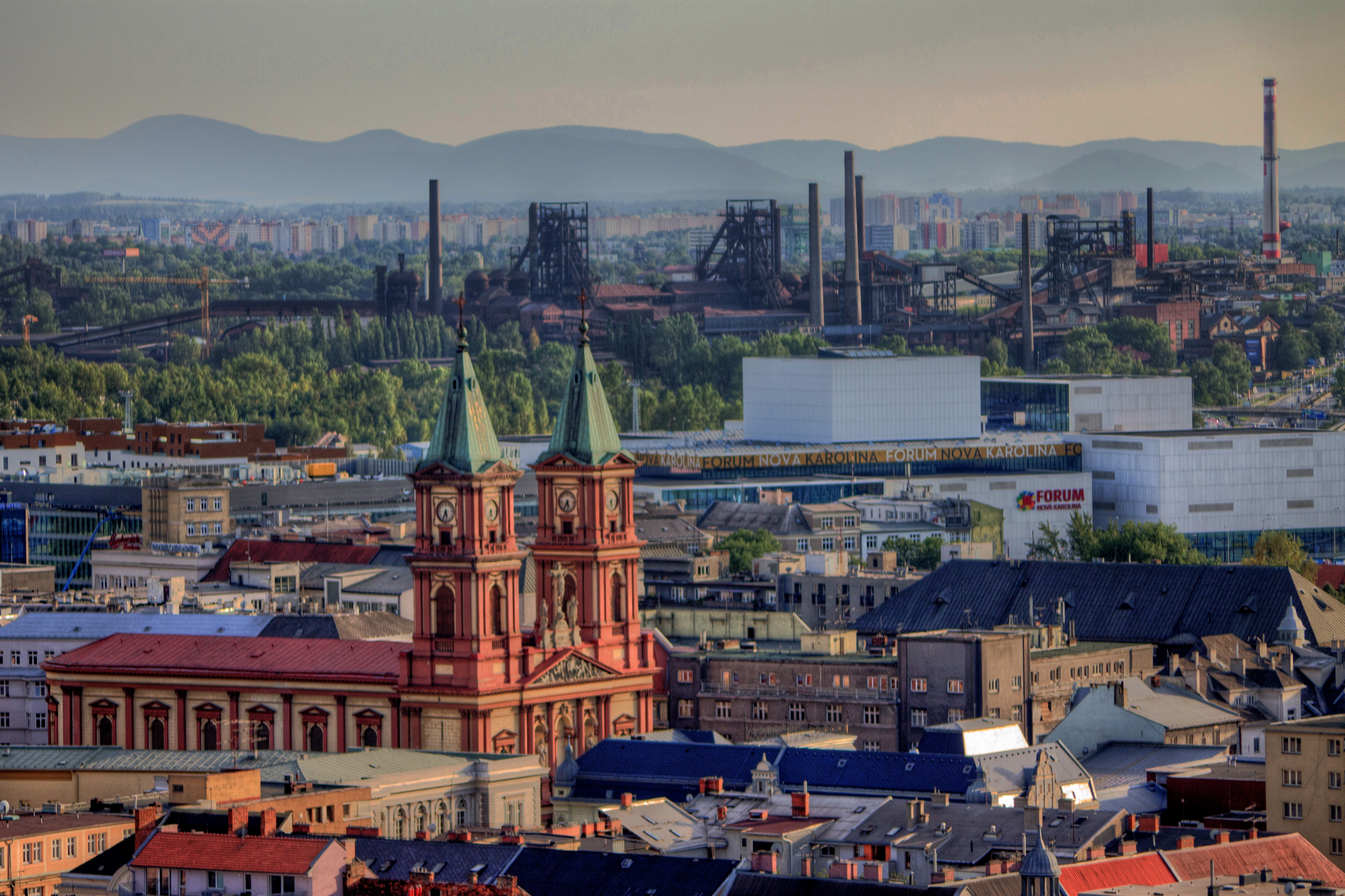
Pohled z věže Nové radnice
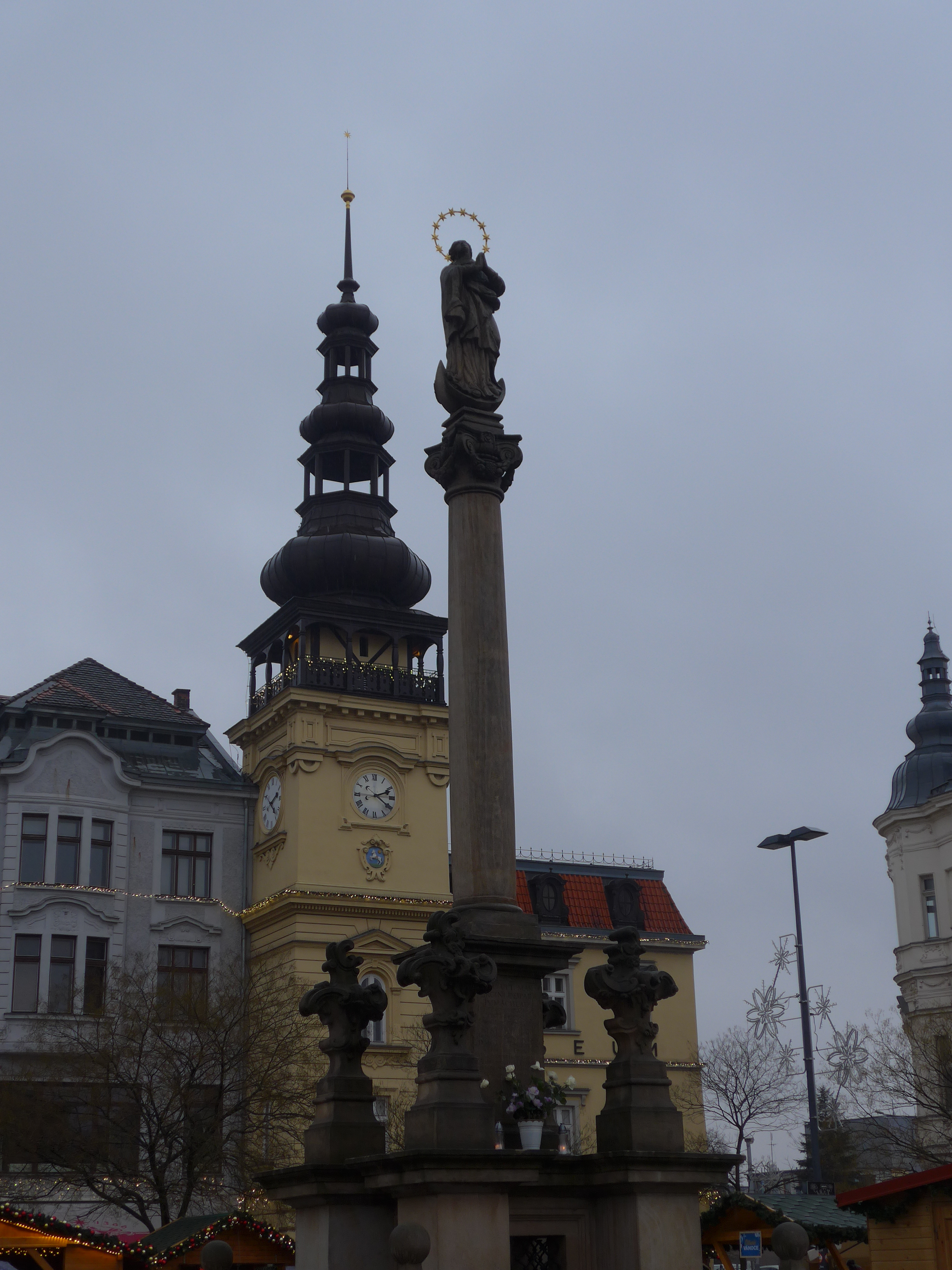
Mariánský sloup a Stará radnice na Masarykově náměstí
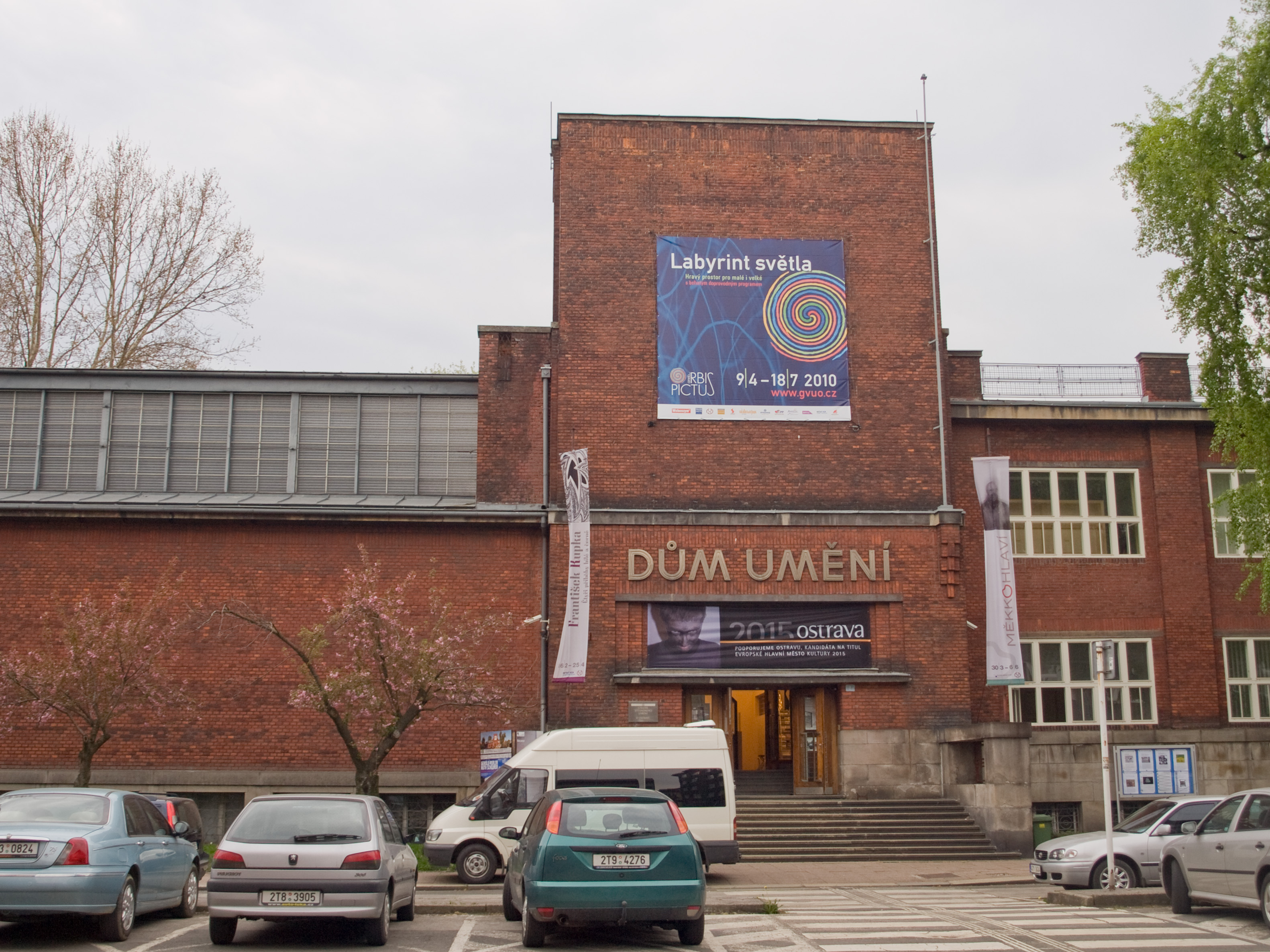
Dům umění
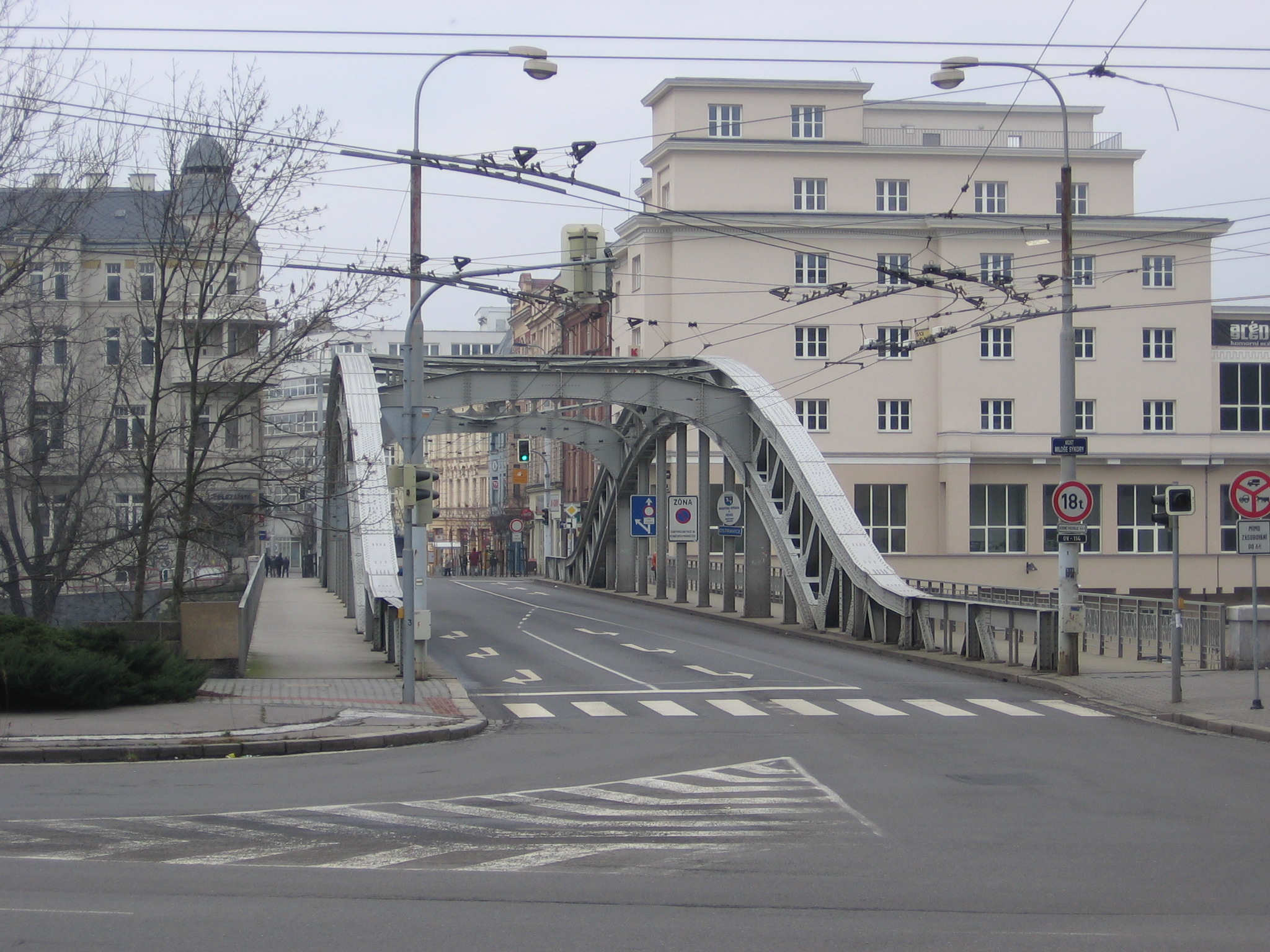
Most Miloše Sýkory
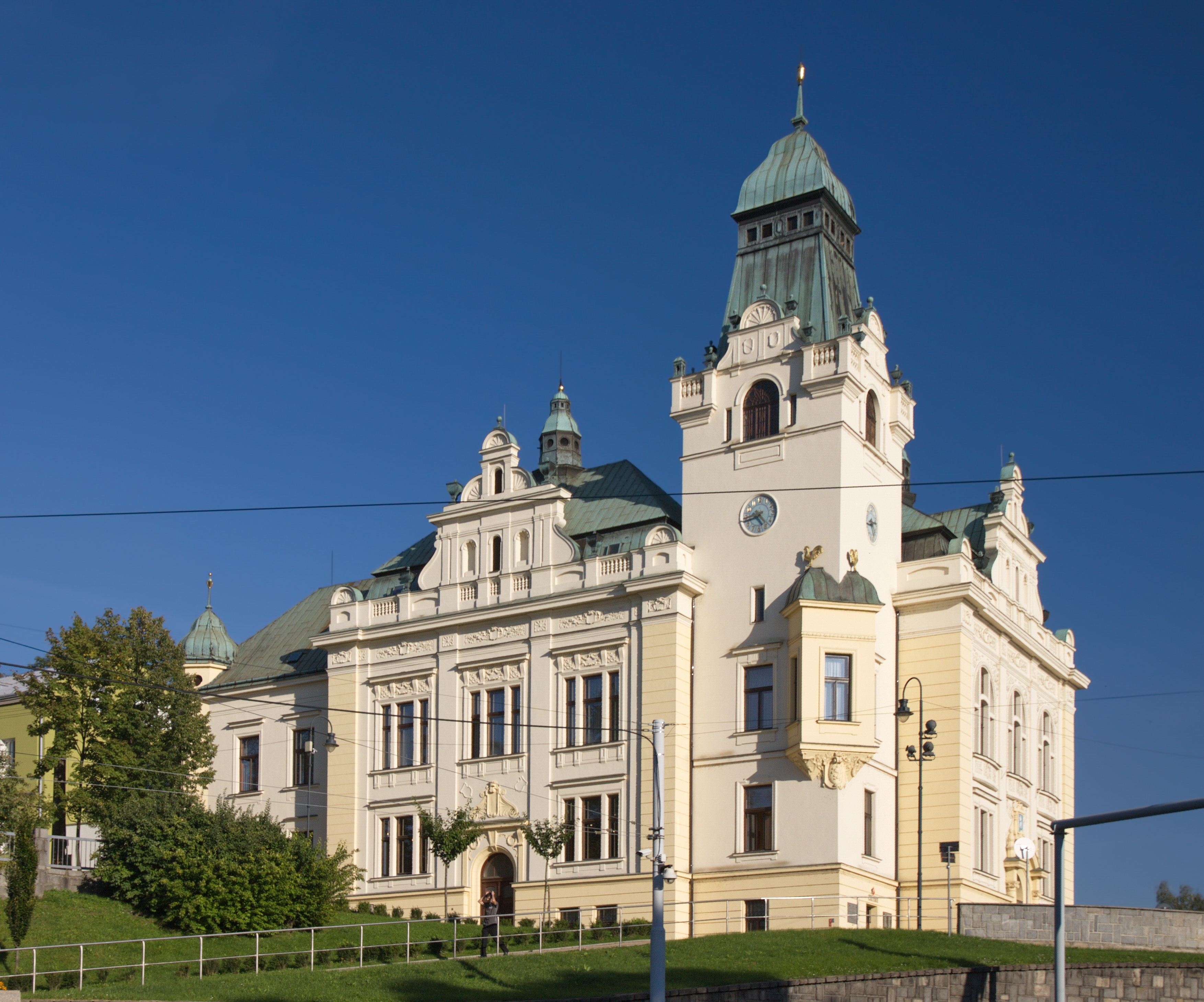
Radnice Slezské Ostravy
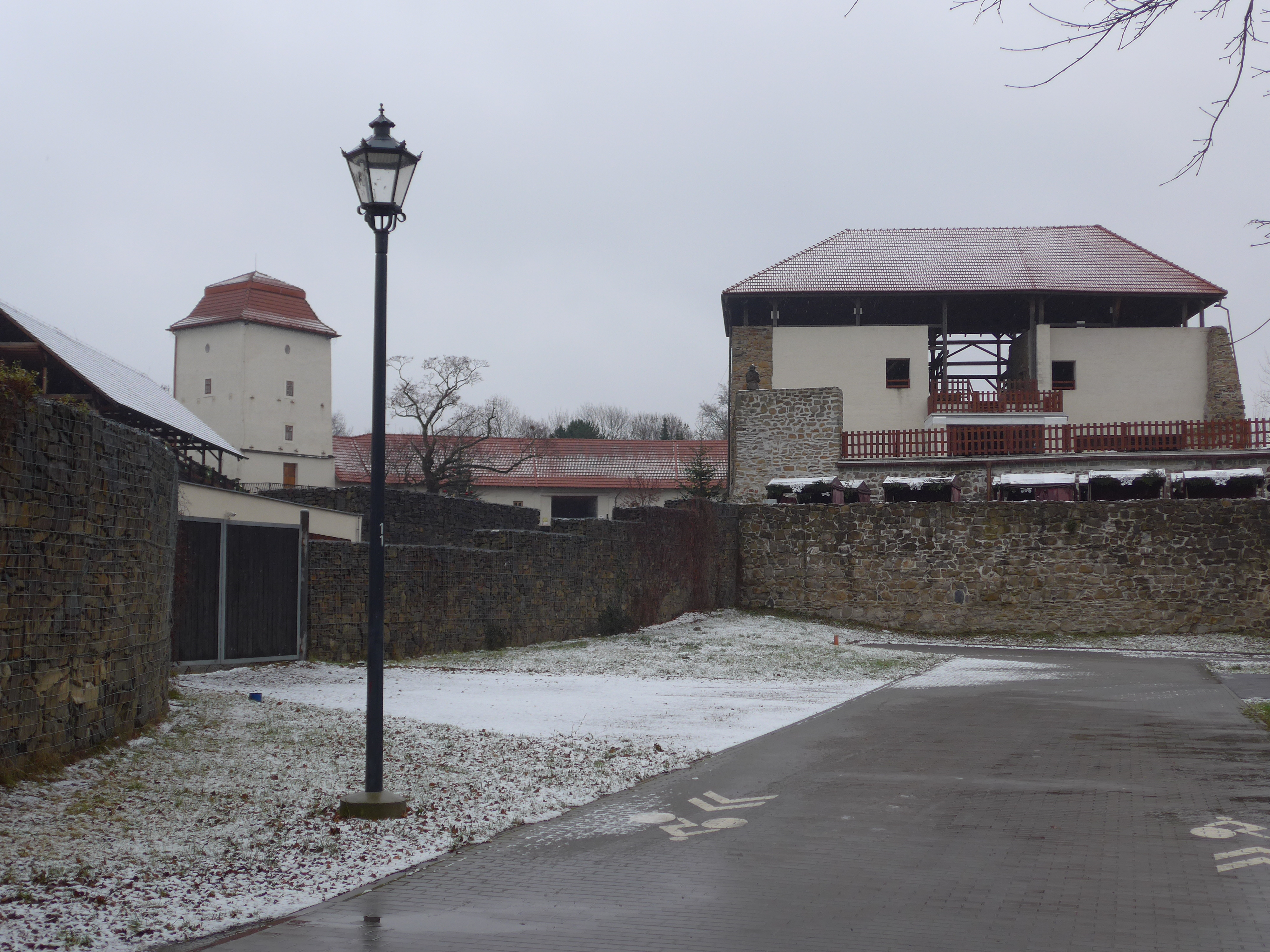
Slezskoostravský hrad
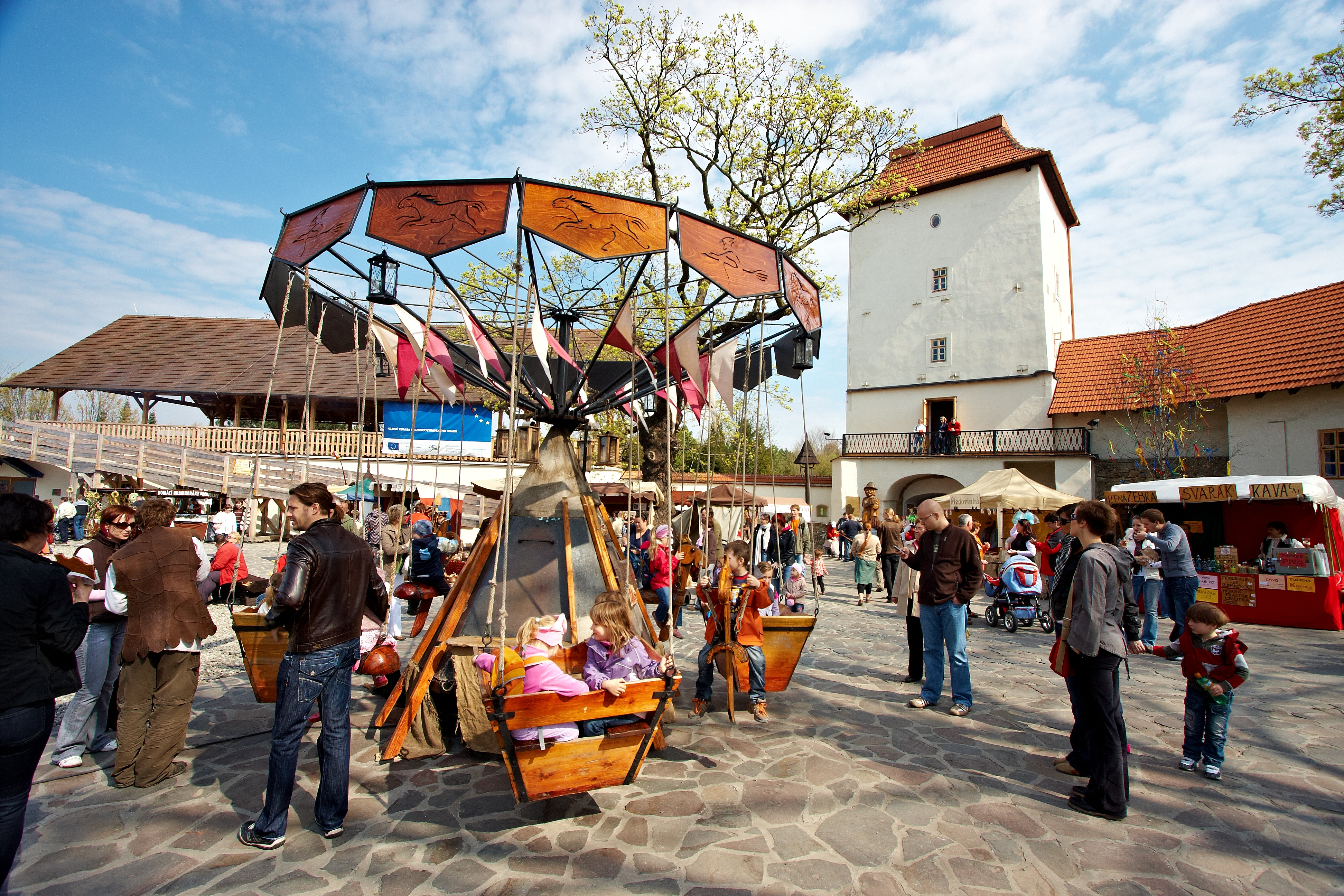
Slezskoostravský hrad
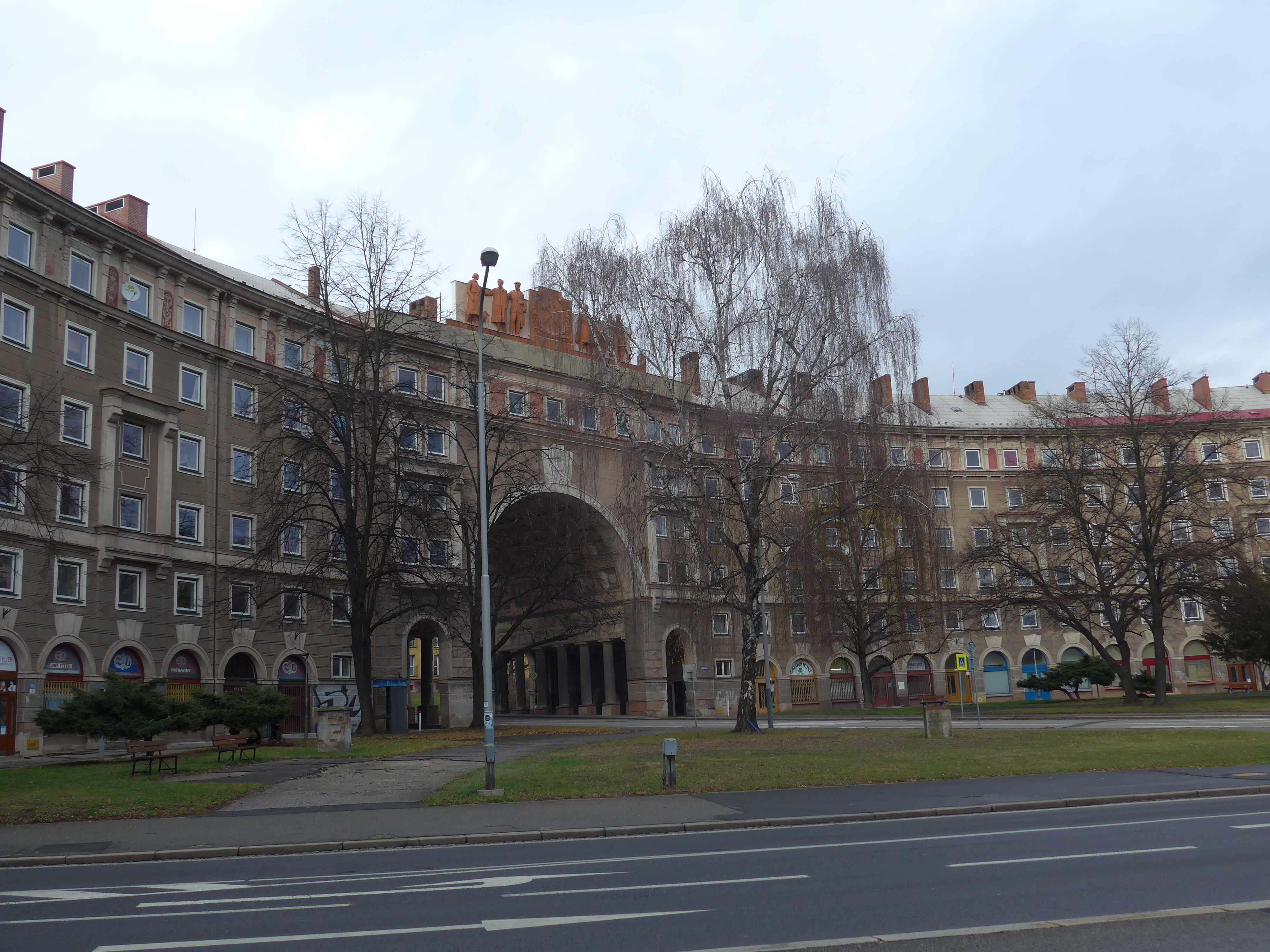
Ostrava-Poruba, Oblouk
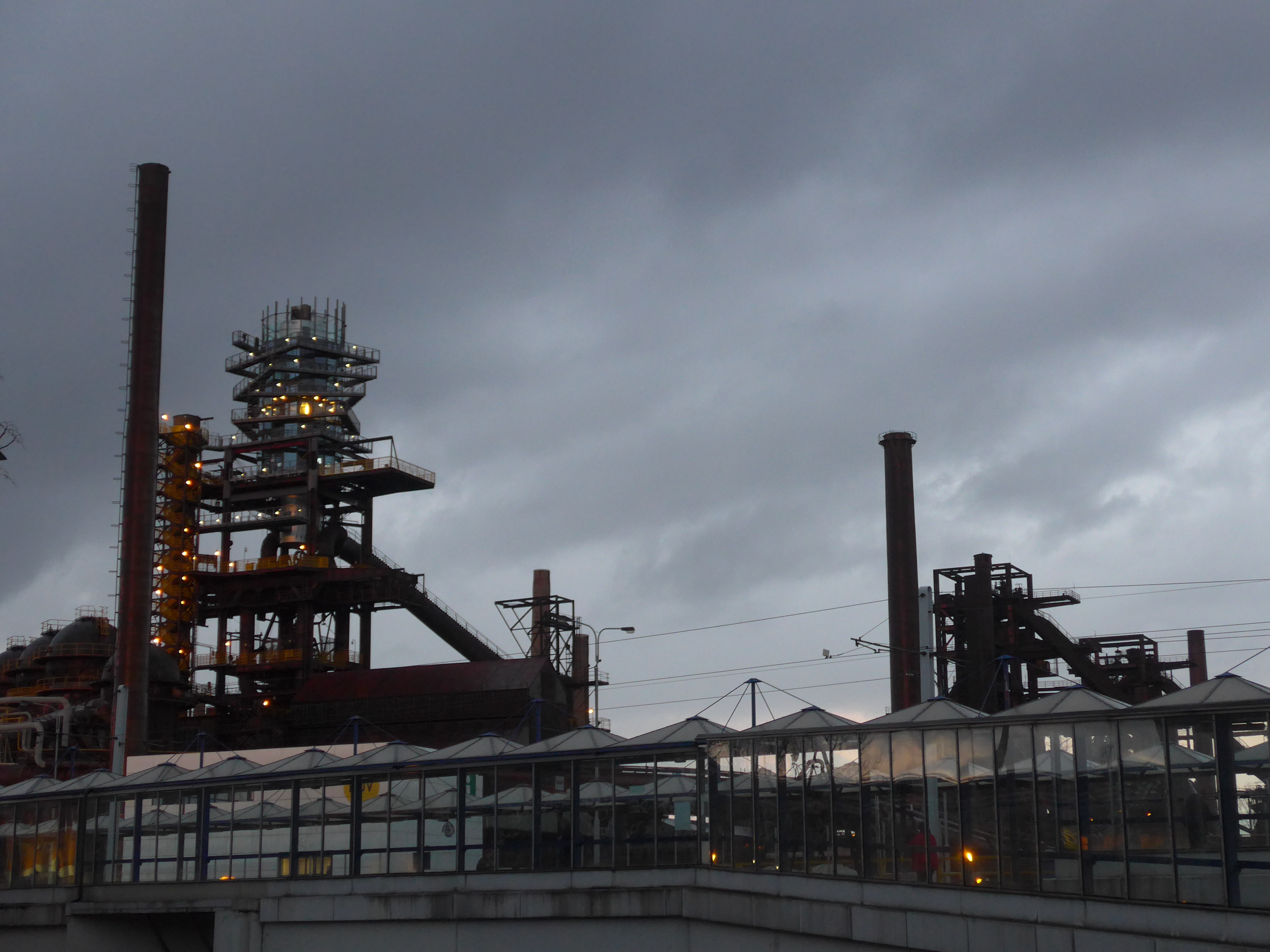
Oblast Dolních Vítkovic, důlní a hutní komplex
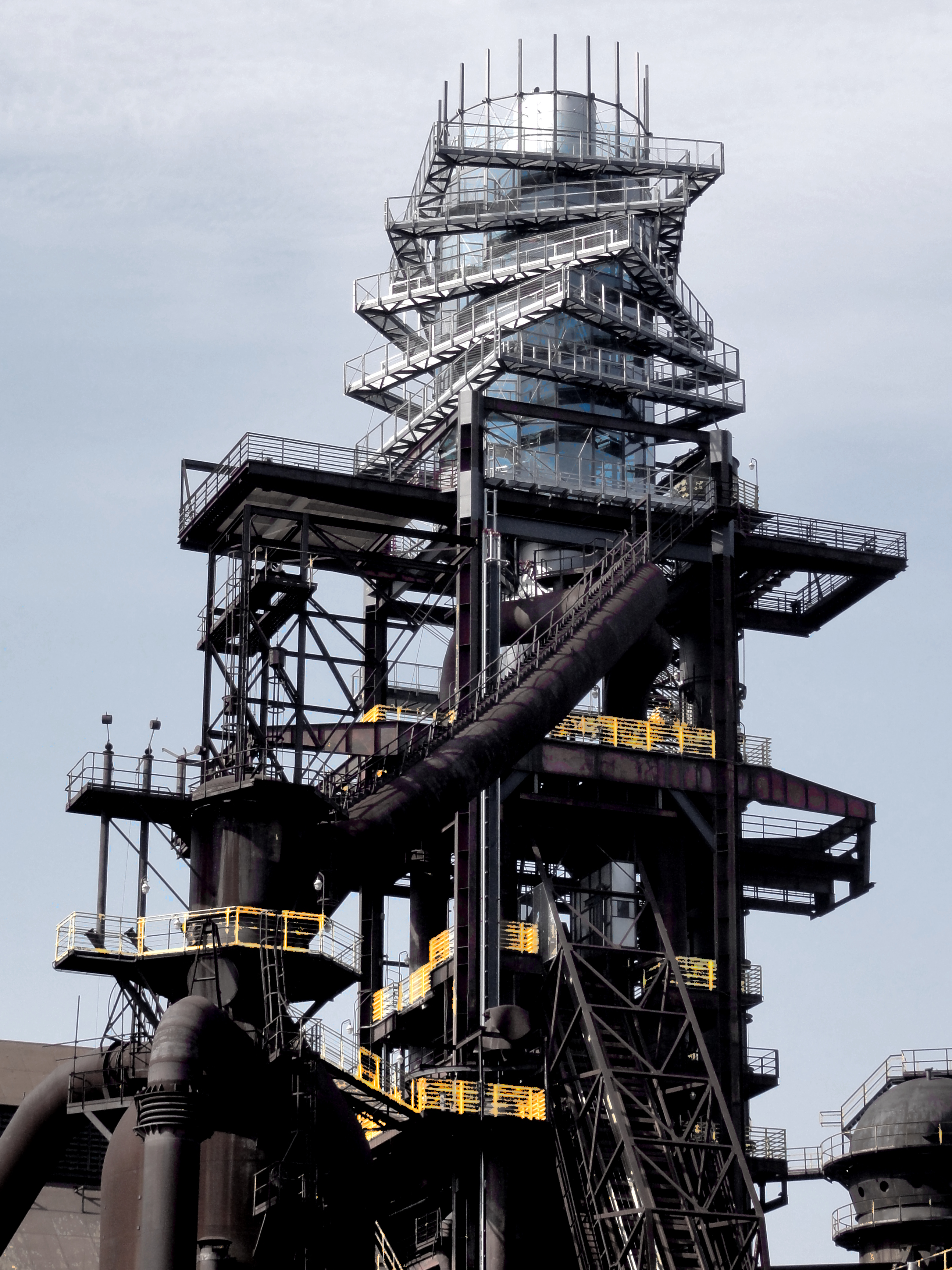
Bolt Tower/Boltova věž
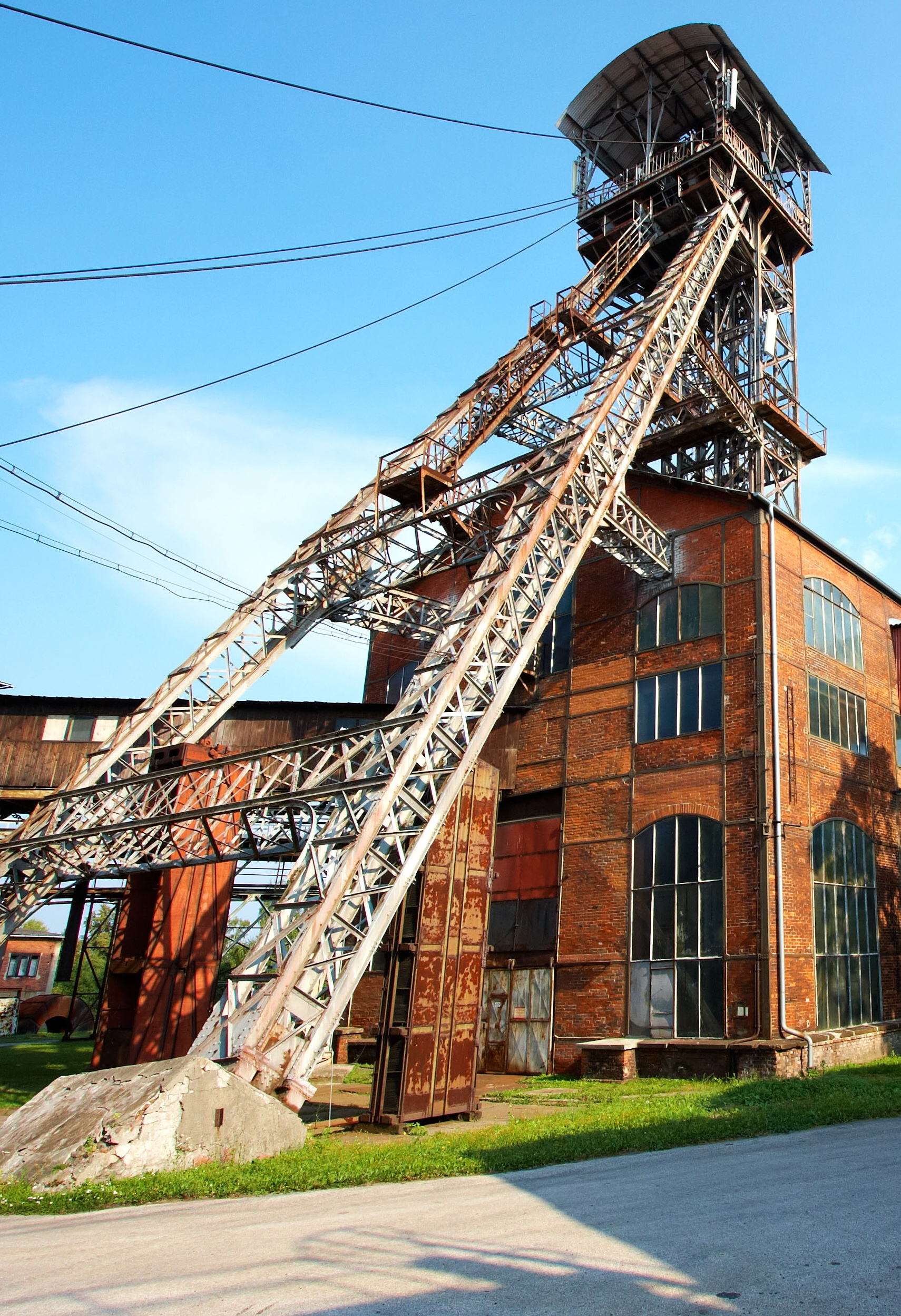
Důl Michal
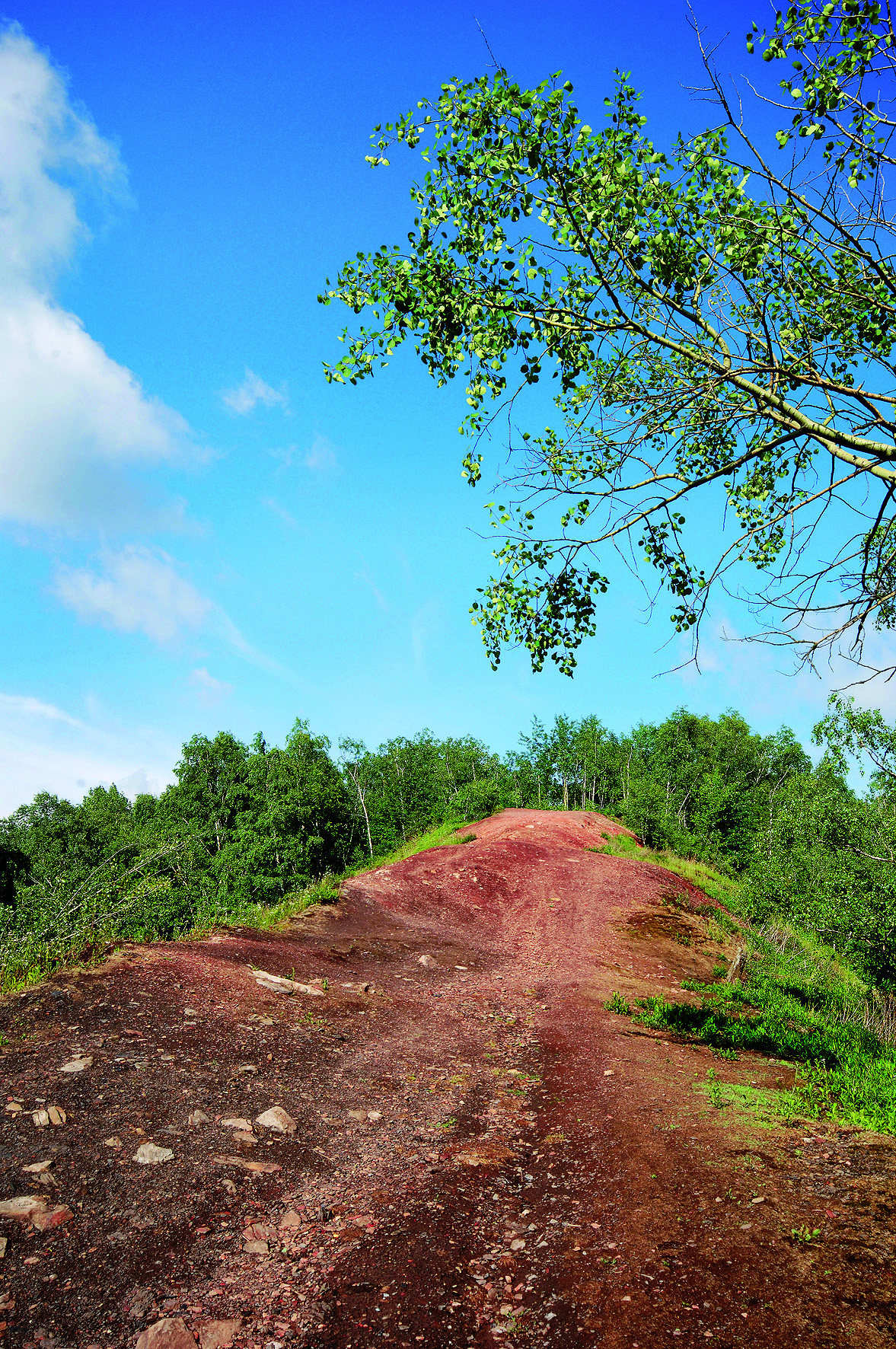
Halda Ema
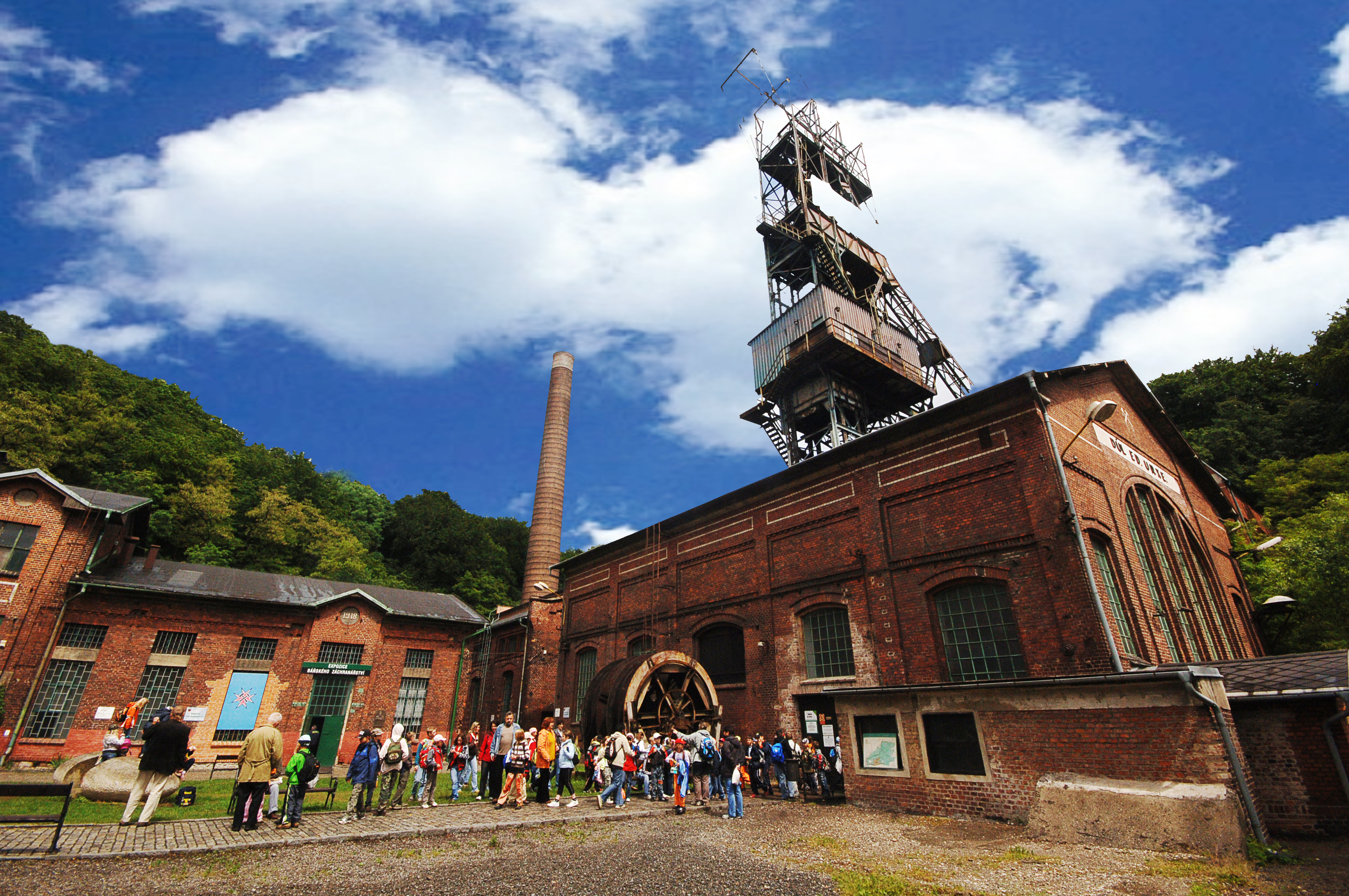
Landek park
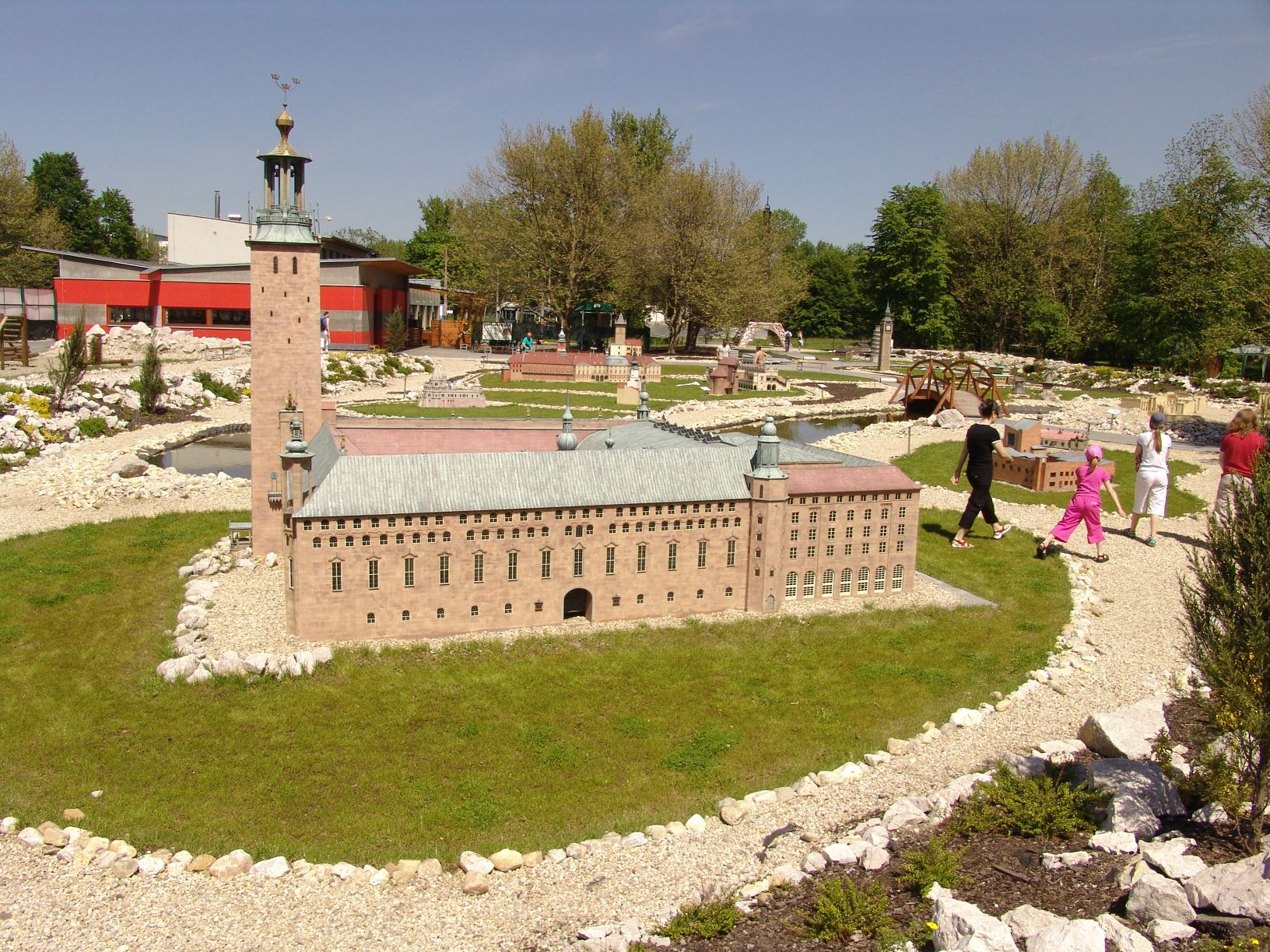
Miniuni
Pohádkový orloj
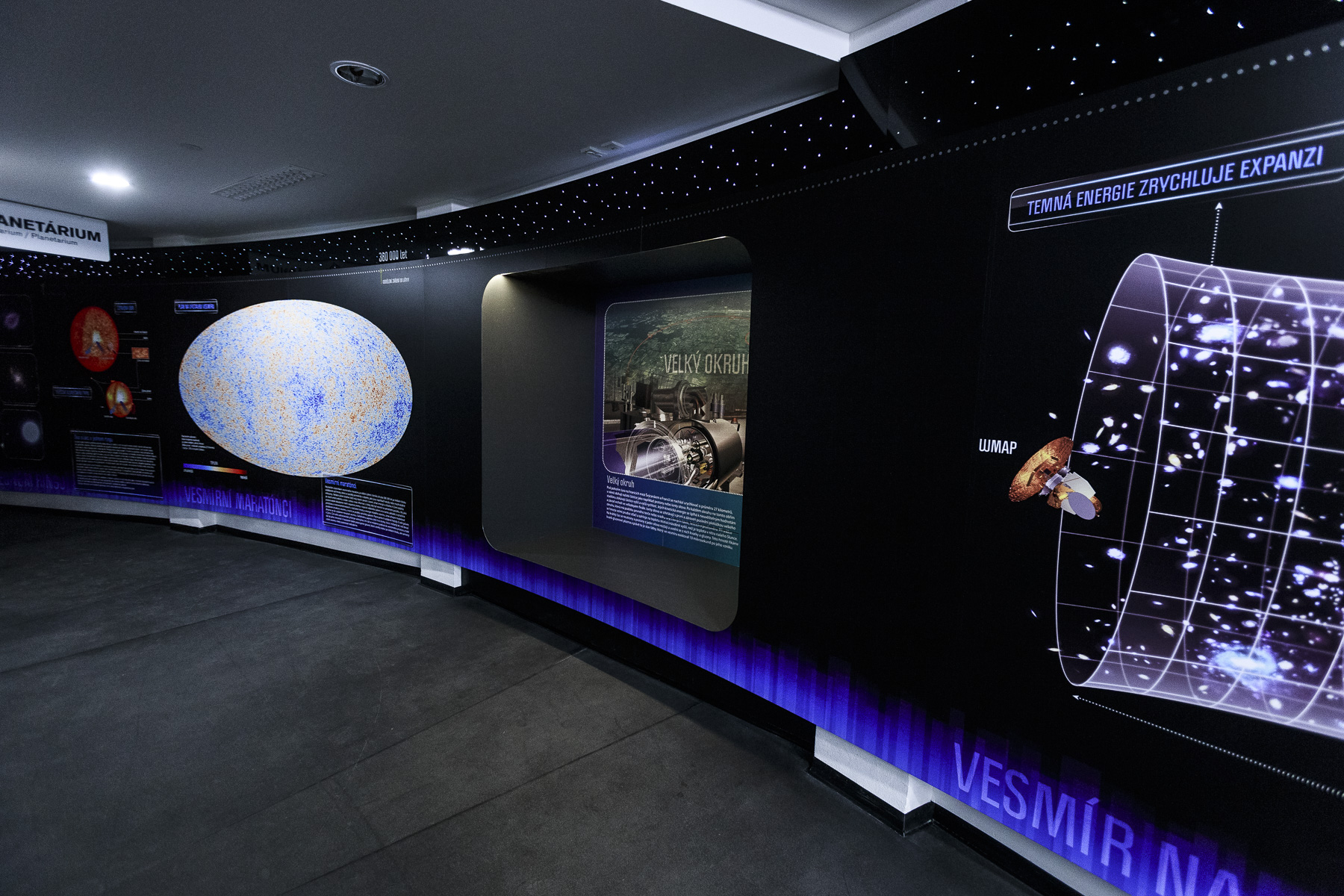
Planetárium
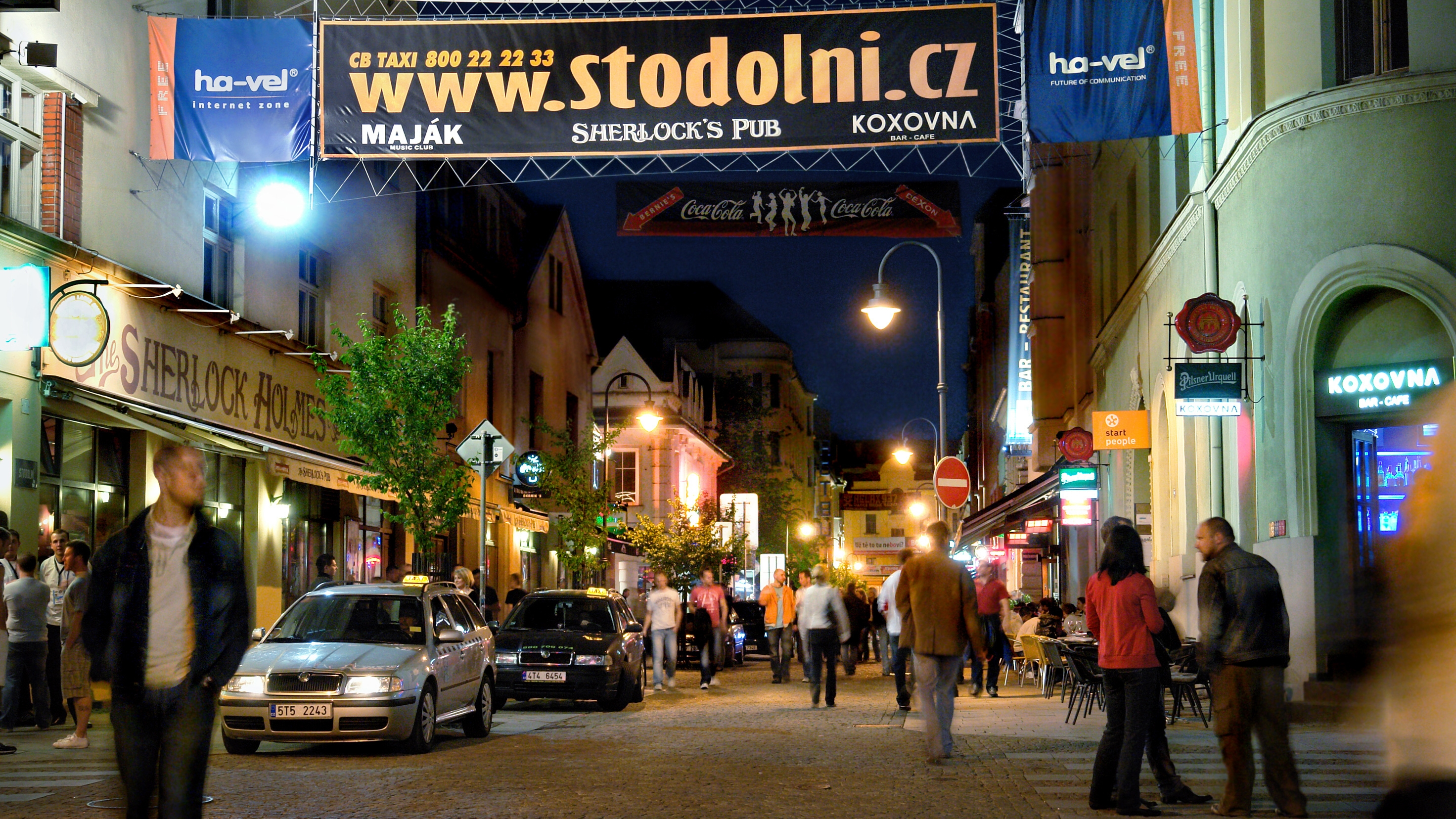
Stodolní
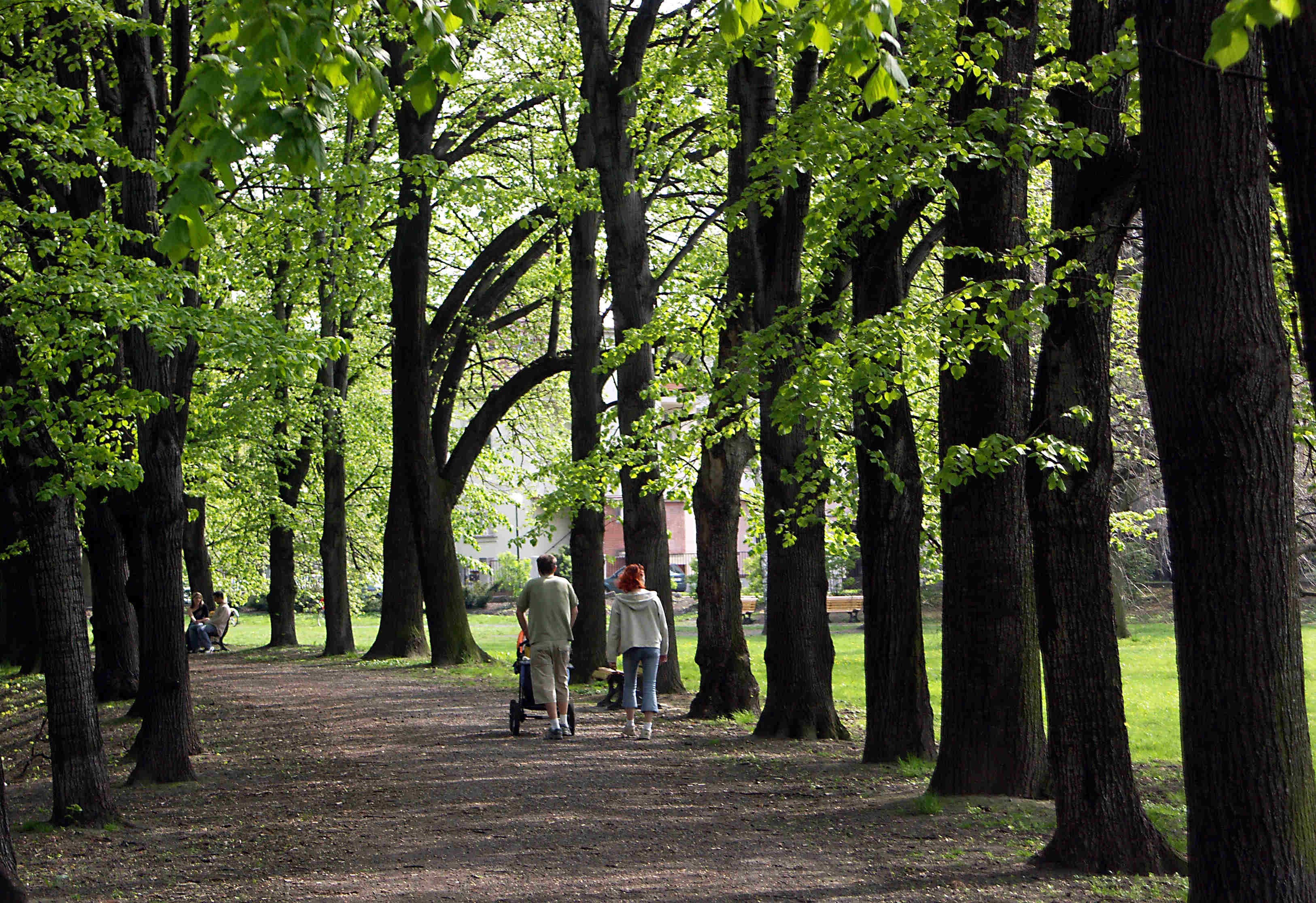
Komenského sady
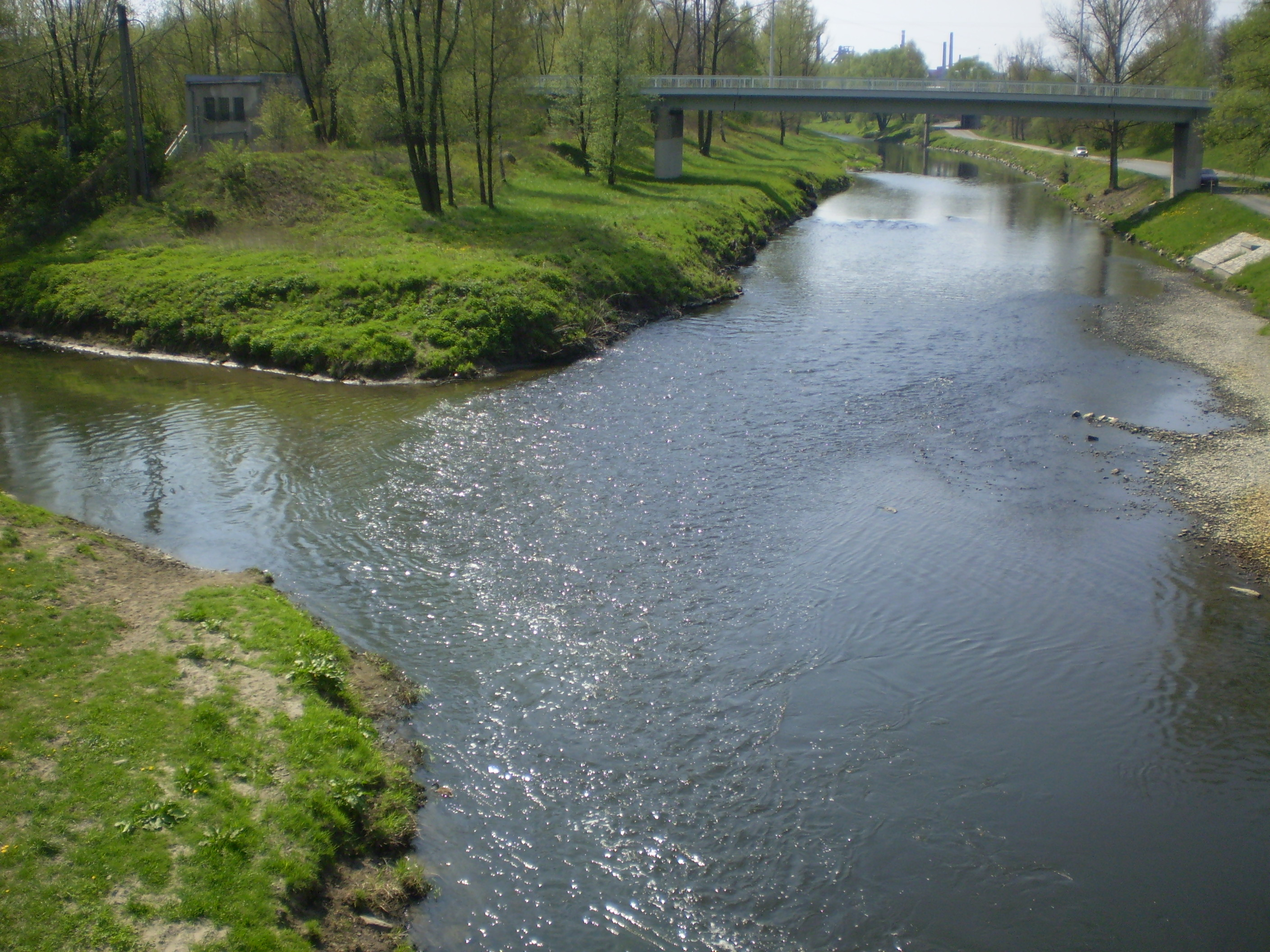
Soutok Ostravice a Lučiny pod Slezskoostravským hradem

Podle Ostravy byl pojmenován vrchol v Patagonských Andách v Chile.

## Školství

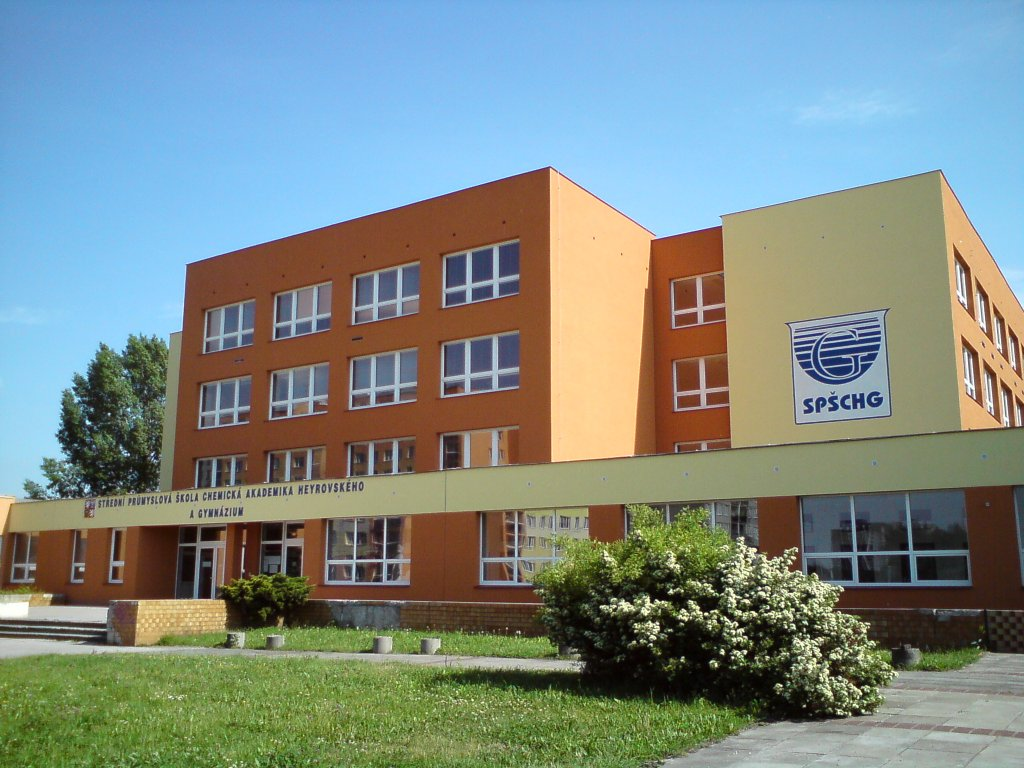
SPŠ chemická akademika Heyrovského a Gymnázium

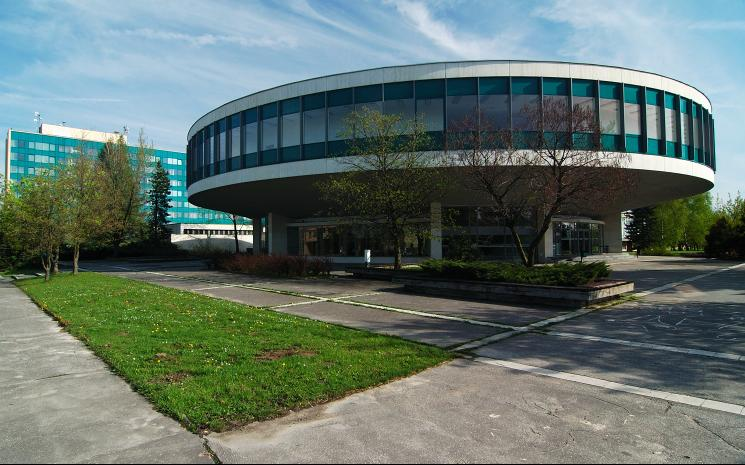
Vysoká škola báňská – Technická univerzita Ostrava

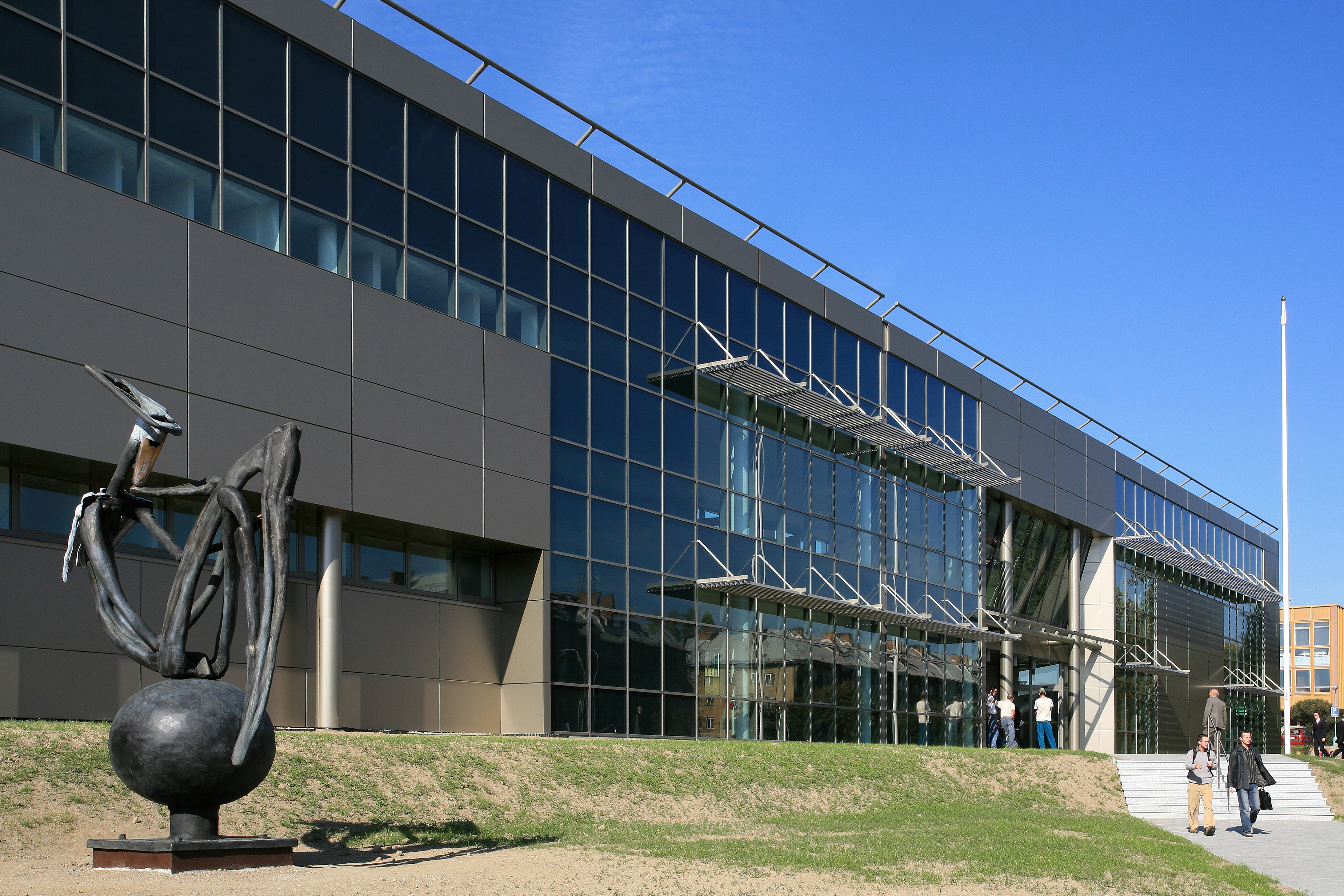
Aula VŠB

Ostrava jako krajské město je sídlem celého spektra středních škol, vyšších odborných škol a několika vysokých škol a univerzit.

### Střední školy
- 1st International School of Ostrava
- Biskupské gymnázium v Ostravě
- EDUCAnet – Soukromé gymnázium Ostrava
- Gymnázium Hladnov
- Gymnázium Olgy Havlové
- Gymnázium Ostrava-Hrabůvka
- Gymnázium Ostrava-Zábřeh
- Janáčkova konzervatoř v Ostravě
- Jazykové gymnázium Pavla Tigrida
- Matiční gymnázium Ostrava
- Obchodní akademie a Vyšší odborná škola sociální Ostrava-Mariánské Hory
- Obchodní akademie Ostrava-Poruba
- Soukromá obchodní akademie v Ostravě
- Sportovní gymnázium Dany a Emila Zátopkových
- Střední škola technická a dopravní Ostrava-Vítkovice
- Střední odborná škola waldorfská Ostrava
- Střední průmyslová škola elektrotechniky a informatiky Ostrava
- Střední průmyslová škola chemická akademika Heyrovského
- Střední průmyslová škola Ostrava-Vítkovice
- Střední průmyslová škola stavební Ostrava
- Střední škola elektrotechnická Ostrava
- Střední škola Ostrava-Kunčice
- Střední škola prof. Zdeňka Matějčka
- Střední škola služeb a podnikání Ostrava-Poruba
- Střední škola společného stravování Ostrava-Hrabůvka
- Střední škola stavební a dřevozpracující Ostrava
- Střední škola teleinformatiky Ostrava
- Střední umělecká škola Ostrava
- Střední zahradnická škola Ostrava
- Střední zdravotnická škola a Vyšší odborná škola zdravotnická Ostrava
- Střední zdravotnická škola AGEL Ostrava
- Vítkovická střední průmyslová škola a gymnázium
- Wichterlovo gymnázium
- Lékařské a přírodovědné gymnázium PRIGO
- Jazykové a humanitní gymnázium PRIGO
- Střední škola PRIGO

### Vyšší odborné školy
- AHOL - Vyšší odborná škola
- Vyšší odborná škola sociální
- Vyšší odborná škola Jana Ámose Komenského
- Vyšší odborná škola zdravotnická
- Vyšší škola Mediální tvorby v Ostravě[95]

### Vysoké školy
- Hornoslezská vysoká škola obchodní, Zahraniční fakulta v Ostravě[96]
- Newport International University, externí pracoviště Ostrava[97]
- Ostravská univerzita
- Panevropská vysoká škola, pracoviště Ostrava
- Vysoká škola báňská – Technická univerzita Ostrava
- Vysoká škola podnikání a práva
- Vysoká škola sociálně správní[98]
- Moravskoslezská akademie umění

### Cizojazyčné školy
- 1st International School of Ostrava
- Ostrčilova Bilingual School
- Gymnázium, základní škola a mateřská škola Hello s.r.o.
- ZŠ a MŠ Monty School
- Gymnázium Hladnov a Jazyková škola ve Slezské Ostravě
- Jazykové gymnázium Pavla Tigrida v Ostravě – Porubě
- PORG základní škola a gymnázium o. p. s.

## Sport v Ostravě

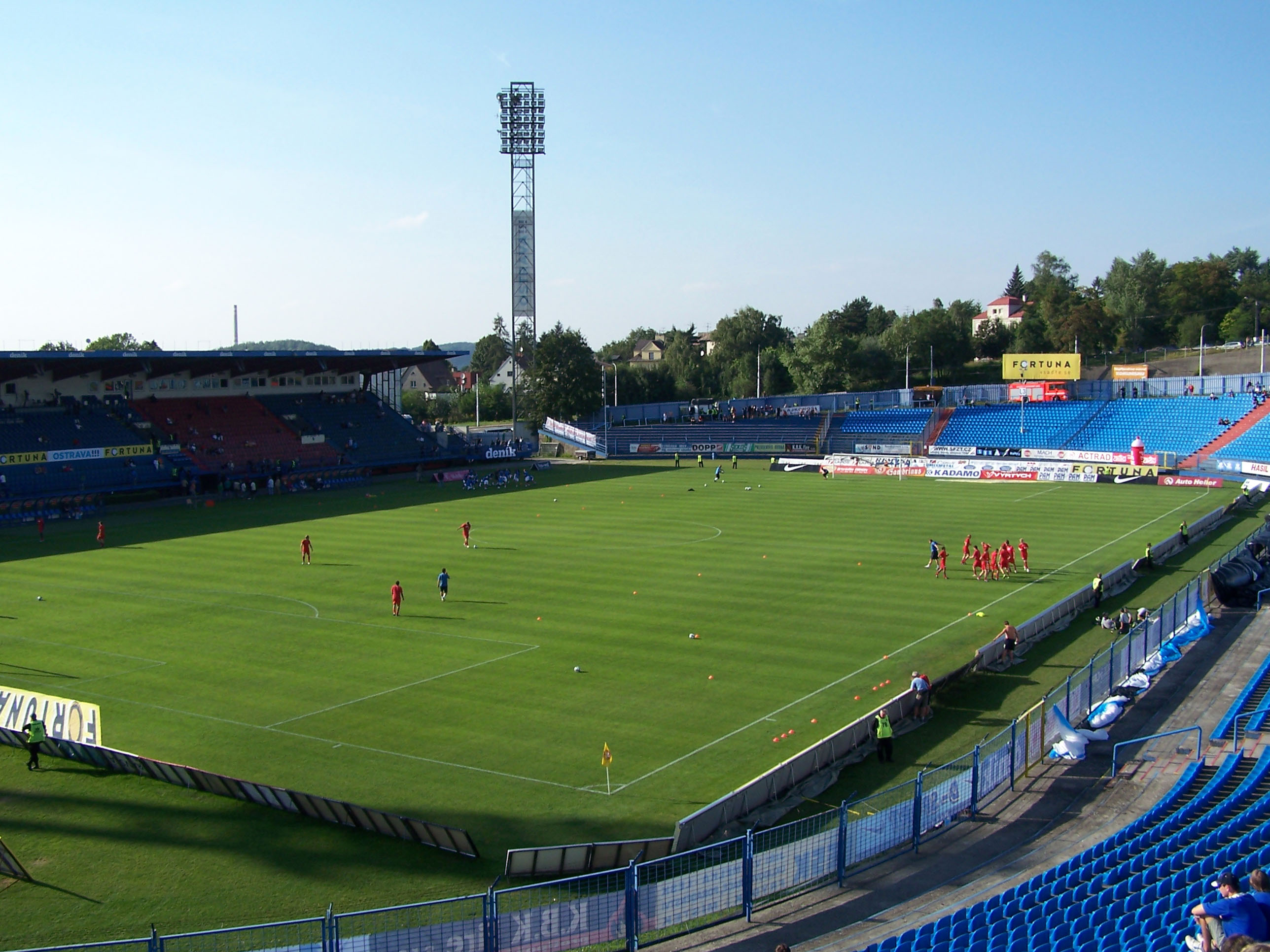
Bazaly, bývalé sídlo Baníku

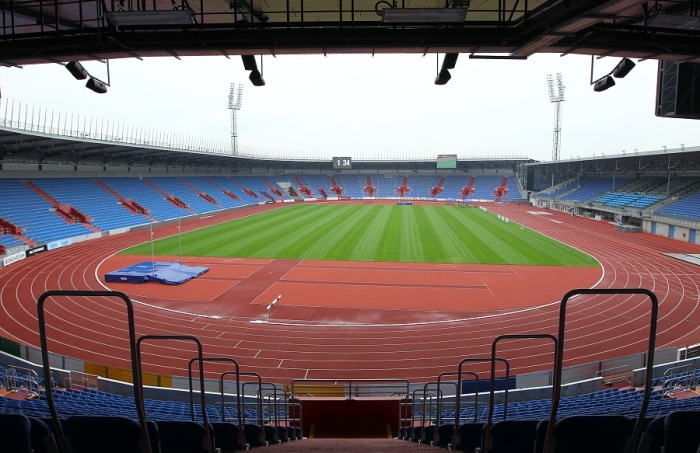
Stadion Vítkovice

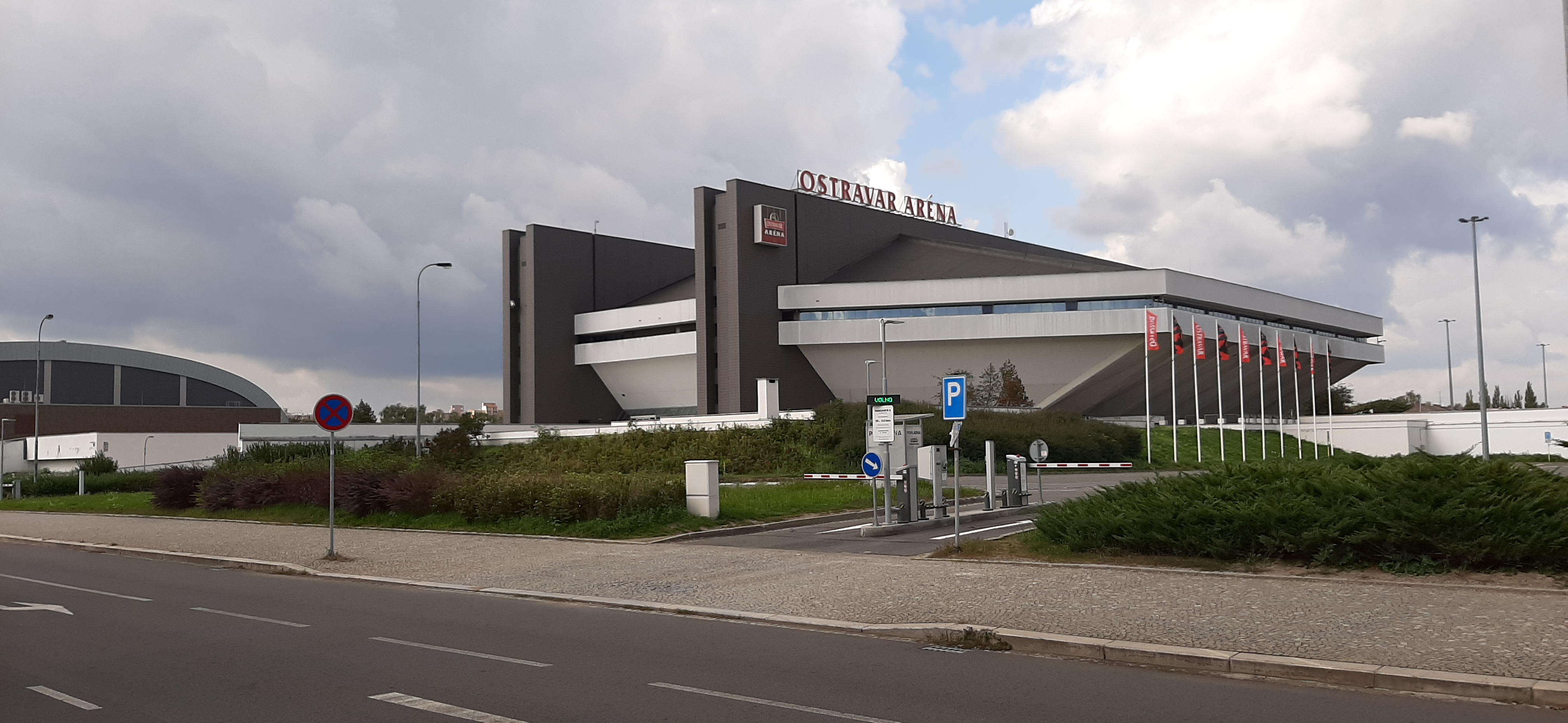
Ostravar Aréna (2007)

Ostrava je městem se sportovní tradicí. Hostí akce republikového i evropského a světového charakteru. Pro rok 2014 byla Ostrava evropským městem sportu. V letech 2004, 2015 a 2024 pořádala společně s Prahou mistrovství světa IIHF v ledním hokeji. Na začátku roku 2017 se v Ostravě konalo Mistrovství Evropy v krasobruslení a v září 2018 se na Městském stadionu uskutečnil IIAF Kontinentální pohár. Na přelomu let 2019 a 2020 hostila Ostrava spolu s Třincem hokejové Mistrovství světa juniorů.
- Každoročně se pořádá mezinárodní atletický meeting Zlatá tretra Ostrava (od roku 1961)[zdroj?]
- Od roku 2004 pořádá každoročně mužský tenisový turnaj Prosperita Open zařazený do nižší mužské kategorie Challenger Tour a od roku 2020 ženský turnaj Ostrava Open spadající do kategorie WTA 500.
- V roce 2004 byla Ostrava spolupořadatelem Mistrovství světa v ledním hokeji, zápasy se konaly ve víceúčelové hale Ostravar Aréna; událost se zde opakovala i v letech 2015 a 2024.[zdroj?]

V minulosti hostila řadu sportovních událostí. Mezi nejvýznamnější z nich patří:
- 1986: MS v odbíjené žen
- 1987: MS ve vzpírání
- 1990: MS v házené mužů
- 1992: ME v kulturistice
- 1993: MS juniorů v ledním hokeji
- 2001: ME ve volejbale mužů
- 2003:
  - ME ve futsale
  - MS juniorů v krasobruslení
- 2004:
  - ME ve futsale
  - MS juniorů v latinskoamerických tancích
  - MS v ledním hokeji
- 2005:
  - ME ve futsale
  - MS v latinskoamerických tancích
- 2006:
  - ME v soutěži teamgym
  - MS v kulturistice mužů
  - první kolo světové skupiny Davis Cupu
  - MS mládeže do 17 let v atletice
- 2008: MS ve florbale mužů – základní skupiny
- 2009: MS ve freestyle motokrosu
- 2009: ME U20 v rugby – skupina B
- 2010: MS v basketbalu žen
- 2011: ME v atletice do 23 let
- 2013: MS ve florbale žen
- 2015: Davis Cup
- 2015: MS v ledním hokeji
- 2017: Mistrovství Evropy v krasobruslení
- 2019/2020 (prosinec 2019 a leden 2020): Ostrava a Třinec hostili Mistrovství světa juniorů v ledním hokeji hráčů do 20 let

.
V Ostravě sídlí sportovní týmy HC Vítkovice Ridera a HC RT Torax Poruba (lední hokej), FC Baník Ostrava, MFK Vítkovice a FC Ostrava Jih (fotbal), NH Ostrava (basketbal), 1. SC Vítkovice, FBC Ostrava a MVIL Ostrava (florbal), Arrows Ostrava (baseball a softball), VK Ostrava, Black Volley Beskydy, Blue Volley Ostrava (volejbal) a Ostrava Steelers (americký fotbal).[zdroj?]
Ostrava nabízí množství příležitostí sportovního vyžití, díky čemuž získala titul Evropské město sportu 2014. Na území města Ostravy se nachází atletické, fotbalové a zimní stadiony, víceúčelové sportovní haly, tenisové kurty, squashové kluby, kryté bazény, koupaliště a další sportovní zařízení. Nejvýznamnější areály provozuje společnost Sportovní a rekreační zařízení města Ostravy, s.r.o. (SAREZA). Její letní koupaliště Ostrava-Poruba je největší přírodní koupaliště ve střední Evropě. Ostravu protíná řada cyklotras a cyklostezek. V okolí Ostravy se nachází pohoří Beskydy a Jeseníky, které leží cca 30 km a 60 km od Ostravy a vyznačují se dobrými podmínkami pro lyžování v zimním období a v období jara až podzimu poskytují příležitosti pro pěší turistiku, cykloturistiku a rybaření. Z Ostravy do Beskyd vyjíždí od května do září cyklobus, který je určen především pro přepravu cykloturistů s jízdními koly a pěších turistů, ale i všech ostatních cestujících. V zimním období je k přepravě připraven Skibus. Hráči golfu, mohou zamířit na hřiště v zámeckém parku v Šilheřovicích u Ostravy či na vzdálenější hřiště v Čeladné, Ropici a Ostravici. Přibližně 30 km od Ostravy se také nachází další golfové hřiště v Kravařích.[zdroj?]

## Partnerská města
Partnerskými městy Ostravy jsou:
| Město      | Země               | Spolupráce od roku  | Oblasti spolupráce |
| ---------- | ------------------ | ------------------- | --- |
| Katowice   | Polsko             | 1960, obnovena 1996 | reforma státní správy, pořádání Česko-polských dnů, revitalizace průmyslových ploch |
| Drážďany   | Německo            | 1971, obnovena 1995 | kultura, mládež, školství |
| Split      | Chorvatsko         | 1976                | spolupráce v oblasti kultury a bezpečné dopravy v Evropě |
| Pireus     | Řecko              | 1997                | spolupráce v oblasti kultury, školství |
| Coventry   | Spojené království | 1957, obnovena 1990 | školství, spolupráce hospodářských komor |
| Košice     | Slovensko          | 2001                | revitalizace průmyslových ploch, kultura, spolupráce důchodců |
| Miskolc    | Maďarsko           | 2001                | revitalizace průmyslových ploch |
| Pittsburgh | USA                | 2001                | revitalizace průmyslových ploch, ekologie |
| Uralsk     | Kazachstán         | 2008                | obchodní, ekonomická, vědecko-technická spolupráce, ochrana životního prostředí, sportu, turismu, malého a středního podnikání                                                               |
| Shreveport | USA                | 2015                | |
| Gaziantep  | Turecko            | 2012                | podpora rozvoje hospodářských styků, kulturní výměna |
| Abomey     | Beninská republika | 2012                | urbanismus a regenerace města, strategické plánování, podpora podnikatelských aktivit, ochrana životního prostředí, činnost samosprávných orgánů, vzdělanost a kultura, cestovní ruch, sport |
| Dnipro     | Ukrajina           | 2024                | průmysl, byznys, školství, kultura, sport |

V letech 1949–2022 byl partnerským městem Ostravy Volgograd a v letech 2009–2022 Doněck. Obě partnerství byla vypovězena kvůli válce mezi Ruskem a Ukrajinou.

## Významní rodáci
- Jehuda Bacon (* 1929), izraelský malíř českého původu
- Jan Balabán (1961–2010), spisovatel (žil zde od dětství)
- Sergei Barracuda (* 1990), zpěvák (rapper)
- Pavla Beretová (* 1983), herečka Národního divadla v Praze
- Beno Blachut (1913–1985), operní pěvec
- Václav Bednář (1905–1987), operní pěvec
- Vladimír Brázda (1920–2005), šéfdirigent operety NDM, milovník operety a Ostravy
- Vlastimil Brodský (1920–2002), herec
- Slávka Budínová (1924–2002), herečka
- Jaroslav Čejka (1936–2022), mim, tanečník, herec
- Bořivoj Čelovský (1923–2008), historik, publicista, filozof
- Tamara Černá (* 1965), pseudonym SofiG, primabalerina
- Evžen Čížek (1904–1942), příslušník československé zahraniční armády, válečný pilot
- Oldřich Daněk (1927–2000), dramatik, spisovatel, režisér
- Oldřich Doležal (1912–1983), pilot 311. československé bombardovací perutě RAF
- Miroslav Etzler (* 1964), herec
- Tomáš Etzler (* 1963), novinář
- Karel Fiala (1925–2020), herec
- Ota Filip (1930–2018), spisovatel
- František Ladislav Fořt (1910–?) účastník protinacistického odboje v období druhé světové války a politický vězeň
- Anna Friedlová-Kanczuská (* 1913), architektka, urbanistka
- Emerich Gabzdyl (1908–1993), tanečník a choreograf
- Rudolf Grimm (1911–1942), válečný palubní radiotelegrafista a střelec u RAF.[102]
- Augustin Handzel (1886–1952), umělec a sochař
- Karel Handzel (1885–1948), český spisovatel, novinář a překladatel
- Tomáš Hejdušek (* 1979), fotbalista a fotbalový trenér
- Petr Hruška (* 1964), básník, scenárista
- Ilja Hurník (1922–2013), hudební skladatel
- Zdeněk Chlopčík (* 1957), tanečník, trenér
- Igor Chmela (* 1971), herec Divadla na Zábradlí
- Martin Chodúr (* 1989), zpěvák, vítěz 1. Česko Slovenské SuperStar
- Věra Chytilová (1929–2014), režisérka
- Jožka Jabůrková (1896–1942), novinářka, spisovatelka
- Eva Jakoubková (1952–2005), herečka
- Liana Janáčková (* 1953), architektka, starostka městského obvodu, býv. senátorka
- Radim Jančura (* 1972), podnikatel
- Heidi Janků (* 1962) zpěvačka, moderátorka
- Marek Jankulovski (* 1977), fotbalista, vítěz Ligy mistrů UEFA
- Vladimír Javorský (* 1962), herec
- Valentin Bernard Jestřábský (1630–1719), římskokatolický kněz, kazatel a barokní spisovatel
- Zdeněk Jirotka (1911–2003), spisovatel
- Eva Jurinová (1953–2021), novinářka, pedagožka
- Zuzana Kajnarová Říčařová (* 1982), herečka
- Nikolas Kara (* 2000), kouzelník, iluzionista
- Naděžda Kniplová (1932–2020), operní pěvkyně
- Taťána Kocembová (* 1962), atletka
- Martina Kociánová (* 1971), televizní moderátorka
- Přemysl Kokeš (* 1977), architekt
- Irena Korbelářová (* 1963), historička, archivářka, proděkanka, profesorka
- Terezie Kovalová (* 1989), violoncellistka
- Richard Krajčo (* 1977), herec a zpěvák
- Kristina Lavičková (1917–1944), účastnice protinacistického odboje popravená nacistickým režimem
- Ivan Lendl (* 1960), tenista, vítěz Davis cupu 1980, 3× vítěz French Open, 3× vítěz US Open, 2× vítěz Australian Open
- Mario Lička (* 1982), fotbalista
- Artur London (1915–1986), politik a publicista
- Lumír Lýsek (* 1934), architekt
- Ondřej Malý (* 1966), herec
- Otmar Mácha (1922–2006), hudební dramaturg
- Lurdes Gloria Manuel (* 2005), česká atletka, juniorská mistryně Evropy 2023 a juniorská mistryně světa 2024 v běhu na 400 m
- Karel Müller (* 1958), archivář, historik, heraldik, ředitel Zemského archivu v Opavě
- Jaroslav Novák (1915–1943), československý stíhač v RAF u 1. a 312. československé perutě
- Petr Němec (* 1950), zpěvák
- Jaromír Nohavica (* 1953), písničkář
- Elly Oehlerová (1905–1953), architektka
- Nikol Ogrodníková (* 1990), atletka
- Marta Ondráčková (* 1983), herečka a moderátorka
- Jaroslav Opěla (1935–2016), dirigent
- Ivo Pavlík (1933–2017), hudebník, manžel Heidi Janků
- Bohdan Pomahač (* 1971), plastický chirurg
- Alexej Pyško (* 1956), herec
- Libor Radimec (* 1950), fotbalista, olympijský vítěz
- Artur Radvanský (1921–2009), pamětník holocaustu[103]
- Karel Reisz (1926–2002), režisér a producent
- Lydie Romanská (* 1943), básnířka, spisovatelka a sbormistryně
- Marie Rottrová (* 1941), zpěvačka
- Šlomo Rozen (1905–1985), izraelský politik a ministr
- Jiří Rusnok (* 1960), 2013-2014 předseda vlády ČR, 2016-2022 guvernér České národní banky
- Libor Sionko (* 1977), fotbalista
- Bořek Slezáček (* 1967), herec, hudebník, moderátor
- Jan Světlík (* 1958), podnikatel
- Jaromír Šavrda (1933–1988), spisovatel, disident
- Roman Šimíček (* 1971), hokejista, mistr světa s reprezentací ČR 1999
- Jaromír Šindel (* 1959), hokejista, 3× mistr ČSSR a mistr světa s reprezentací ČSSR 1985
- Ladislav Špaček (* 1949), pedagog, spisovatel, mluvčí prezidenta Havla, popularizátor společenské etikety
- Radim Špaček (* 1973), režisér
- Věra Špinarová (1951–2017), zpěvačka
- Teodor Šrubař (1917–1979), operní pěvec
- Jaroslav Štěrba (* 1962), dětský onkolog
- Oldřich Šuleř (1924–2015), spisovatel
- Evžen Tošenovský (* 1956), politik, 1993-2001 primátor Ostravy, 2000-2008 hejtman Moravskoslezského kraje, od 2009 europoslanec
- Radim Uzel (1940–2022), sexuolog
- Aleš Vašíček 1947–2025), sochař a sklářský výtvarník
- Arnošt Vašíček (* 1953), scenárista, spisovatel a záhadolog
- Věra Weislitzová-Lustigová (1927–2009), spisovatelka a pedagožka[104]
- Hana Zagorová (1946–2022), zpěvačka
- Lubomír Zaorálek (* 1956), politik, 2019-2021 ministr kultury ČR, 2013-2017 ministr zahraničních věcí ČR, 2002-2006 předseda Poslanecké sněmovny Parlamentu ČR
- Vilém Závada (1905–1982), básník
- Rudolf Zuber (1912–1995), kněz, historik, archivář, knihovník